# Église Sainte-Félicité de Montagny-Sainte-Félicité
Pour les articles homonymes, voir Église Sainte-Félicité.
L'église Sainte-Félicité est une église catholique paroissiale située à Montagny-Sainte-Félicité, dans l'Oise, en France.
Elle a été donnée à l'abbaye Saint-Vincent de Senlis en 1154, qui établit un prieuré au nord de l'église, et reste le collateur de la cure jusqu'à la Révolution française.
Les éléments les plus anciens de l'église actuelle remontent au XIIIe siècle ; ce sont les supports des voûtes des deux travées droites du chœur.
L'église a été entièrement reconstruite entre 1510 et 1525 environ, dans le style gothique flamboyant. La façade et le clocher sont un peu plus récents, et appartiennent déjà à la Renaissance.
C'est surtout pour sa haute et gracieuse flèche en pierre que l'église Sainte-Félicité est connue : elle culmine à 65 m de hauteur, et n'est dépassée, dans le département, que par la cathédrale de Senlis.
Si l'architecture du reste de l'église ne montre que peu de particularités et reste presque austère, sauf à la façade et au chevet, elle peut s'enorgueillir d'un beau et vaste retable de pierre, installé en 1568 et relatant le martyre de sainte Félicité de Rome, patronne de l'église.
Le clocher et le retable ont été classés aux monuments historiques par liste de 1862. L'église est aujourd'hui affiliée à la paroisse Notre-Dame de la Visitation du Haudouin, mais n'est pratiquement plus utilisée pour le culte.

## Localisation
L'église Sainte-Félicité est située dans la plaine du Multien et dans le Parc naturel régional Oise-Pays de France, sur la commune de Montagny-Sainte-Félicité, au sud-ouest du village, en plein champ, rue Moutier. Elle est entourée du cimetière de la commune, qui est clos par des murs. Au nord, l'église est bordée par un terrain vague, où se situait jadis une ferme issue de la transformation de l'ancien prieuré. L'édifice est entièrement dégagé d'autres constructions, et l'on peut en faire le tour.
La position à l'écart du village n'a pas encore trouvé d'explication. Les cartes du XVIIIe siècle montrent déjà l'église à l'extrémité sud de la petite agglomération, mais deux bâtisses lui font face à l'ouest, et la première maison à l'entrée du village est bien plus proche de l'église qu'aujourd'hui. Encore présents sur le cadastre napoléonien de 1822, les bâtisses en face ne figurent plus sur la carte d'État-Major de 1889.
Dans le Val-d'Oise, un autre cas d'une église de plaine totalement isolée du village existe à Nucourt. Souvent les églises excentrées sont bâties sur une proéminence ou une butte, comme par exemple à Brenouille, Laigneville et Saint-Sulpice, mais ce n'est pas le cas à Montagny.
Rien n'indique que l'église a changé de position. Puisqu'elle était accompagnée du prieuré, dont les contours apparaissent encore sur la carte IGN de 1941, le changement de position paraît improbable pour des raisons foncières. Le logis était perpendiculaire à l'église, et mitoyen de sa troisième et quatrième travée. Il barrait la grande cour de ferme à l'est. Au nord et à l'ouest, elle état bordée des bâtiments d'exploitation. L'aile occidentale touchait à la rue.

## Historique

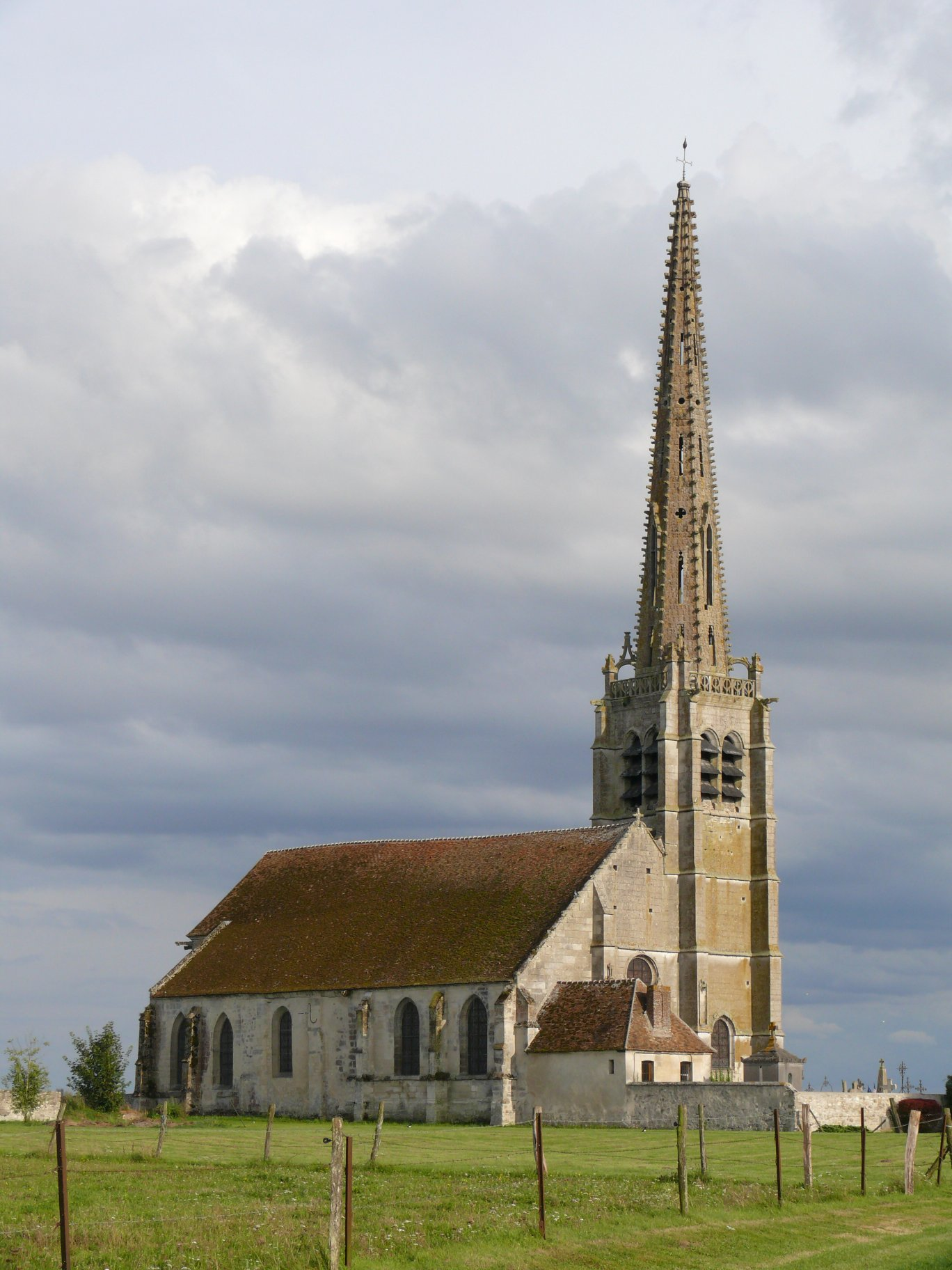
Approche depuis le village.

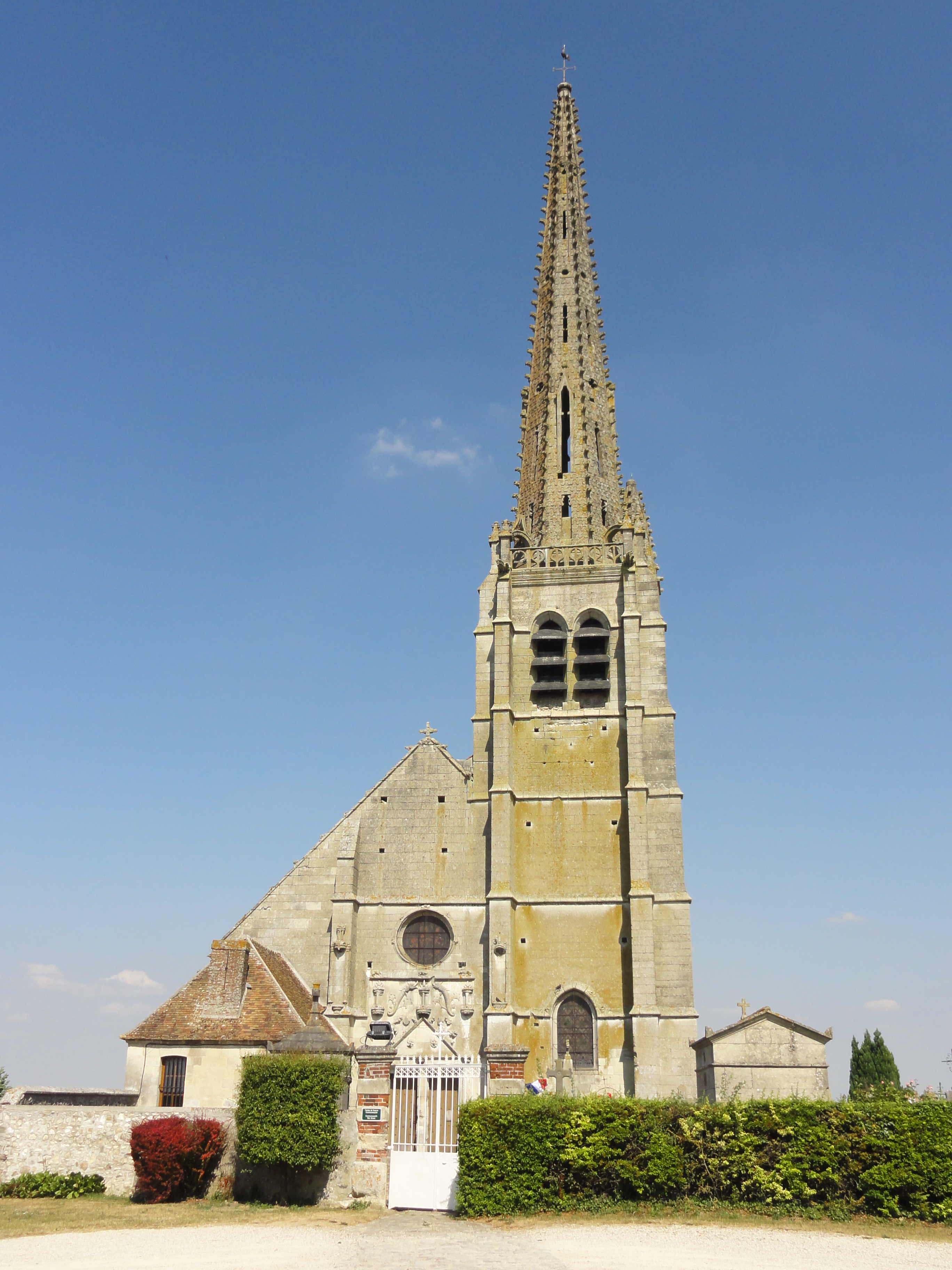
Façade occidentale.

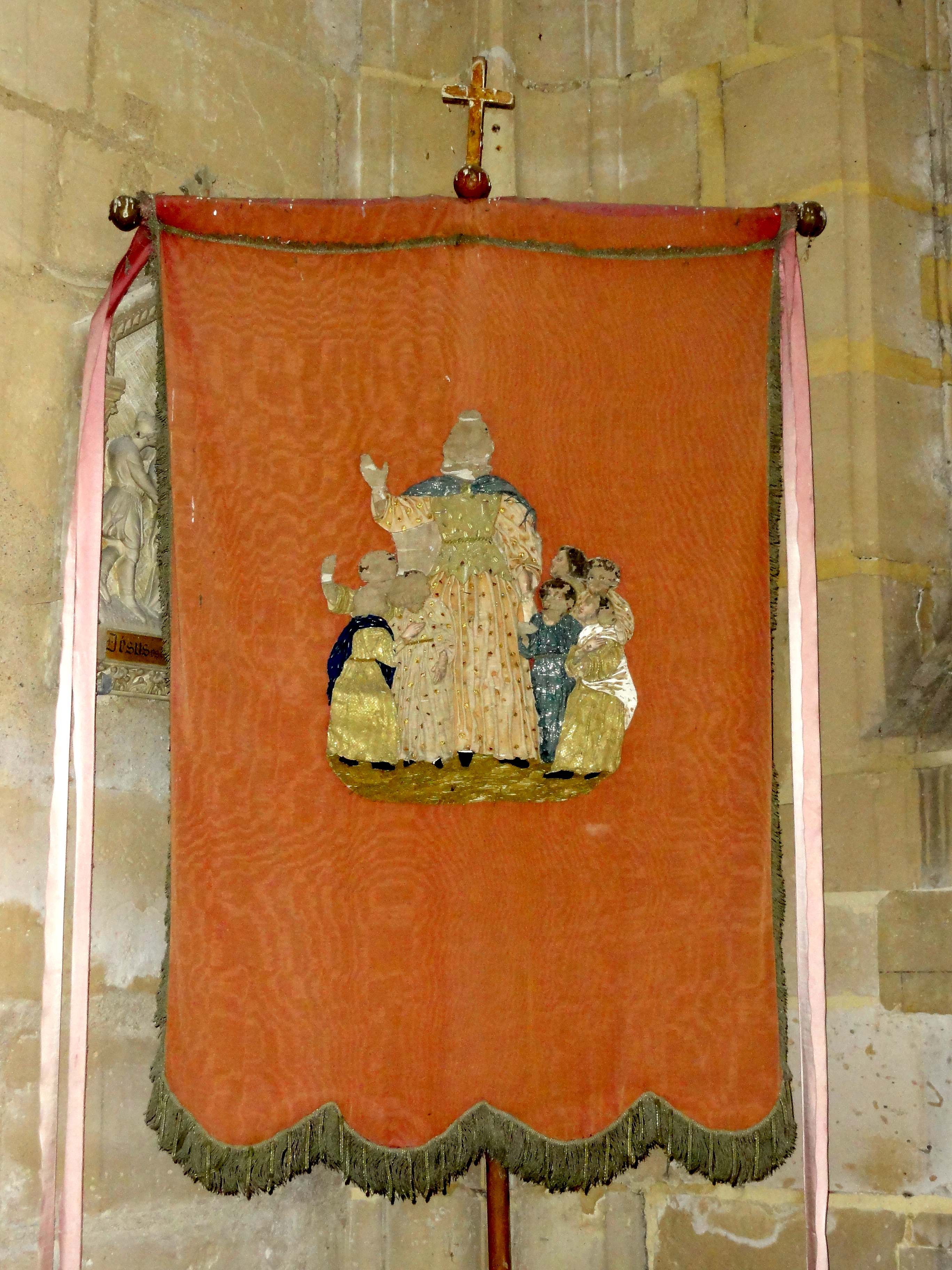
Bannière de procession - sainte Félicité.

La date de fondation de la paroisse n'est pas connue. Sa sainte patronne est Félicité de Rome, veuve martyrisée à Rome vers 161 / 166 avec ses sept fils Janvier, Félix, Philippe, Silvain, Alexandre, Vital et Martial, sous Antonin le Pieux ou Marc Aurèle. En 1154, Thibaut, évêque de Senlis, donne l'église à l'abbaye Saint-Vincent de Senlis, qui fonde un prieuré à Montagny. Ses bâtiments étaient attenants à l'église au nord. L'abbaye Saint-Vincent est donc collateur de la cure, et l'un des chanoines résidant sur place assure le service paroissial. Vers la fin du XVIe siècle, tous les religieux sauf un quittent Montagny, qui devient donc un simple prieuré-cure. Sous tout l'Ancien Régime, la paroisse dépend du doyenné et du diocèse de Senlis. À la Révolution française, le siège épiscopal de Senlis est supprimé. L'ensemble des paroisses du département de l'Oise est regroupé dans le diocèse de Beauvais. Sous le Concordat de 1801, ce dernier est annexé au diocèse d'Amiens, et ne recouvre son indépendance qu'en 1822. Depuis cette date, Montagny-Sainte-Félicité dépend du diocèse de Beauvais sur le plan ecclésiastique. Le village n'a plus de prêtre résident depuis de longue date. Il est affilié à la paroisse d'Ermenonville, avant que celle-ci n'intègre la nouvelle paroisse Notre-Dame de la Visitation du Haudouin en 1996, quand quarante-cinq nouvelles paroisses sont définies à l'échelle du diocèse. La paroisse du Haudouin s'étend sur quinze communes. Dans un premier temps, des messes dominicales anticipées sont encore célébrées en l'église Sainte-Félicité une fois par mois. En raison de la retraite du curé d'Ermenonville, les célébrations se limitent à une messe annuelle depuis 2013, le dimanche précédant le 14 juillet, pour la fête patronale du village.
Les éléments les plus anciens de l'église actuelle sont les piliers isolés des deux travées droites du chœur, et notamment la frise de crochets sur le pilier octogonal au sud ; les faisceaux de colonnettes engagées dans les murs au-dessus des piliers ; et les dernières grandes arcades au nord et au sud, retaillées à la période gothique flamboyante. Par la frise du dernier pilier isolé du nord, Dominique Vermand date la précédente église du XIIIe siècle. Les faisceaux de colonnettes, dont l'auteur ne tient pas compte, évoquent la période gothique rayonnante.
Le chœur actuel conserve donc son plan du XIIIe siècle. Il a été largement remanié et pourvu de nouveaux collatéraux à la période flamboyante, et plus précisément entre 1510 et 1515 selon une monographie manuscrite des années 1930 conservée en mairie. Selon la même source, le portail aurait été réalisé vers 1540. On ne peut prêter foi au renseignement fourni par Louis Graves (1829), selon lequel l'église aurait été reconstruite en 1600 : le style ne concorde pas avec cette date tardive, et il s'agit probablement d'une conclusion tirée de la date de consécration le 10 août 1628 par Mgr Nicolas Sanguin, évêque de Senlis. Indépendamment des considérations stylistiques, l'installation du retable majeur en 1568 motive le bouchage de la baie d'axe du chevet, auparavant munie d'un remplage flamboyant. Sur les fonts baptismaux, se lit la date de 1572. La nef et les bas-côtés doivent donc être terminées jusqu'au mur occidental à cette date. Ceci n'empêche pas que le clocher et la flèche pourraient être plus récents. D'après le chanoine Pihan (1889), « ce qui fait l'intérêt du clocher de Montagny, c'est qu'il est au XVIIe siècle un pastiche quelconque du XIIIe siècle ». Selon le chanoine Müller (1894), il « rachète, par une certaine audace de bâtisse, ce qu'il a de pastiché et de bâtard ». Ce dernier terme fait référence à son style quelque peu éclectique, qui n'est purement gothique qu'à la première vue. Les deux auteurs sont fortement influencés par les écrits de Louis Graves. Eugène Lefèvre-Pontalis (1906) peine à croire que le clocher date réellement du début du XVIIe siècle, car son style dominant est le gothique flamboyant, et sa tourelle d'escalier est analogue à Baron et Venette. Le clocher seul est classé aux monuments historiques par liste de 1862,.

## Description

### Aperçu général

Plan de l'église.

Régulièrement orientée, l'église se compose d'un vaisseau central aveugle de six travées, qui est accompagné de deux bas-côtés, et se termine par une abside à cinq pans. Les quatre premières travées correspondent à la nef des fidèles, et les travées orientales forment le chœur liturgique, dont les quatre piliers (trois cylindriques, un octogonal) subsistent de la précédente église. La première travée du bas-côté sud est la base du clocher, dont les deux contreforts de l'angle nord-est font saillie à l'intérieur. La sacristie se situe à gauche de la façade, devant le bas-côté nord. L'ensemble de l'église est voûté d'ogives. Comme particularité, la cinquième travée du vaisseau central possède une voûte à six branches d'ogives, mais il n'y a qu'une seule grande arcade au nord et au sud. Le portail occidental de la nef constitue l'unique accès à l'église. Vaisseau central et bas-côtés sont recouverts ensemble par une vaste toiture à deux rampants. Le clocher, coiffé d'une flèche de pierre, culmine à 65 m de hauteur.

### Intérieur

#### Nef

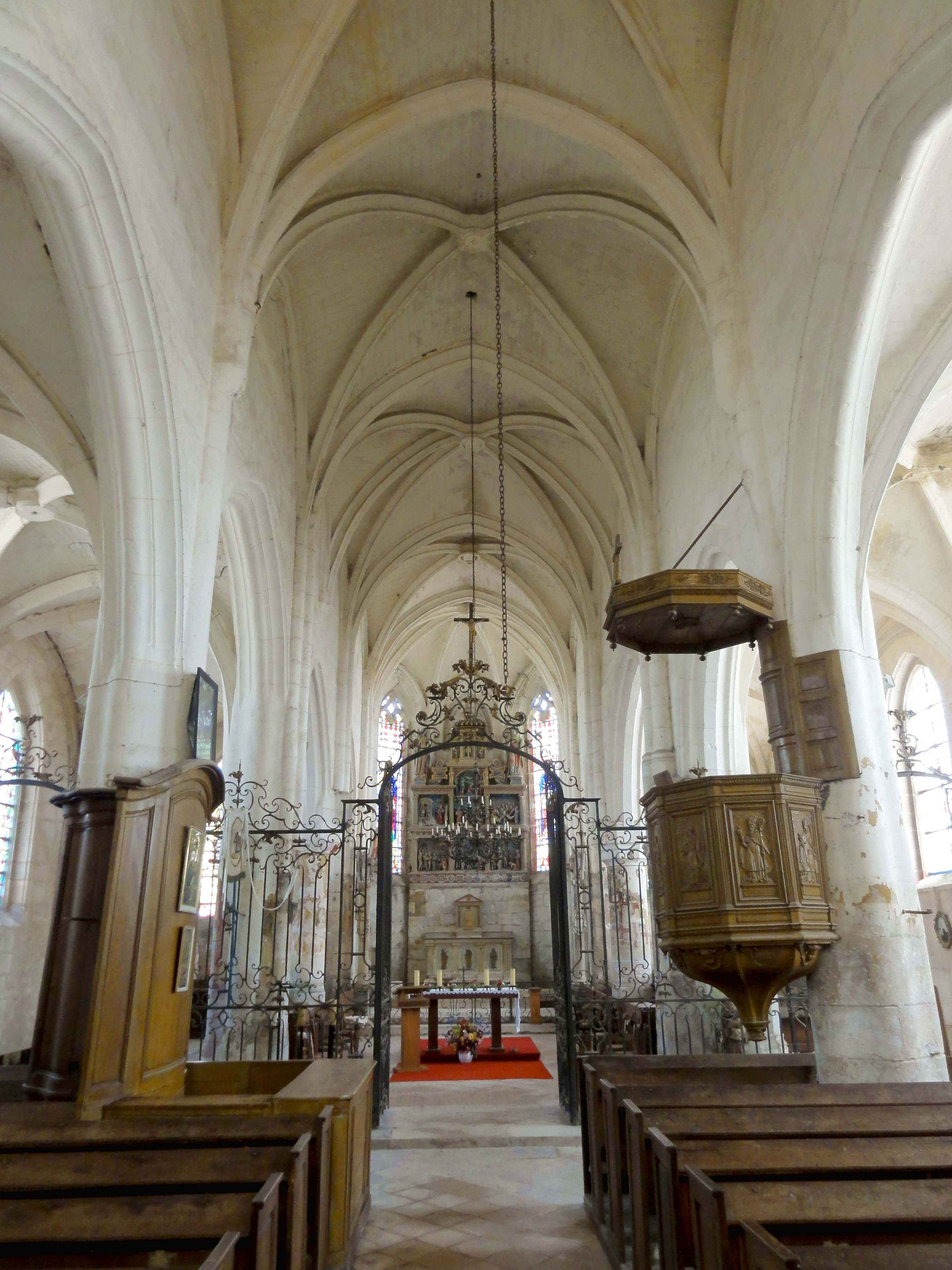
Vue vers l'est.

Uniquement éclairée par un oculus en haut du mur occidental, et sinon indirectement par les bas-côtés, la nef est bien sombre, ce qui n'est que partiellement compensé par le badigeon blanc qui recouvre les murs solidement appareillés en pierre de taille.
Le nombre de quatre travées représente le cas le plus fréquent pour les églises rurales d'une importance moyenne ; beaucoup n'ont que trois travées, comme Ermenonville, Ève et Versigny.
Les élévations latérales à deux niveaux sont la règle après la guerre de Cent Ans, quand les triforiums ou galeries deviennent l'exception. Le premier étage est celui des grandes arcades, et le deuxième se limite à des murs aveugles au-dessus des grandes arcades. Des fenêtres hautes ne sont plus prévues que dans les édifices d'une certaine importance, comme Pont-Sainte-Maxence, siège d'un doyenné, ou Saint-Étienne de Beauvais. Sinon, les églises flamboyantes à fenêtres hautes sont souvent issues de la transformation d'églises gothiques, comme à Bessancourt, Saint-Antoine de Compiègne, La Roche-Guyon, Précy-sur-Oise, Serans et Vétheuil. Des exceptions existent toutefois à Chaumont-en-Vexin et L'Isle-Adam. En l'occurrence, il est acquis que le chœur conserve son plan du XIIIe siècle, mais aucune certitude n'existe pour la nef, et les murs ne montrent pas de traces de reprises. L'on ne voit pas de fenêtres bouchées, et l'appareil est homogène.
Les grandes arcades et les arcs-doubleaux des hautes-voûtes sont encore en tiers-point, tandis que les formerets latéraux des trois premières travées sont déjà en plein plein cintre, ce qui indique en principe une période de construction proche du milieu du XVIe siècle, avec la transition du gothique flamboyant vers la Renaissance. Les piliers ondulés à quatre renflements sont proprement flamboyants. On les trouve également à Baron, Borest, Ève, Saint-Sauveur et Versigny. Le nombre d'ondulations est de huit dans les églises plus importantes. Une seule ondulation monte les murs jusqu'à la retombée des hautes-voûtes, dont les nervures pénètrent directement dans les piliers, sans interposition de chapiteaux. Le profil des grandes arcades est d'un boudin en forme de double doucine entre deux larges et deux étroites moulures concaves, ce qui évoque Armancourt, Cléry-en-Vexin, Serans, Survilliers, Vauréal, Versigny, etc.
Les ogives affichent un profil prismatique. Les trois premières clés de voûte ne sont pas décorées, et se résument à un disque percé d'un trou. L'on peut supposer que des clés pendantes y étaient suspendues. La quatrième clé est un écusson vierge. — La première travée du sud présente une élévation différente, car les deux contreforts septentrionaux y font saillie, comme à Baron, Feigneux et Versigny, où l'intégration du clocher dans l'architecture de la nef laisse également à désirer. Les voûtes retombent ici sur des culots engagés dans les angles, et l'arcade est plus petite. Une autre irrégularité est la retombée du troisième doubleau, où les ondulations sont presque cylindriques en hauteur.

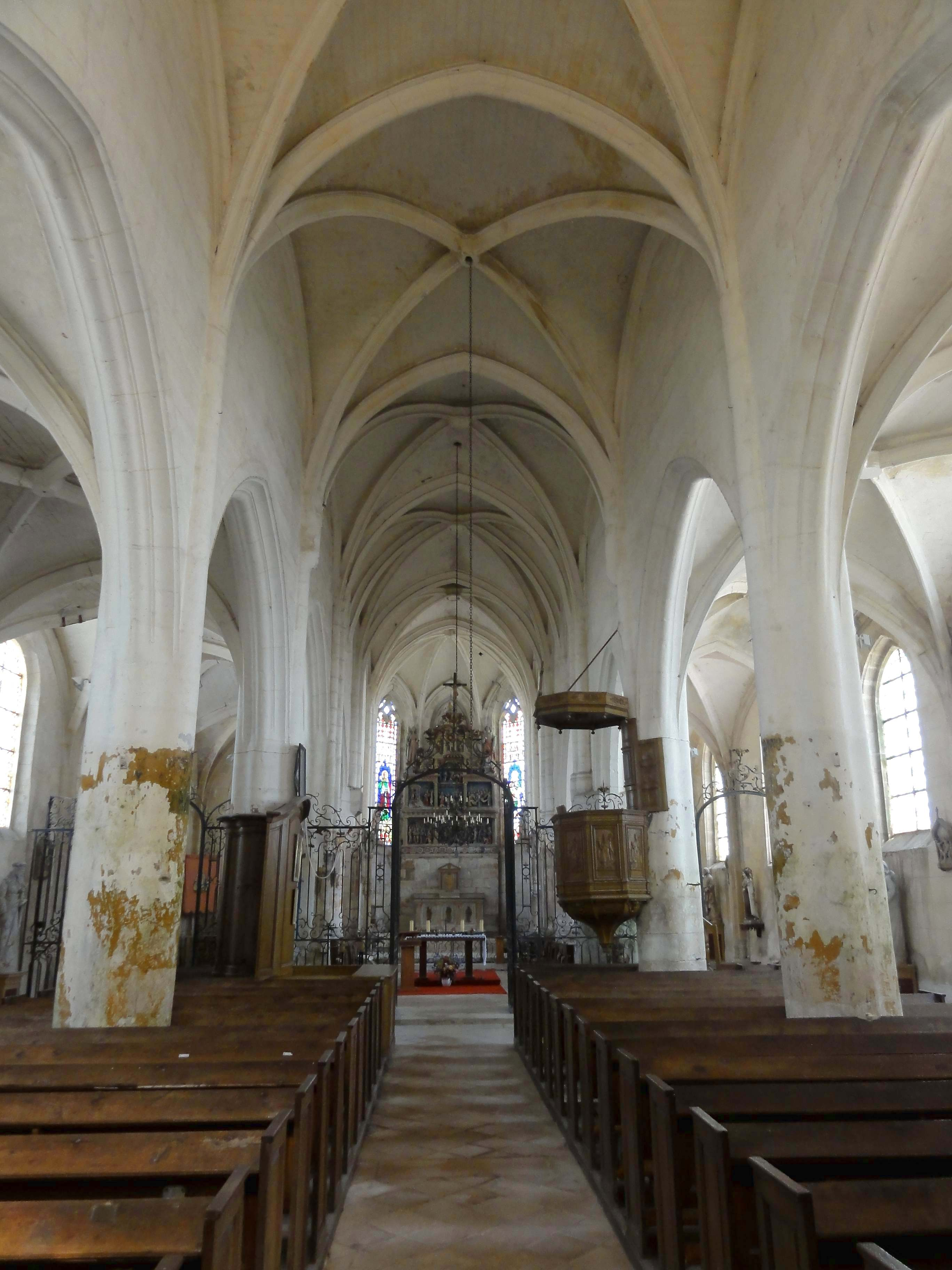
Vue vers l'est.
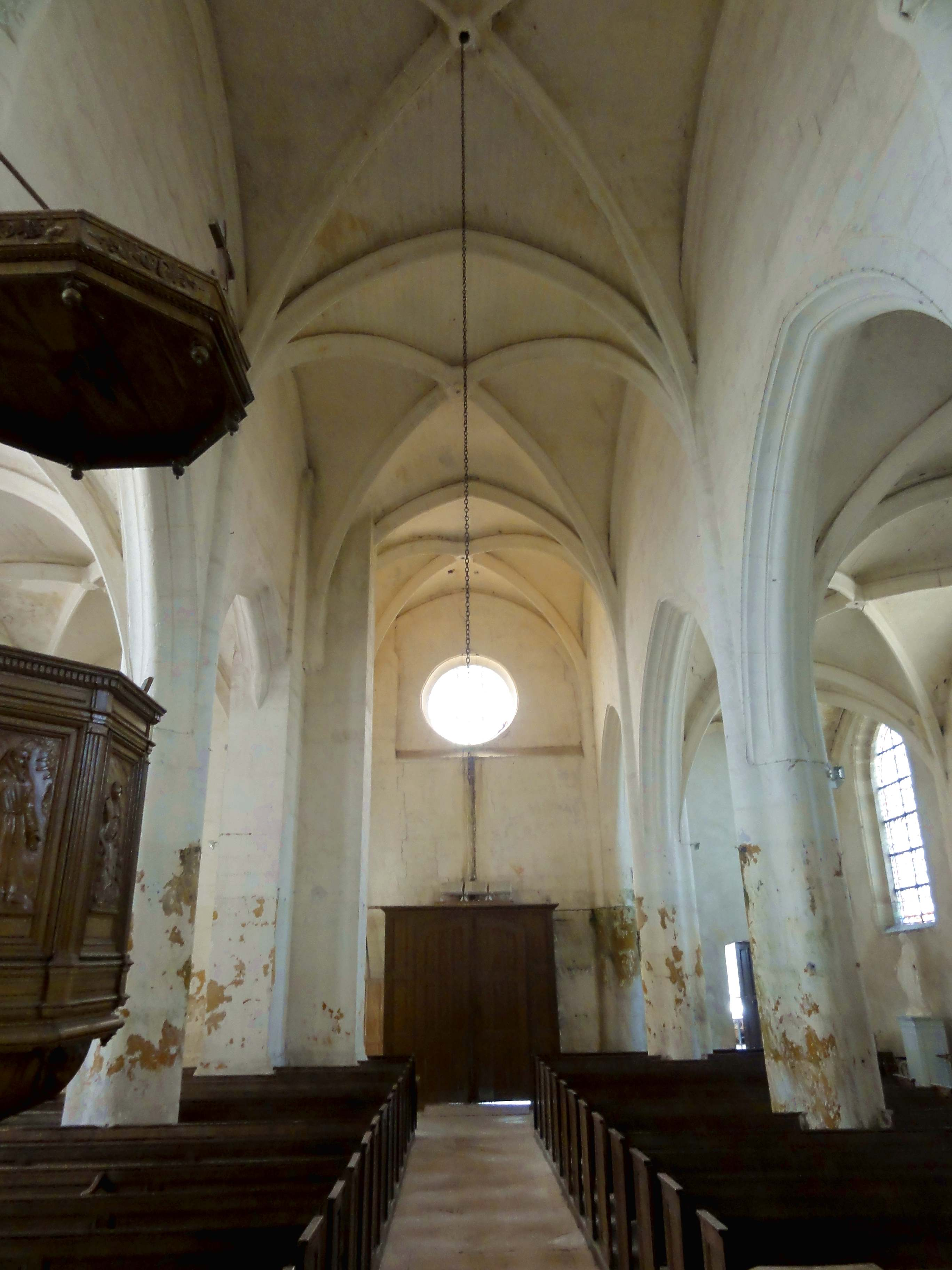
Vue vers l'ouest.
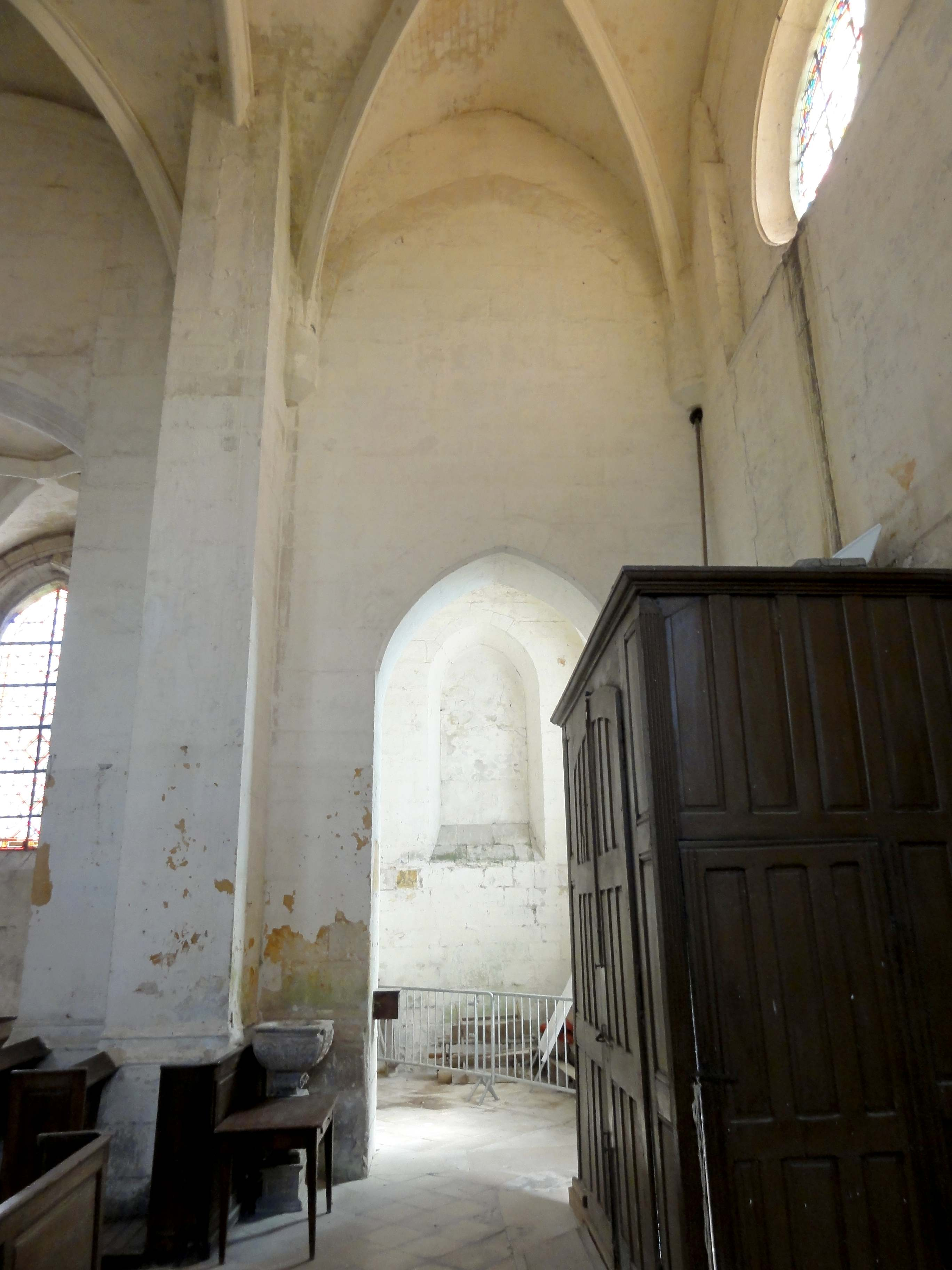
1re travée, côté sud.
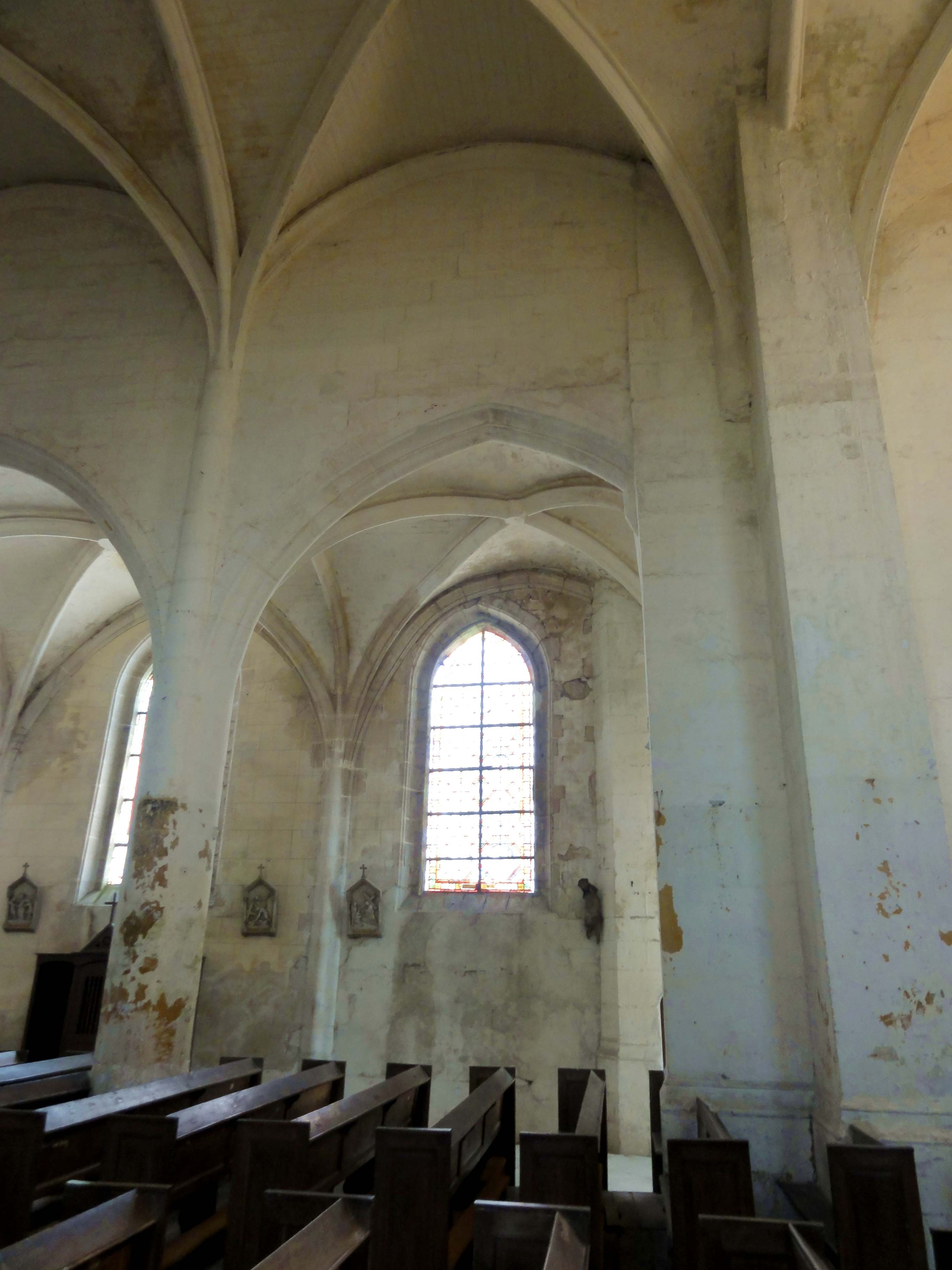
2e travée, côté sud.
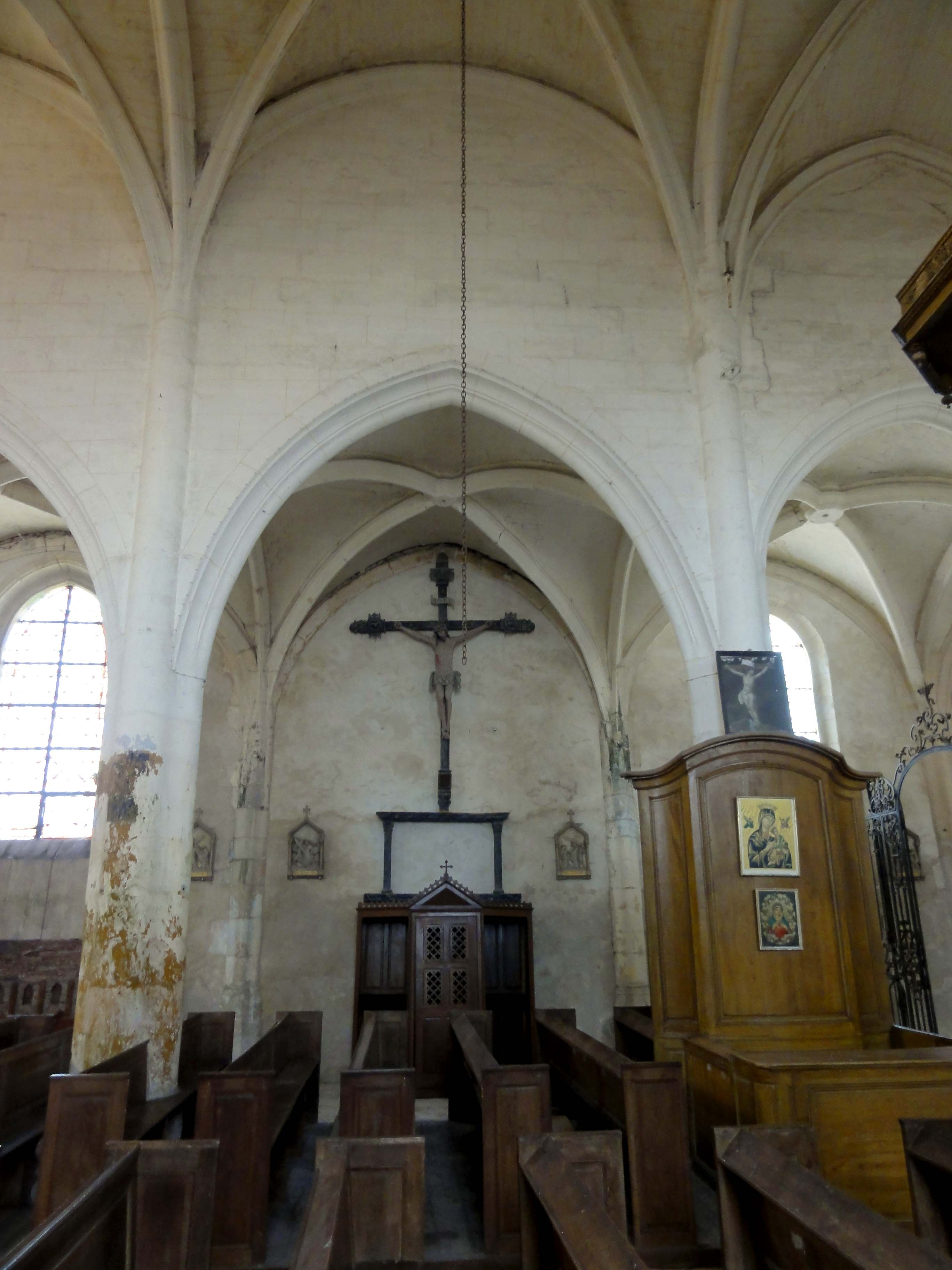
3e travée, côté nord.
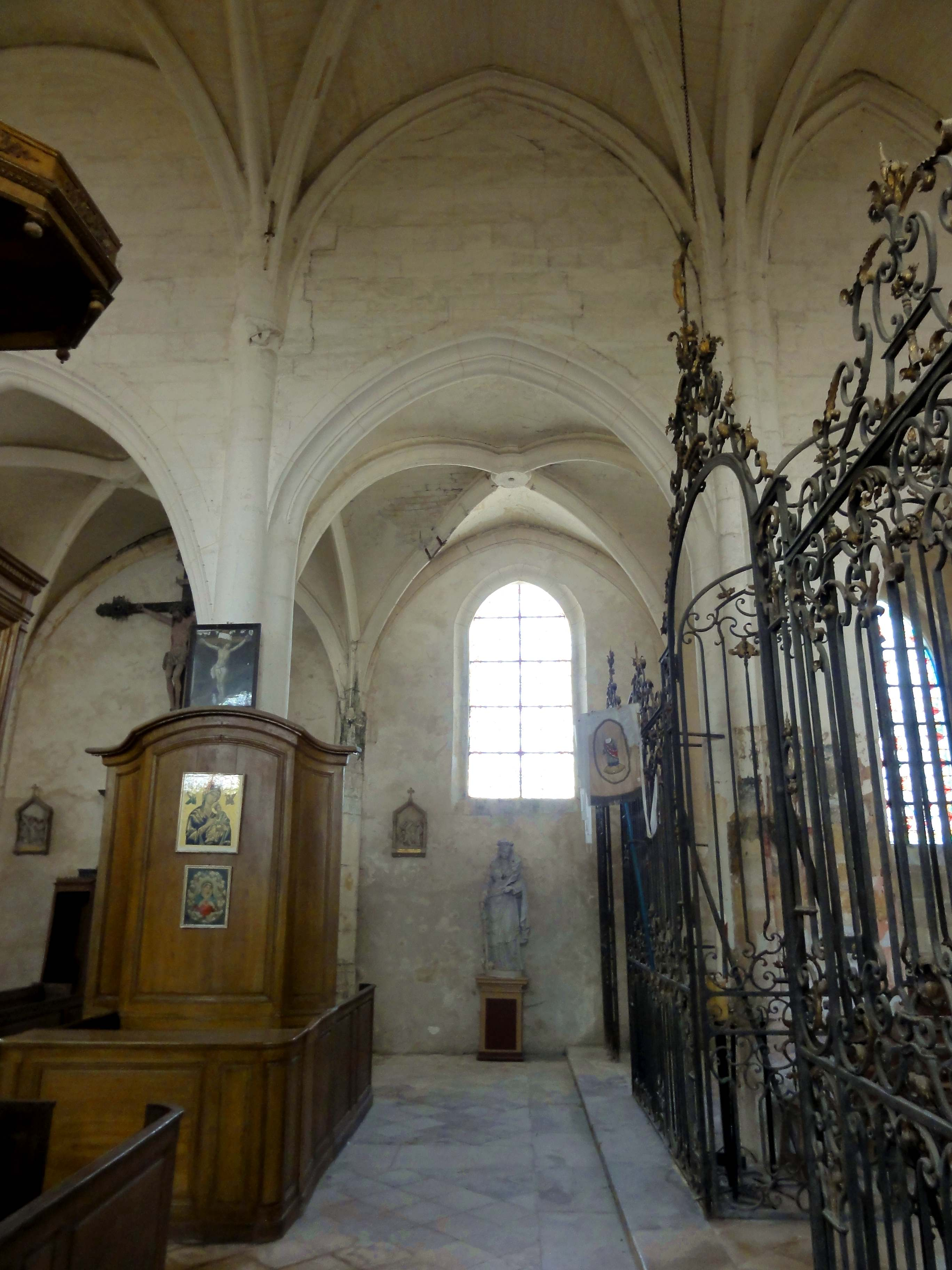
4e travée, côté nord.

#### Chœur

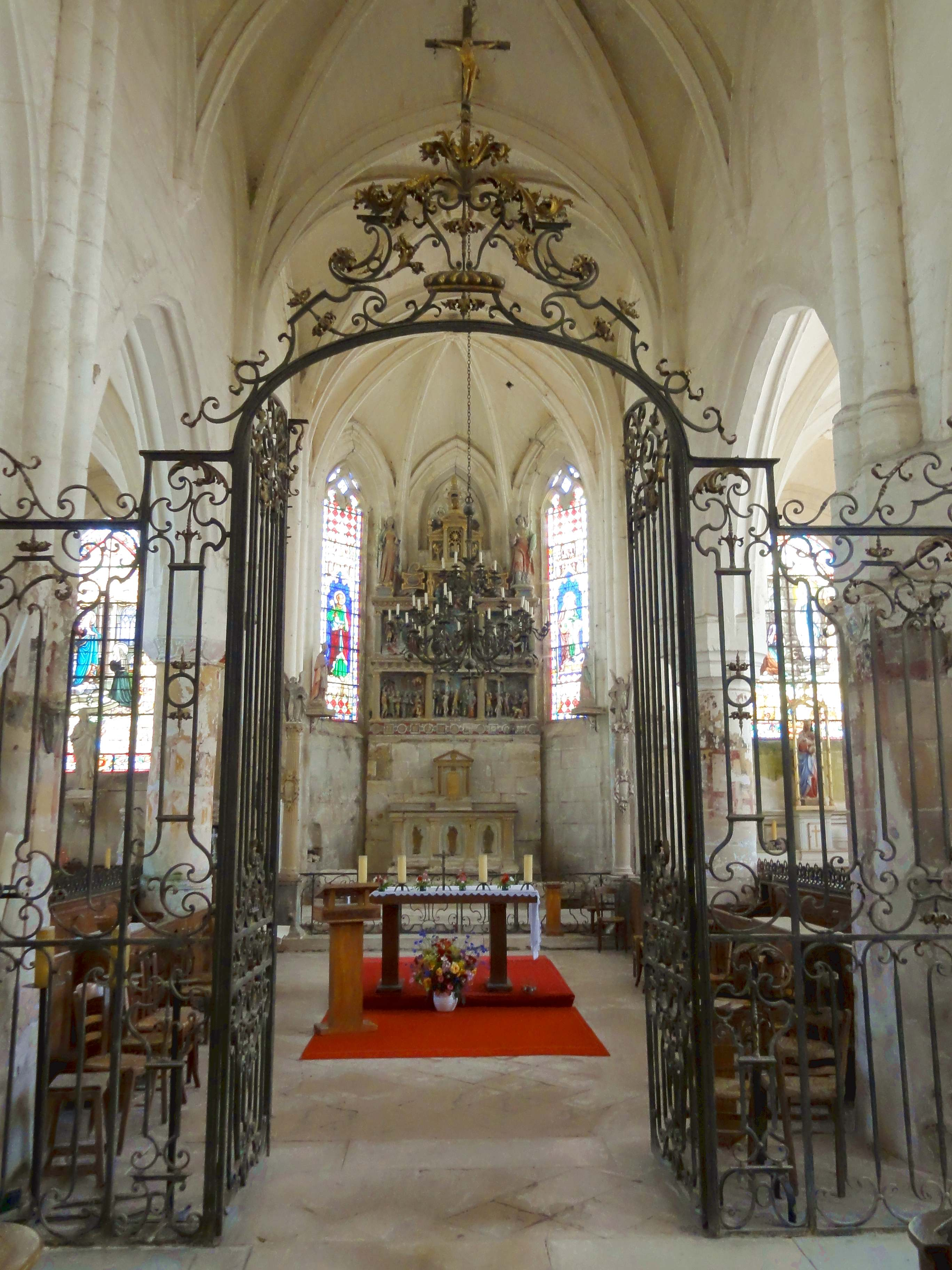
Entrée du chœur.

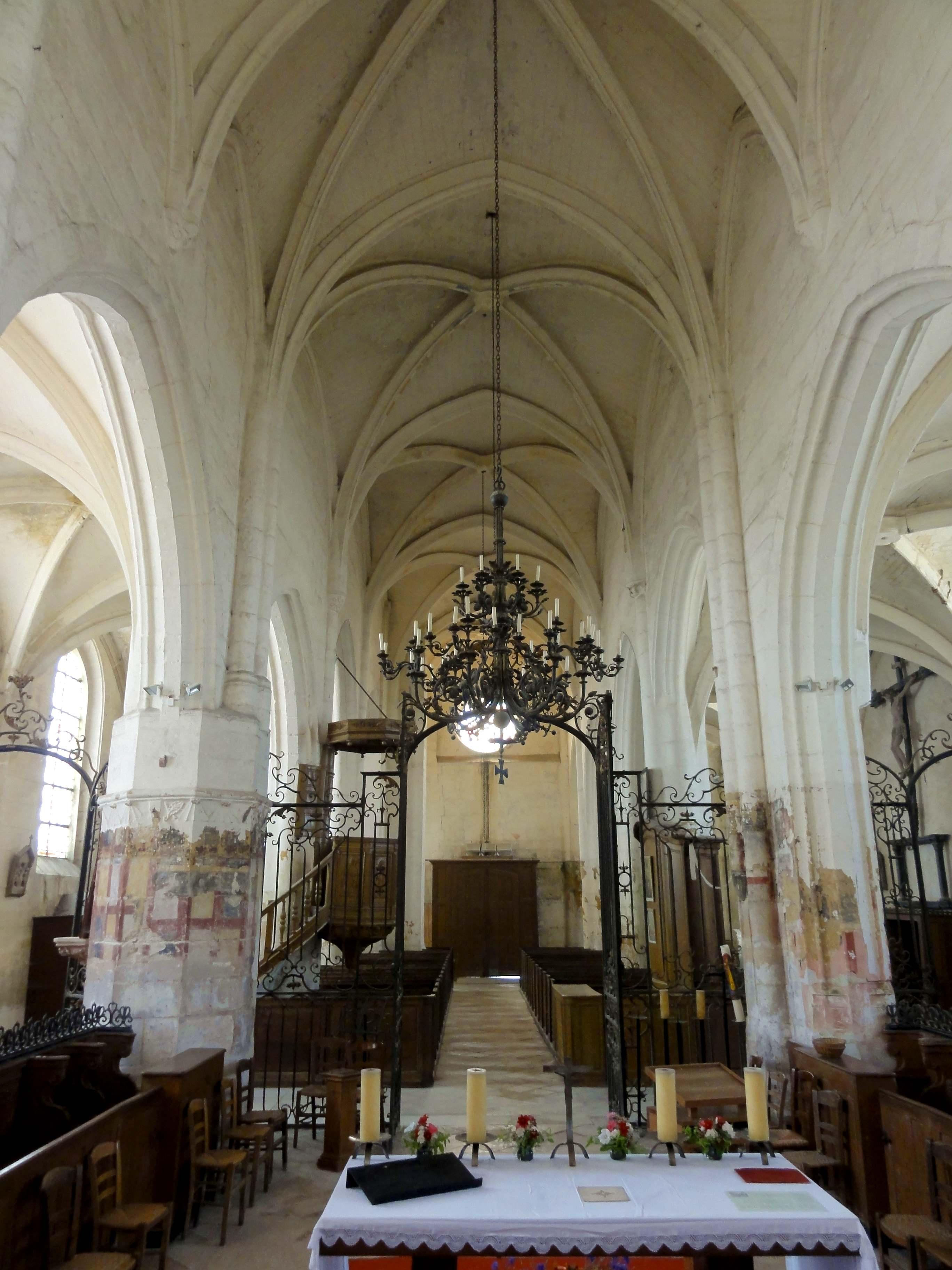
Vue vers l'ouest.

À la fin de la quatrième travée de la nef, la clôture liturgique en fer forgé marque le début du chœur liturgique. Pas plus que la nef, il ne possède pas de fenêtres hautes. Le jour entre par l'abside, mais l'éclairage n'est pas très généreux : les hautes et étroites baies en tiers-point sont loin d'occuper toute la largeur disponible, et la baie axiale est murée. Elle était à deux lancettes à têtes trilobées. Les quatre baies subsistantes n'ont pas de meneau central, qui a peut-être disparu, mais la partie supérieure présente deux arcatures trilobées, qui sont surmontées d'un soufflet entre deux mouchettes au nord et au sud, ou d'un losange entre deux mouchettes au nord-est et au sud-est. — La première travée du chœur est plus profonde que les autres, et se singularise par une voûte sexpartite, comme souvent dans les chœurs à la première période gothique (Avernes, Ermenonville, Longuesse, Saint-Jean-aux-Bois, Saint-Leu-d'Esserent, Notre-Dame de Senlis et collégiale Saint-Frambourg), Vétheuil, et jadis à Gouvieux. Comme particularité, il n'y a qu'une grande arcade de chaque côté sous la voûte sexpartite, ce qui n'existe ailleurs dans la région qu'à Nesles-la-Vallée. Les supports des deux branches d'ogives supplémentaires retombent sur des culots non sculptés. Les formerets sont en tiers-point, et très aigus. Les profils des nervures sont les mêmes que dans la nef, sauf pour les deux branches d'ogives supplémentaires, qui affichent au milieu un boudin. Avec cette exception, les ogives, doubleaux et formerets ont certainement été entièrement refaits au XVIe siècle. La voûte de la deuxième travée est analogue à la dernière voûte de la nef, et la voûte de l'abside est à six branches d'ogives, comme dans la quasi-totalité des absides à pans coupés. Dans le chœur, les clés de voûte conservent leur décor, et arborent des écussons sculptés. Dans la seconde travée et dans l'abside, elles sont entourées respectivement d'une guirlande et d'un cordon tressé. À l'intersection des travées, les nervures se fondent directement dans des faisceaux de trois colonnettes de diamètre identique. La colonnette médiane n'est pas engagée dans un dosseret, comme le veut l'usage à la première période gothique, et l'on ne voit pas d'angle saillant entre les fûts. Ils sont pratiquement accolées, mais toujours de section cylindrique. Les ogives et formerets se partagent une même colonnette.
À la première vue, l'absence de chapiteaux et frises à la retombée des hautes-voûtes peut susciter l'impression de piliers ondulés, mais la comparaison avec les petits piliers ondulés dans les angles de l'abside fait ressortir la différence, et au-dessus du pilier isolé entre la première et la deuxième travée du nord, l'on voit toujours le socle des colonnettes, qui devait être supporté par le tailloir d'un pilier isolé, comme aujourd'hui. C'est un anachronisme à la seconde moitié du XIIIe siècle, mais revient à la mode à la période flamboyante, sans devenir la règle. Le tailloir est de plan octogonal et non mouluré, et la corbeille du chapiteau assure la transition vers le plan rond du pilier jusqu'à l'astragale. La même disposition s'observe à Bessancourt, Jouy-le-Moutier, Presles, etc. Les motifs sont des feuilles de vigne alternant avec des écussons, dont la présence souligne que le chapiteau est bien issu d'une reprise en sous-œuvre au XVIe siècle. En face au sud, c'est moins certain : le chapiteau est seulement mouluré, et il est bien possible qu'il ait seulement été retaillé au XVIe siècle. Au début du chœur et à l'entrée de l'abside, les supports ont moins évolué depuis le XIIIe siècle. Au début du chœur au nord, le faisceau de colonnettes descend encore jusqu'au sol, et la grande arcade qui suit à l'est ne touche pas directement aux colonnettes, comme dans le chœur d'Ermenonville. Au sud, l'on trouve un épais pilier octogonal atypique. En guise de chapiteau, il affiche la frise de crochets qui a permis à Dominique Vermand de dater cet élément du XIIIe siècle. Ce pilier devait toujours constituer une irrégularité. Il est expliqué par l'existence ancienne d'un clocher central, sans doute antérieur à l'ancien chœur. À l'entrée de l'abside, il n'y a pas non plus eu de reprise en sous-œuvre, mais la partie inférieure des fûts a été tronquée du côté nord. Pour ce qui est des grandes arcades, leur profil d'une arête vive entre une étroite et une large moulure concave permet tout aussi bien l'hypothèse que les arcades ont été reprises en sous-œuvre ou simplement retaillées. Dans ce dernier cas, l'arête vive serait la réminiscence du tore du rouleau supérieur du XIIIe siècle. À l'ouest de la première travée, au nord seulement, et à la fin de la seconde travée, le profil des arcades se prolonge sur les piédroits, et l'on y trouve des bases polygonales flamboyantes. Les bases des piliers isolés entre les deux travées droites du chœur sont dissimulées par les stalles.

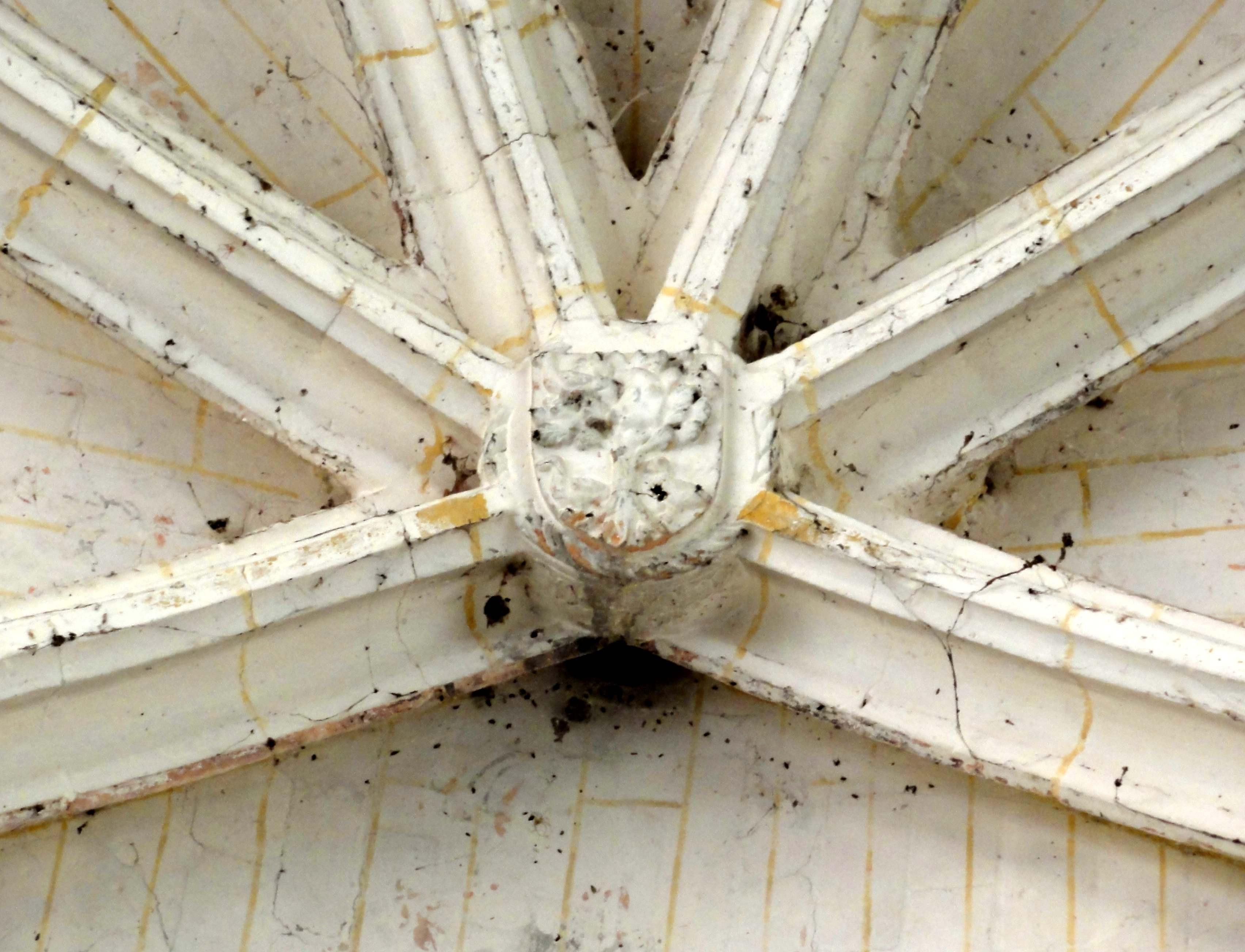
Clé de voûte de l'abside.
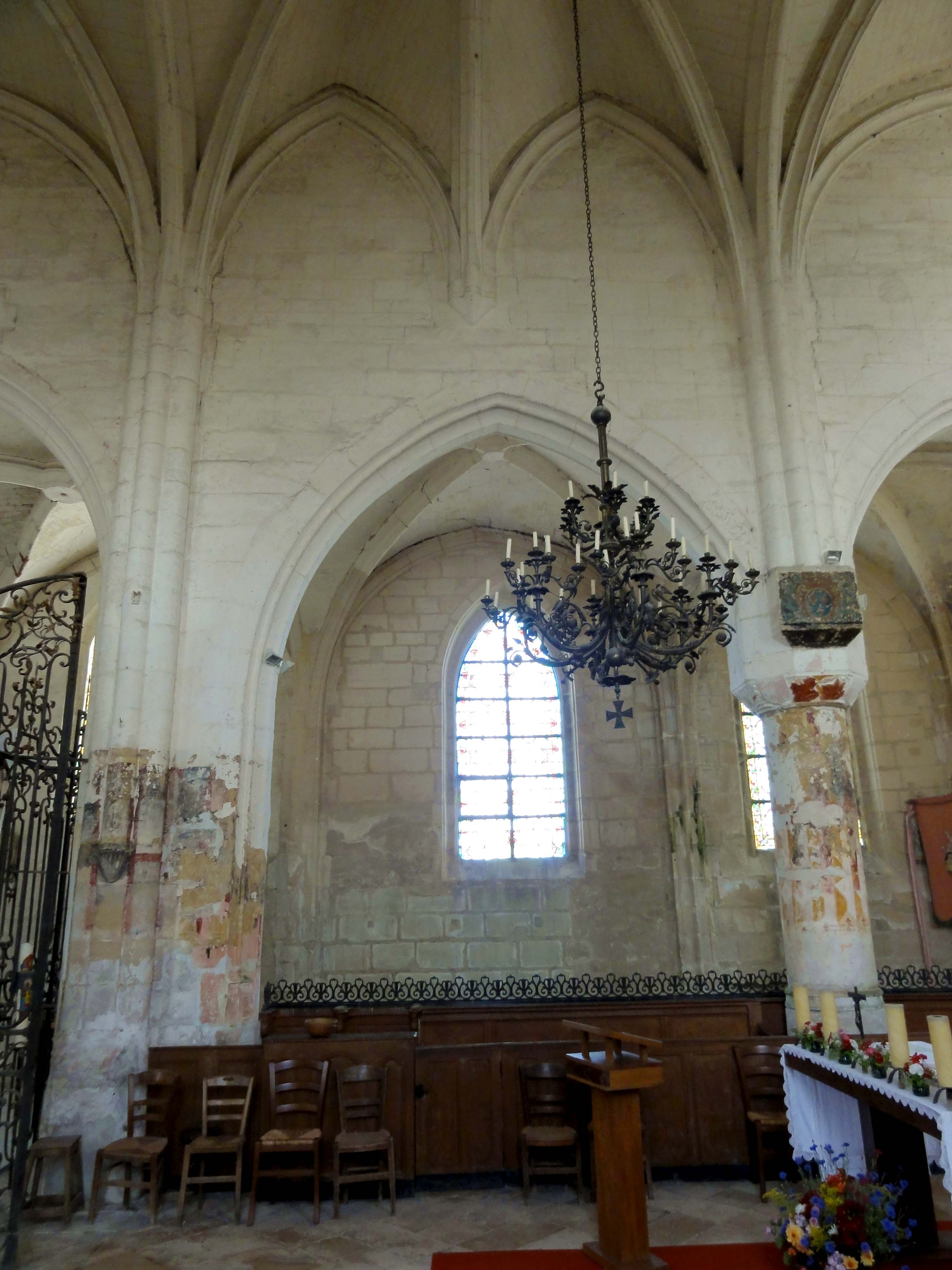
5e travée, élévation nord.
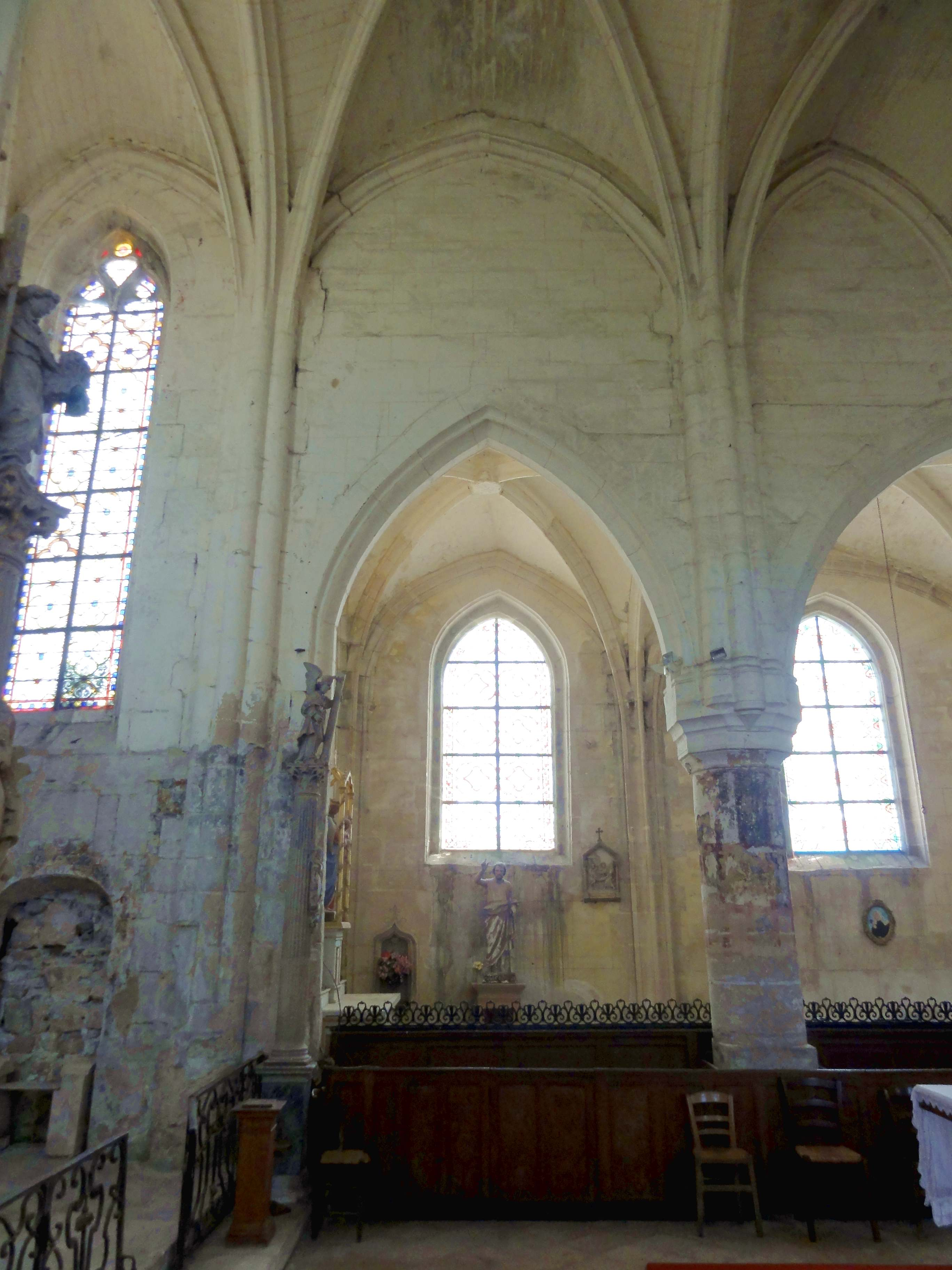
6e travée, élévation sud.
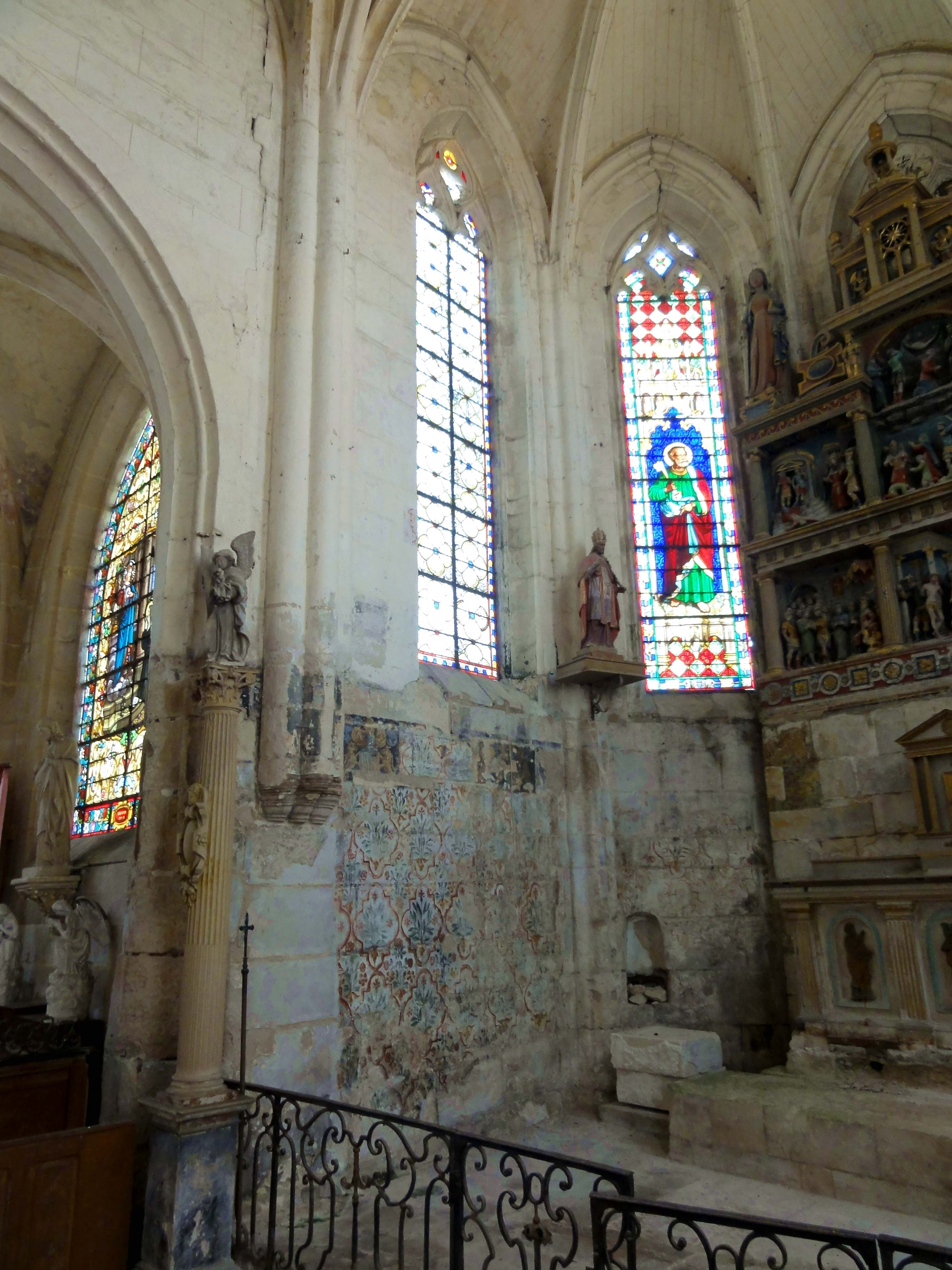
Abside, côté nord.
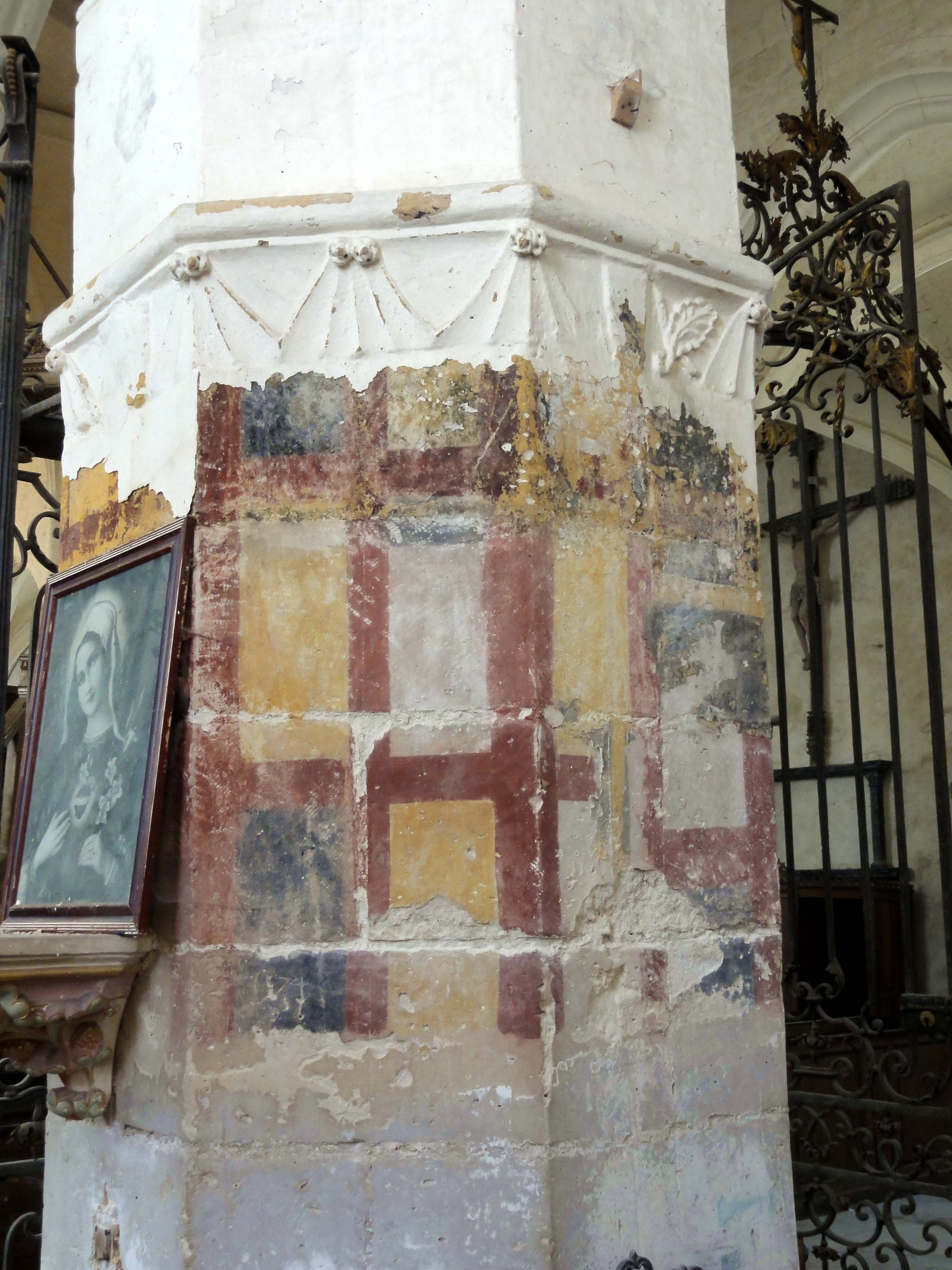
Pilier octogonal du XIIIe.
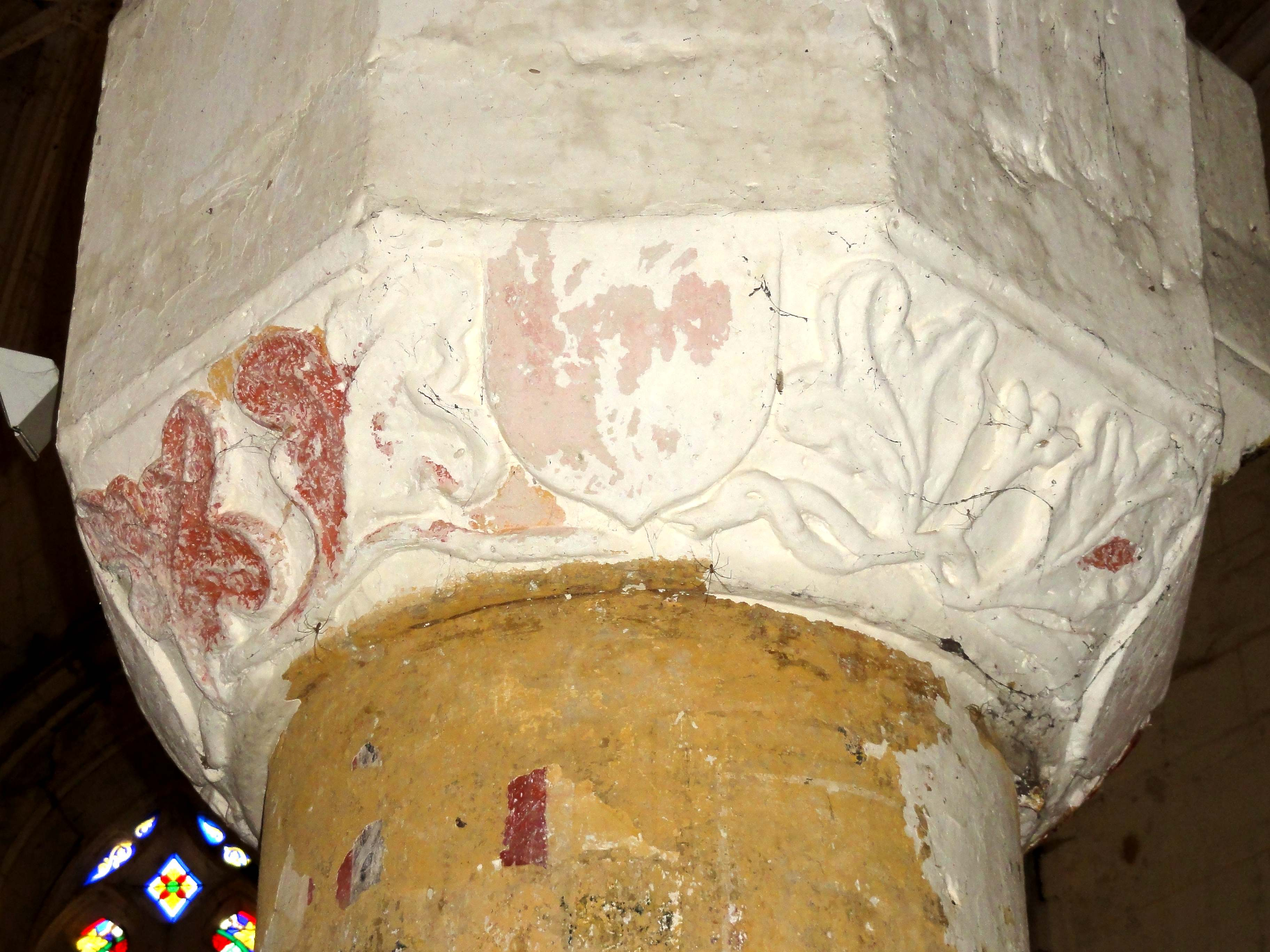
Chapiteau du XVIe.

#### Bas-côtés

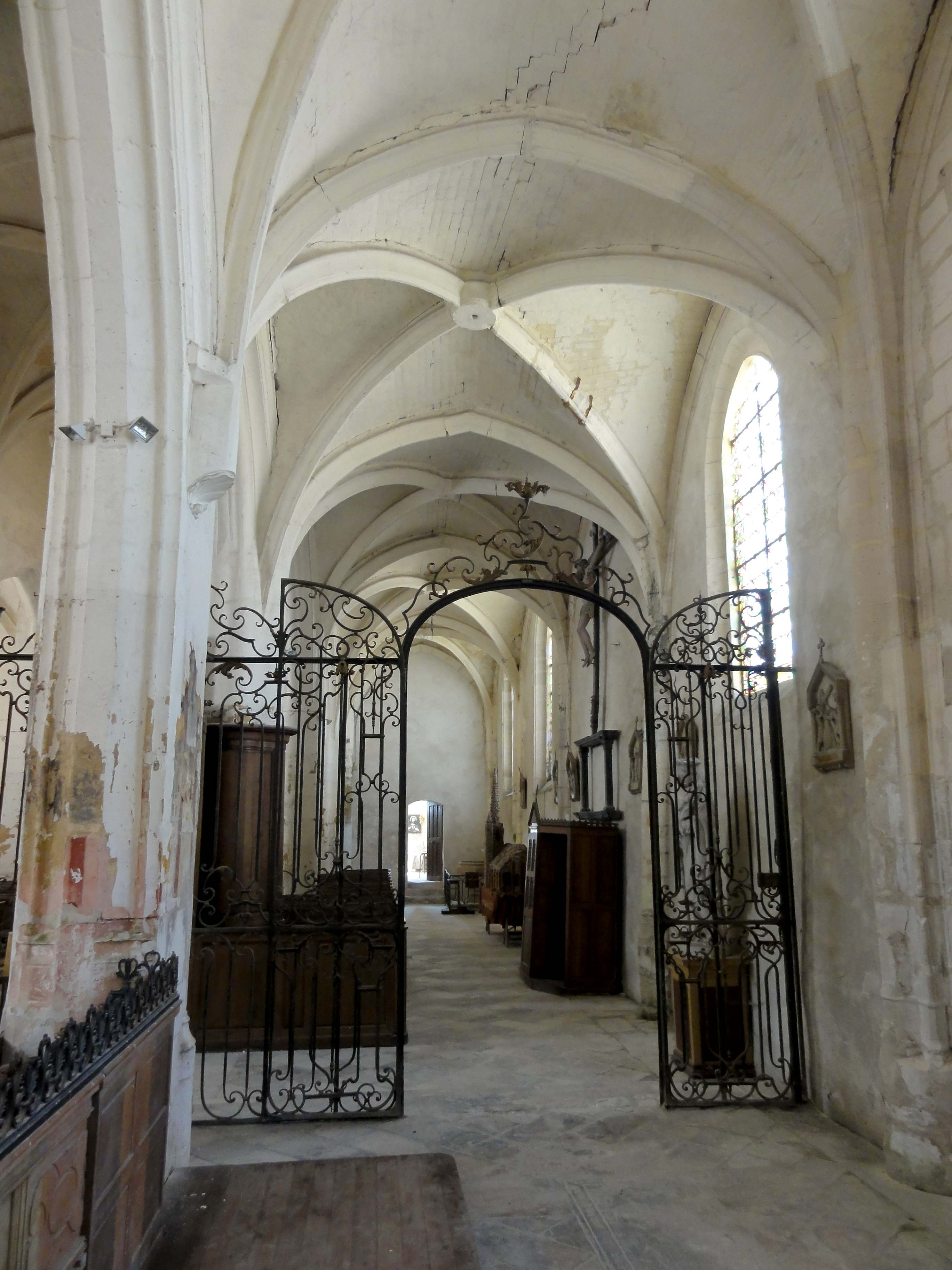
Bas-côté nord du chœur, vue vers l'ouest.

La première travée du bas-côté sud est la base du clocher. Cette position du clocher est la règle à la période flamboyante. Des clochers centraux ne sont plus construits ; quelquefois, on les positionne au début du bas-côté nord, comme à Boran-sur-Oise ; avant le bas-côté nord, comme à Vémars ; ou au début du bas-côté sud du chœur, comme à Ermenonville, Gouvieux, Haravilliers et Venette. Comme à Baron et Versigny, la base du clocher n'est pas tout à fait intégrée dans le bas-côté, car séparée de la travée suivante par une arcade basse et étroite, et son intérieur revêt un caractère rustique, purement fonctionnel : Les fenêtres, profondément ébrasées, ne sont pas entourées de moulures ; il n'y a pas de formerets ; et les ogives se fondent directement dans des massifs de maçonnerie qui coupent diagonalement les angles. Un trou de cloches est ménagé au centre de la voûte. Sinon, les bas-côtés de la nef et du chœur sont stylistiquement assez homogènes, et conservent la même largeur et la même hauteur du début jusqu'au chevet. Une telle homogénéité est généralement interprétée comme le signe d'un avancement assez rapide du chantier.
Les fenêtres sont assez larges, faiblement ébrasées, et dépourvues de remplage. Les jambages et l'archivolte sont décorés de moulures prismatiques. Il n'y a pas de fenêtre dans la troisième travée du nord, où l'on voit, à l'extérieur, des traces de réparations consécutives à la démolition du prieuré, qui y était contigu. La fenêtre de la quatrième travée doit être postérieure à la démolition du prieuré. Au sud, les fenêtres du bas-côté de la nef sont plus grandes que celles du bas-côté du chœur ; au nord, c'est l'inverse. Les voûtes sont toutes établies sur des croisées d'ogives simples. Elles sont en arc brisé surbaissé, et donc assez plat. Les formerets font à peine saillie devant les murs. Les ogives et doubleaux affectent une modénature prismatique aigüe, en principe incompatible avec une période postérieure au début de la Renaissance, vers 1540 environ. Dans plusieurs travées, les ogives et doubleaux sont déformés, ou suivent un tracé irrégulier. Dans la troisième et la quatrième travée du sud, les clés de voûte ont été martelées à la Révolution. Les autres se résument à un disque non décoré, ce qui n'a peut-être pas toujours été le cas. La seule différence notable entre les bas-côtés de la nef et les collatéraux du chœur sont les supports engagés dans les murs. Jusqu'au troisième doubleau, ce sont de petits piliers ondulés à trois renflements, comme dans les angles de l'abside. À partir du quatrième doubleau inclus, les nervures des voûtes descendent jusqu'au sol, comme à Lieu-Restauré, dans les croisillons sud de Feigneux et Clairoix, les collatéraux du chœur de Fresnoy-la-Rivière, la nef de Bouillancy, et les bas-côtés de Gisors et Saint-Pierre de Senlis. Selon Monique Richard-Rivoire, c'est le type de support le moins fréquent, en raison de la difficulté de taille de profils aussi fouillés. Toutes les irrégularités concernent les retombées des grandes arcades, et ont déjà été signalées dans le contexte de la nef et du chœur. Au nord du large pilier du XIIIe siècle à l'entrée du chœur, au nord, le vestige d'un fût cylindrique est le dernier témoin du voûtement de l'église antérieure.

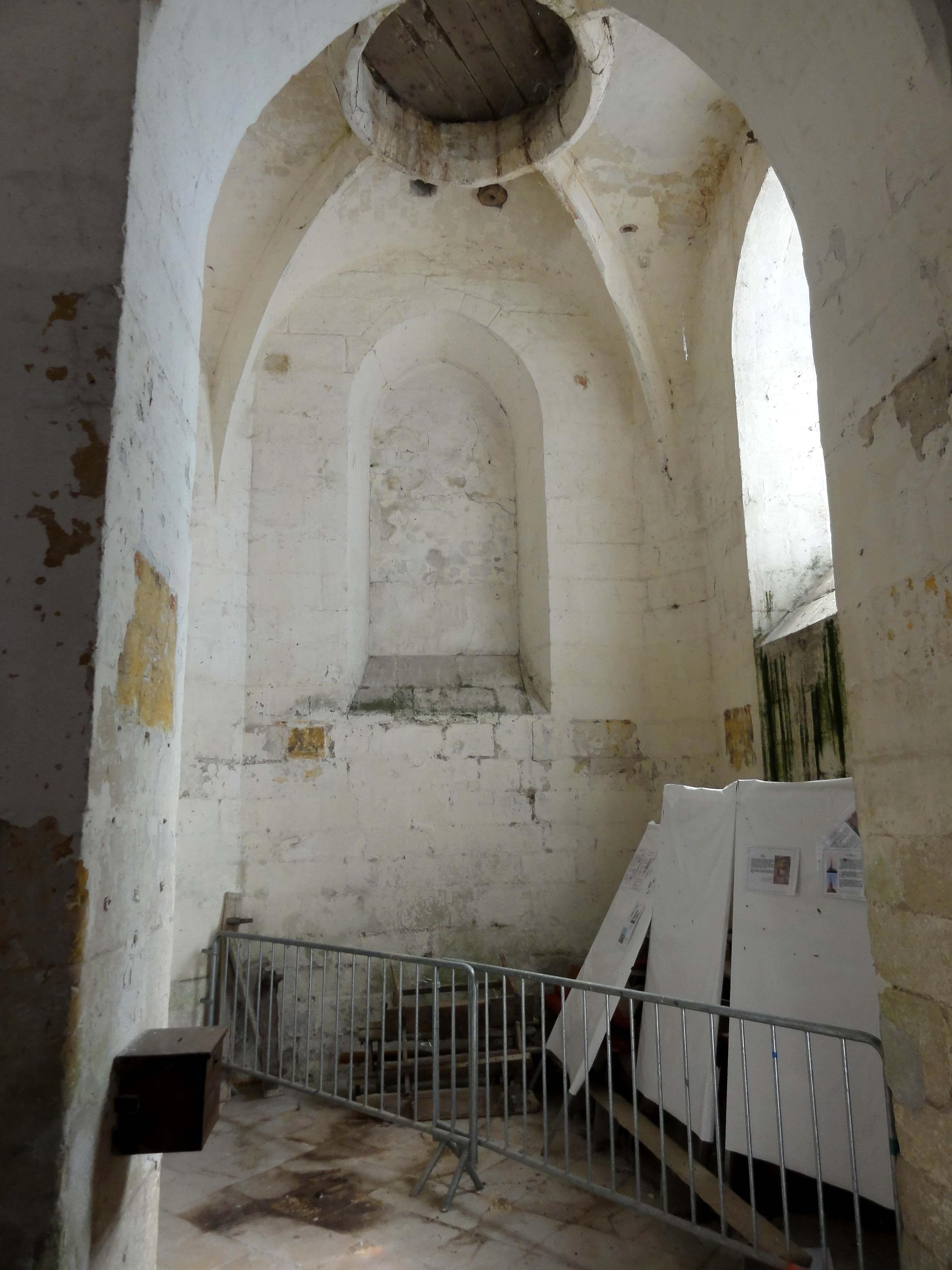
Base du clocher, vue vers le sud.
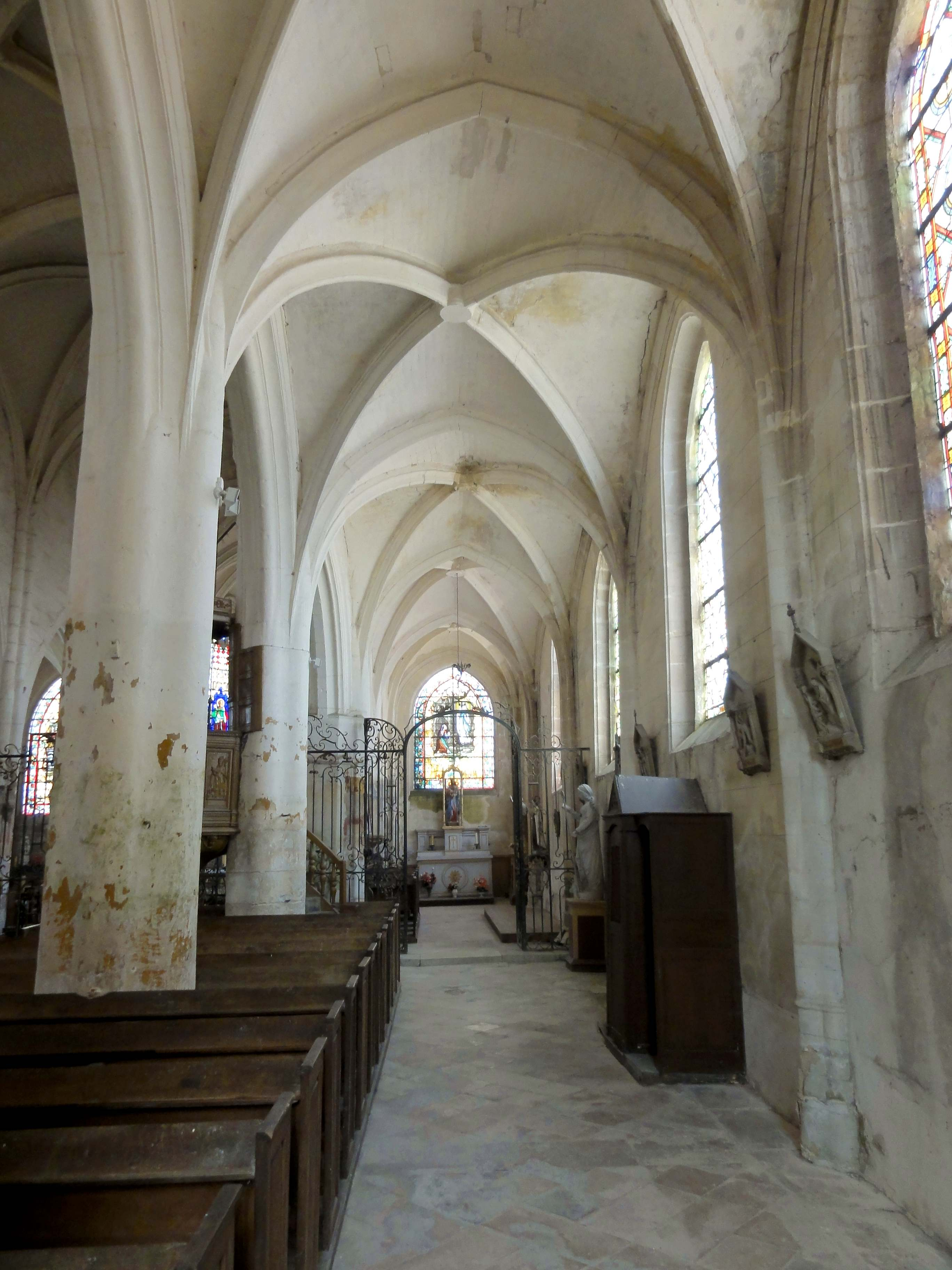
Bas-côté sud de la nef, vue vers l'est.
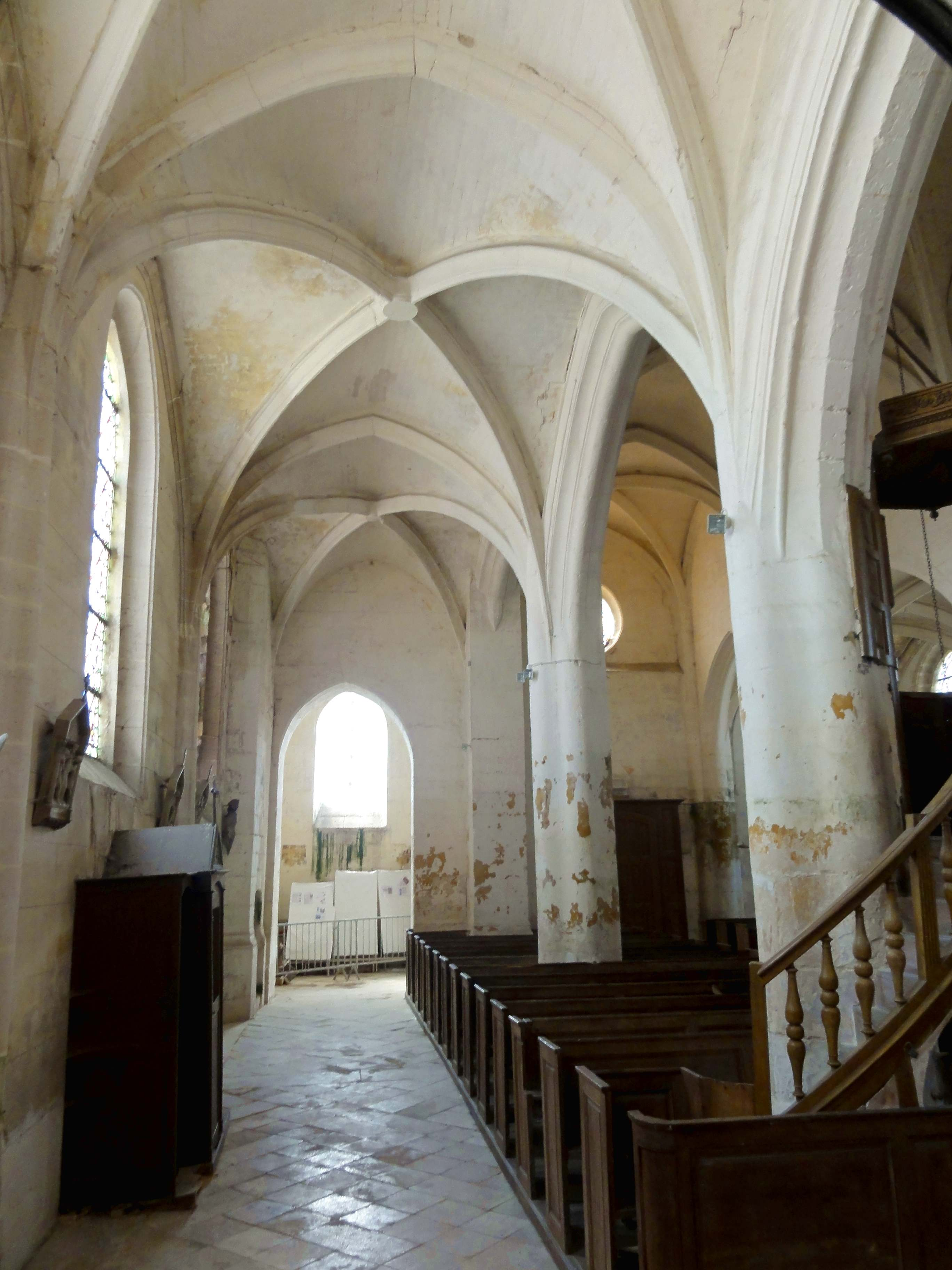
Bas-côté sud de la nef, vue vers l'ouest.
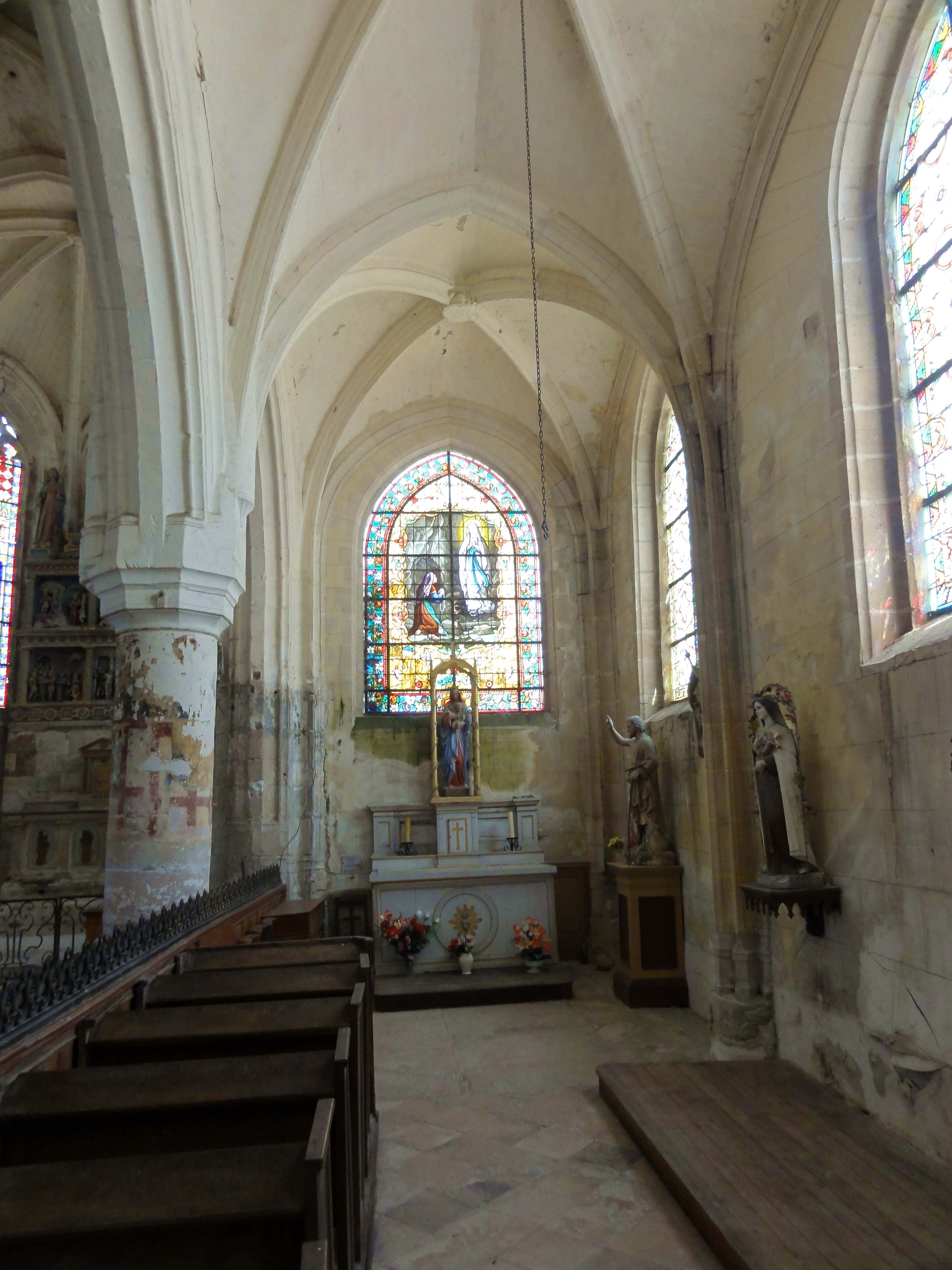
Bas-côté sud du chœur, vue vers l'est.
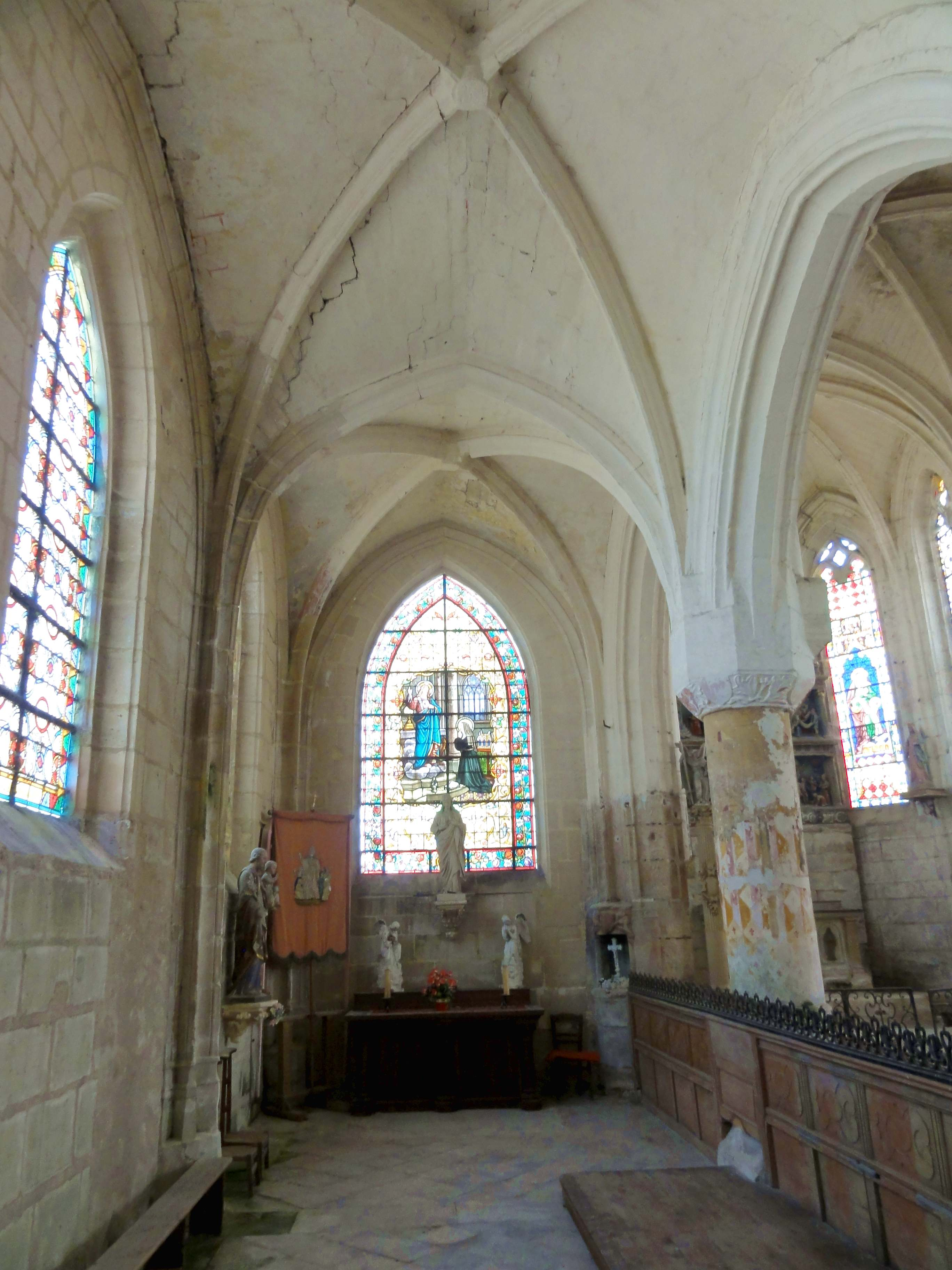
Bas-côté nord du chœur, vue vers l'est.
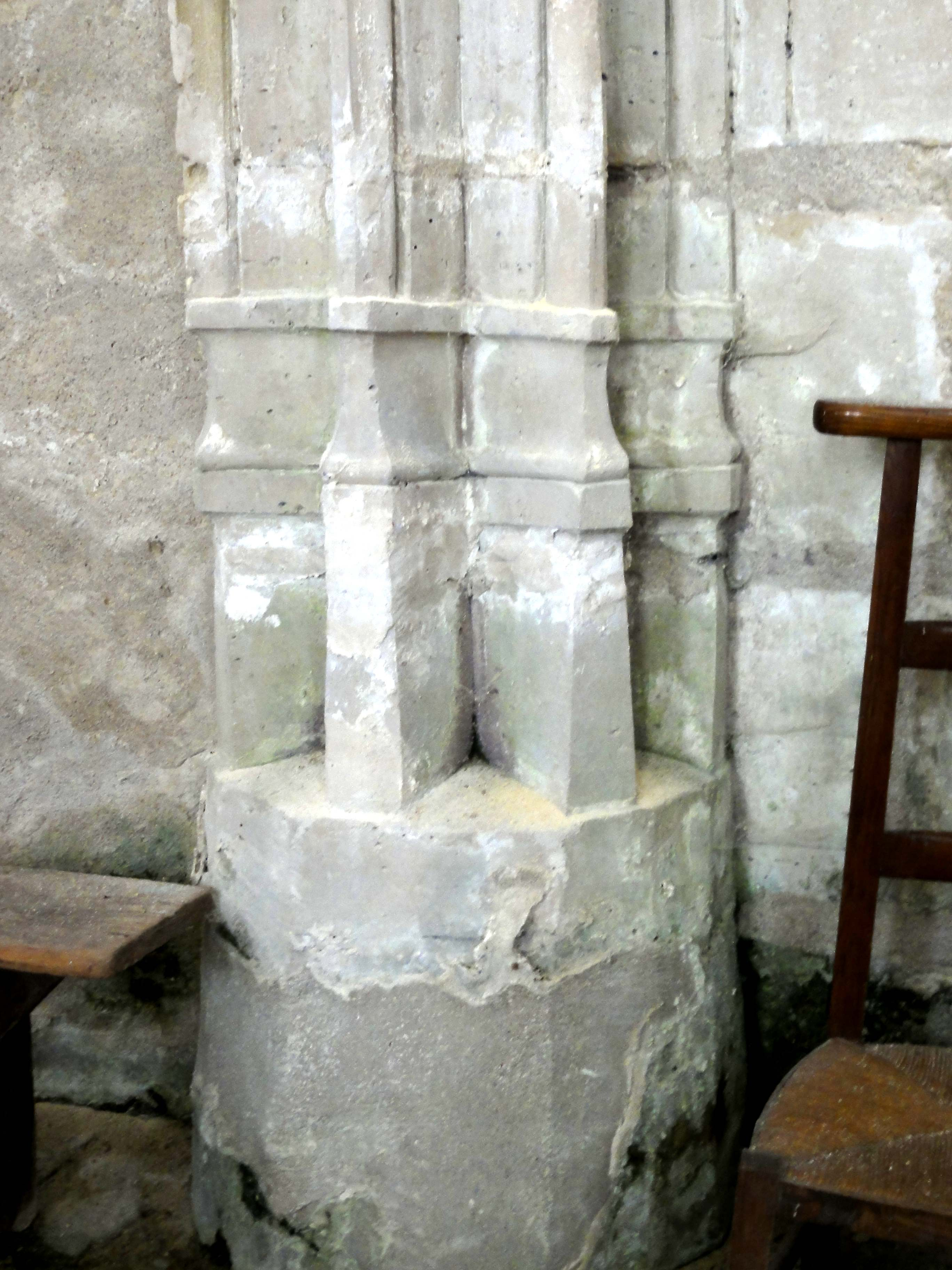
Supports des bas-côtés du chœur.

### Extérieur

#### Façade occidentale

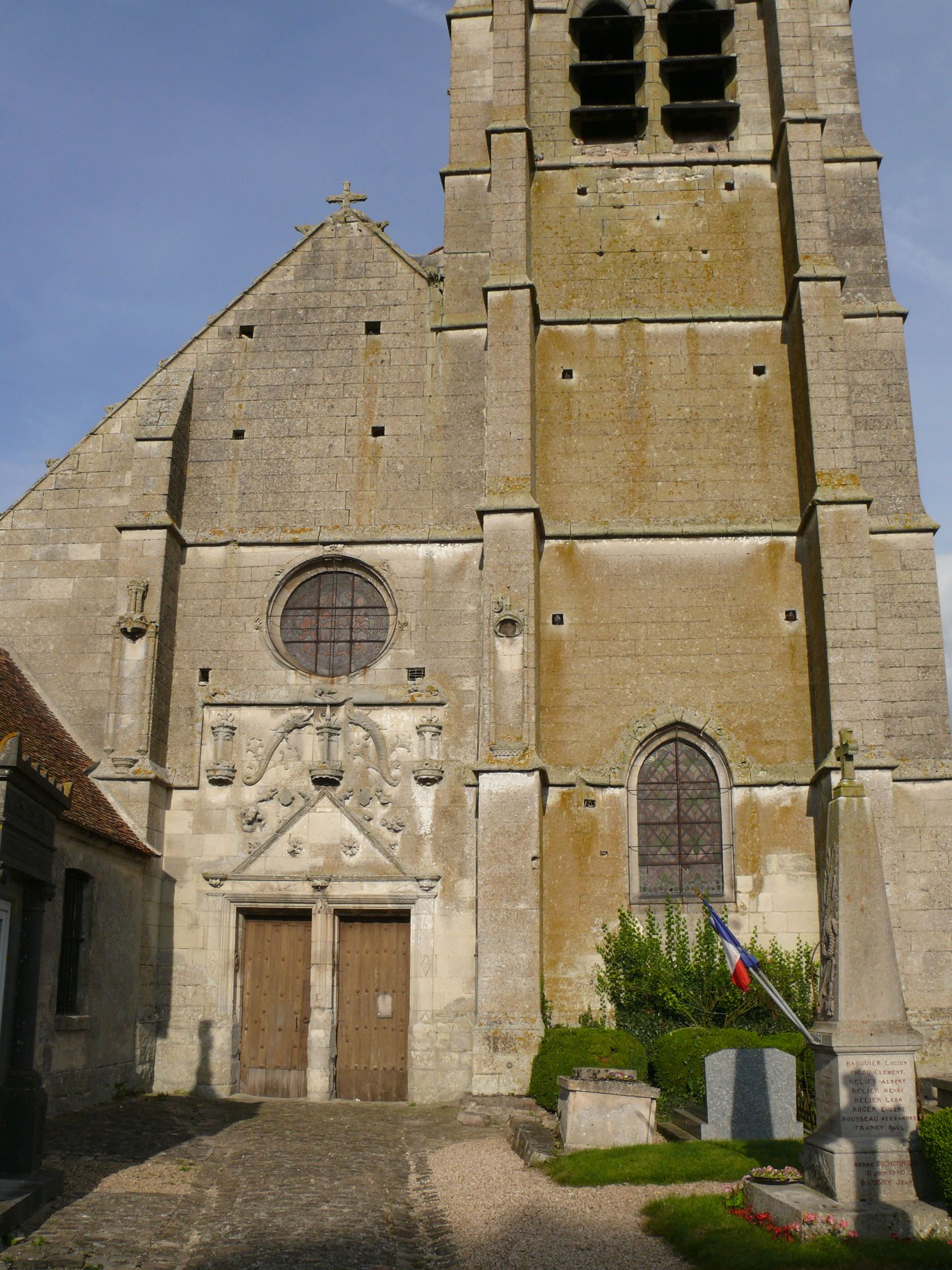
Vue rapprochée.

La façade occidentale intègre le clocher. Les deux sont appareillés soigneusement en pierre de taille, et homogènes tant sur le plan de l'appareil, qui ne montre qu'une rupture qu'à droite de l'oculus, que sur le plan de la modénature et de la sculpture. Le bas-côté nord et la nef se partagent un même pignon, dont les rampants sont garnis de petits animaux fantastiques à la mode flamboyante. L'antéfixe est un Christ en croix. Le rampant de droite est très court, et bute rapidement contre un contrefort septentrional du clocher. Devant la noue, une gargouille fait saillie. Le mur du pignon est nu, et seulement percé de quatre trous de boulin, qui existent également en paire sur la partie inférieure de la façade, et sur chaque niveau du clocher. Le mur occidental du bas-côté nord est également nu, et disparaît en partie derrière la sacristie..
Deux contreforts cantonnent le mur occidental de la nef, dont l'un appartient en même temps au clocher. Les deux sont scandés par des larmiers en doucine, qui relient les contreforts entre eux, et délimitent également les différents niveaux du clocher. Après le deuxième larmier, le contrefort de gauche s'amortit par un glacis formant larmier. Le premier larmier passe au-dessus du décor du portail, où il est peuplé de trois chimères, par des angles droits, et s'infléchit au-dessus de la fenêtre de la base du clocher. Entre le premier et le deuxième larmier, les contreforts comportent des niches à statues Renaissance, qui sont aujourd'hui vides, et dont seule la niche de gauche conserve son dais intact. Comme souvent à cette époque, il prend la forme d'un petit temple à deux niveaux, dont seul le deuxième niveau est complet. Entre les deux niches, le mur de la nef est ajouré d'un oculus rond, sans remplage. Il est entouré de moulures, et l'on y voit les mêmes fleurons en bas-relief que sur le larmier au-dessus de la baie de la base du clocher. Reste à décrire le portail, qu'Eugène Müller compare à tort à Othis. Les deux portes rectangulaires sont séparées par un trumeau, et entourées de moulures prismatiques. À gauche et à droite, deux pilastres décorés de trois losanges encadrent le portail, et supporte un entablement incomplet, dont la métope est sculptée de deux phylactères vierges. Au-dessus des pilastres et du trumeau, des consoles enveloppées de feuillages sont intégrées dans la corniche de l'entablement. Suit un fronton triangulaire simulé par les moulures des deux rampants. Au milieu du fronton, l'on voit seulement deux arrangements de feuillages, tandis que trois génies se tiennent sur chacun des rampants. Le génie en haut tient un écusson, avec un autre génie qui se profile devant le mur de la nef. À gauche du fronton, un buste d'homme émerge du mur. Il y a un deuxième registre au-dessus du fronton, qui comporte un dais en forme d'édicule Renaissance au-dessus de chacune des consoles (sans qu'il y ait des niches à statues). L'édicule central est flanqué de deux volutes, qui prennent la physionomie de reptiles marins imaginaires (des dauphins selon Dominique Vermand. Les sommets des édicules touchent au premier larmier, qui est garni d'une petite chimère au-dessus de chaque point de contact. En résumé, l'architecture est placée sous l'influence de la Renaissance, mais des éléments flamboyants persistent.

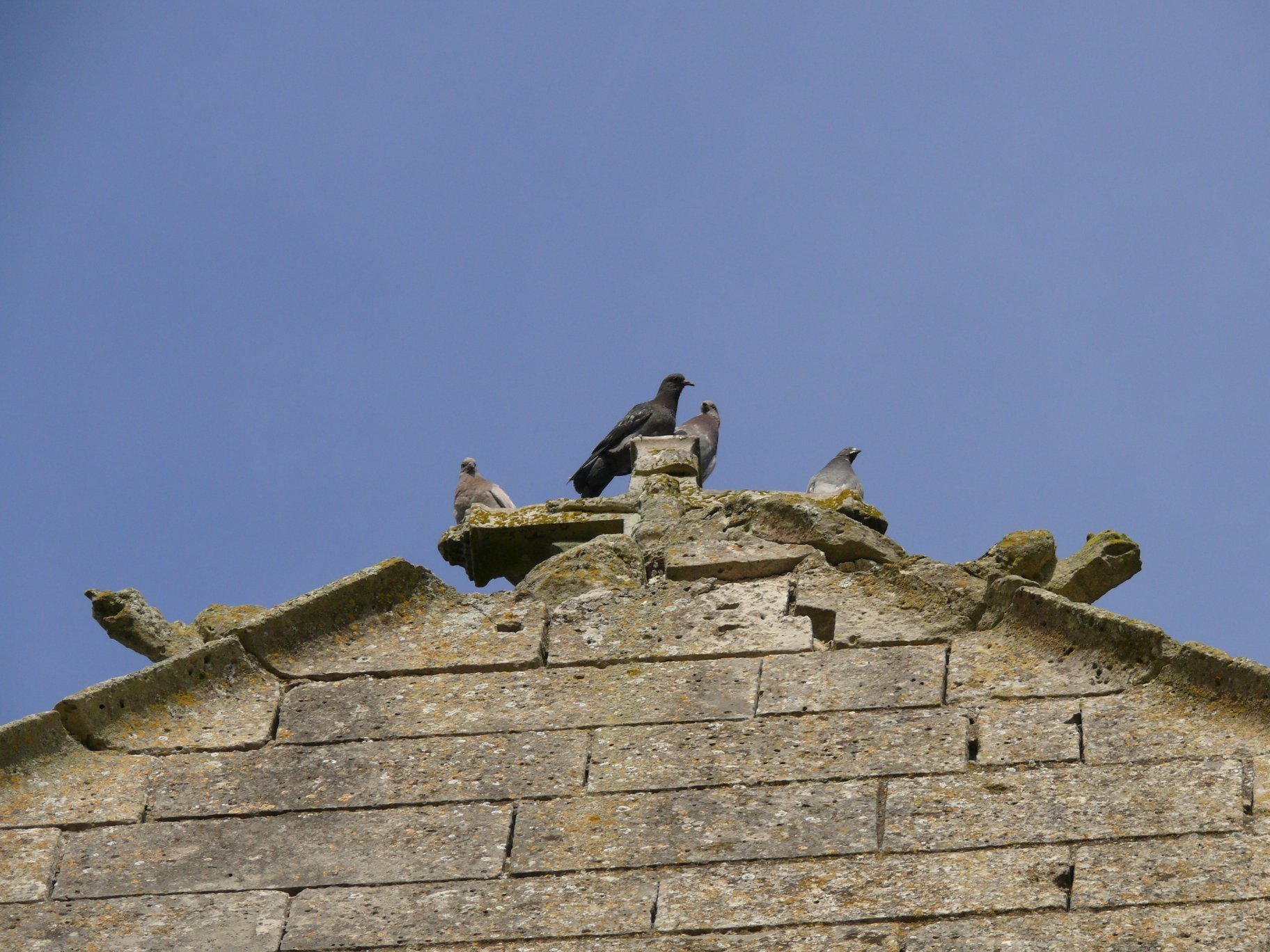
Sommet du pignon.
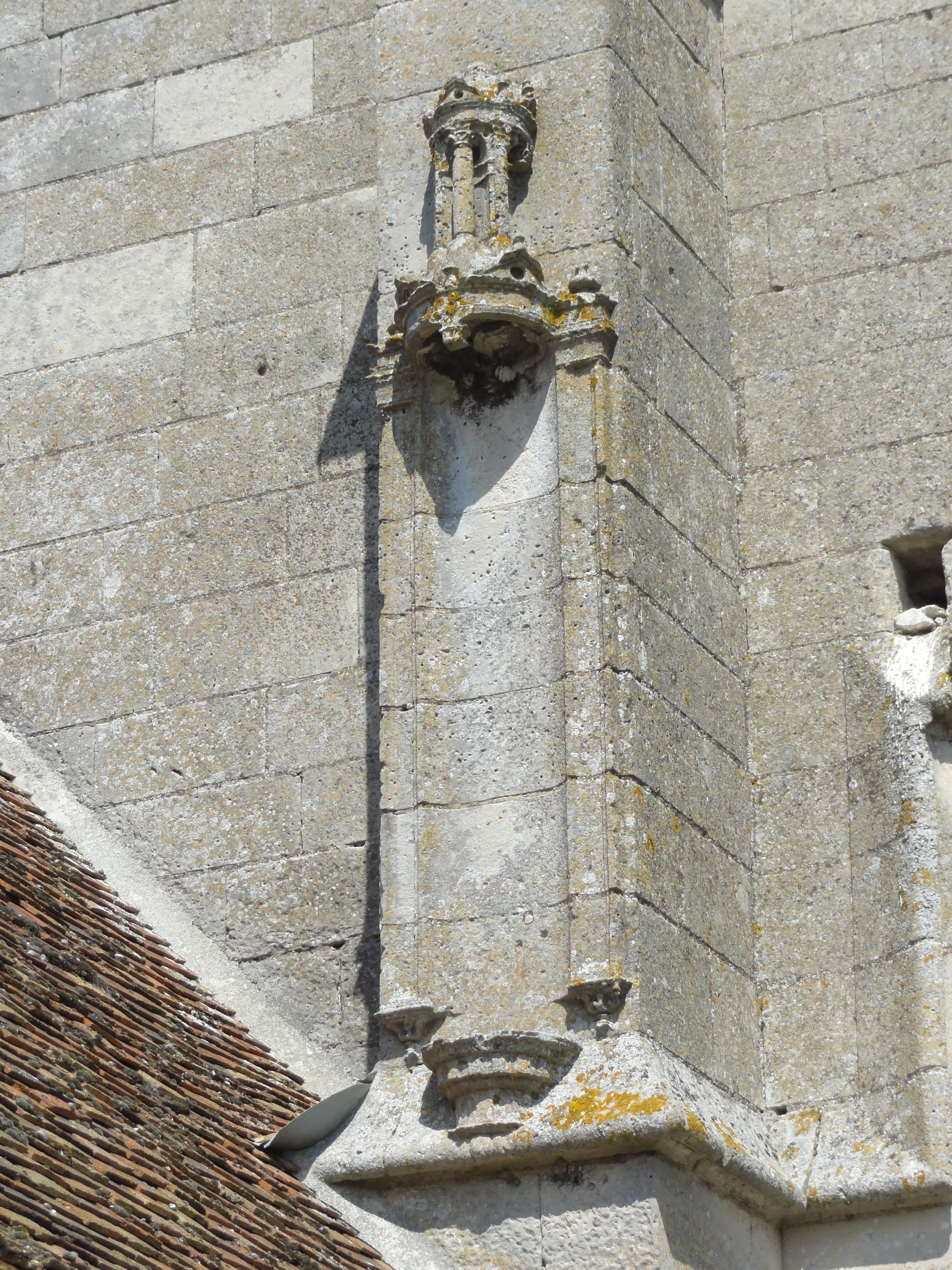
Niche à gauche.
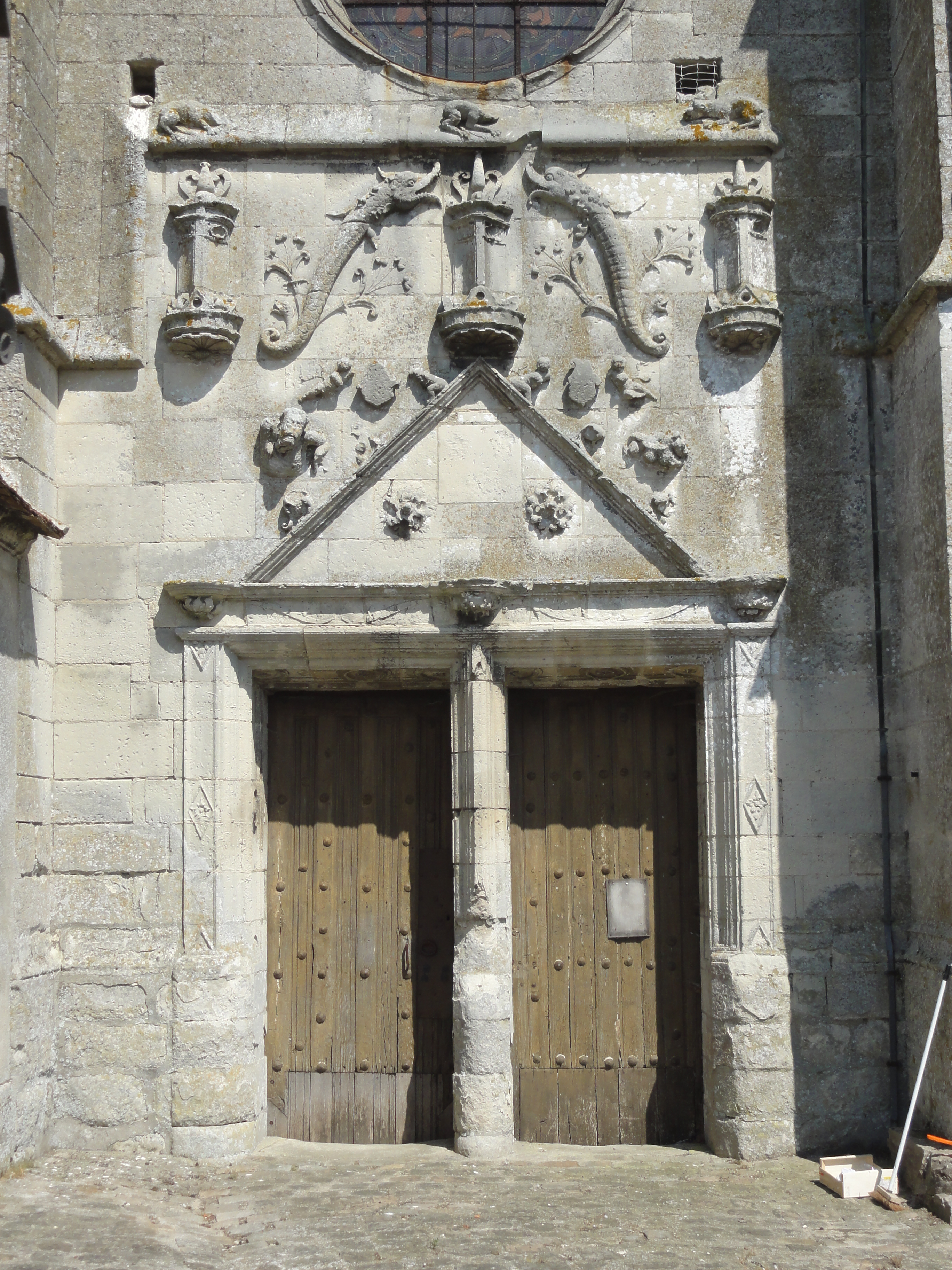
Portail occidental.
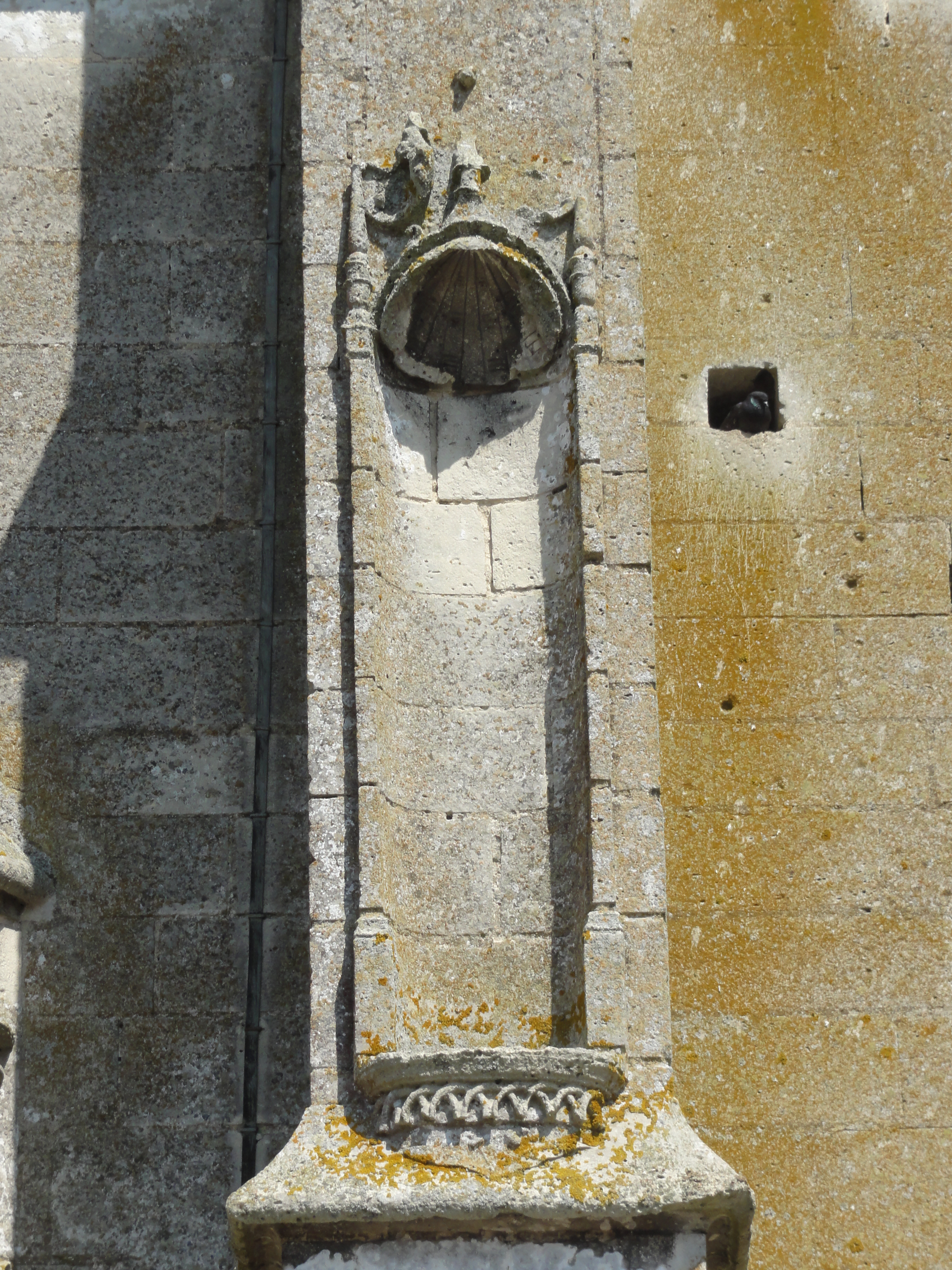
Niche à droite.
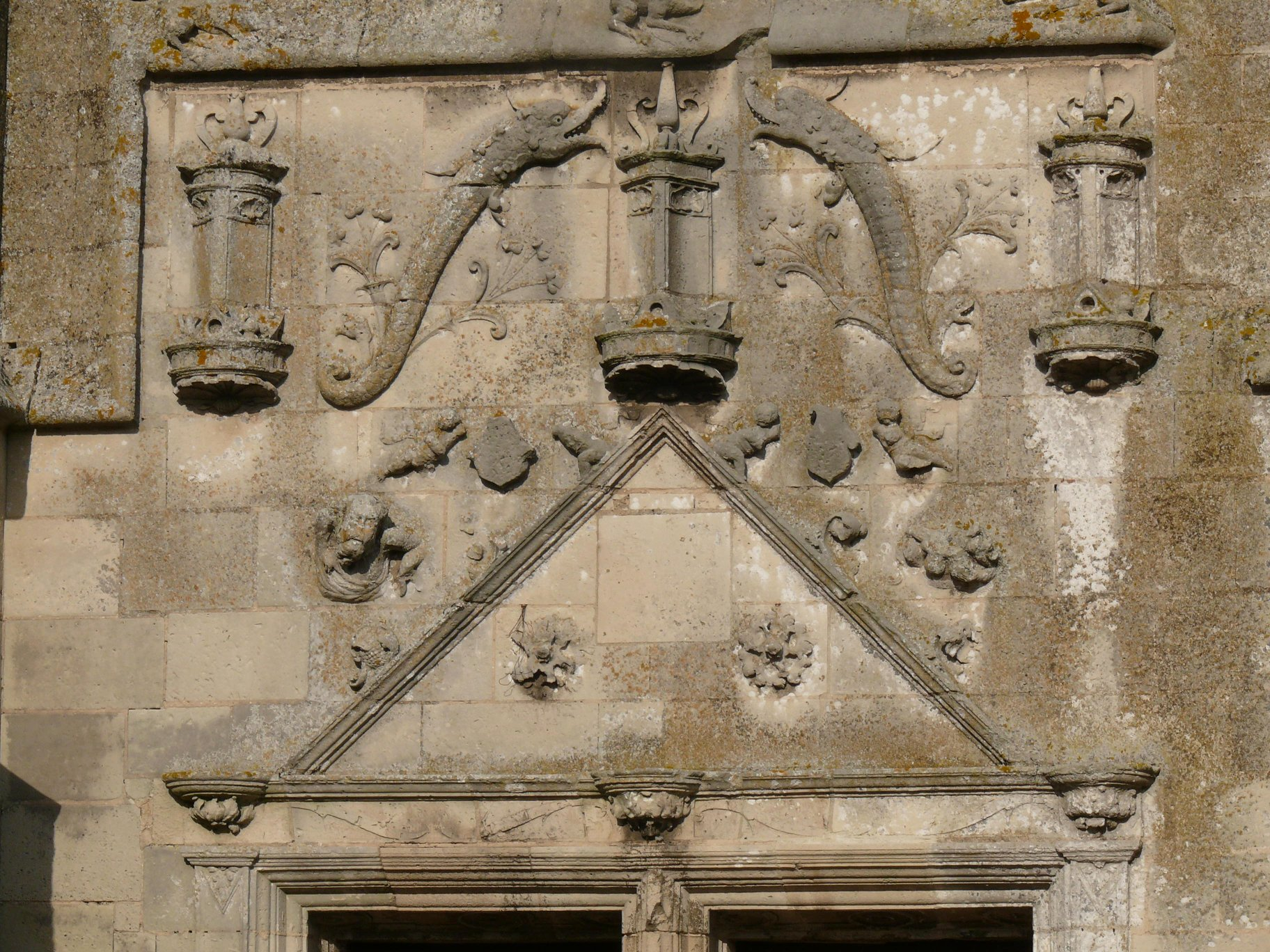
Fronton du portail.

#### Clocher

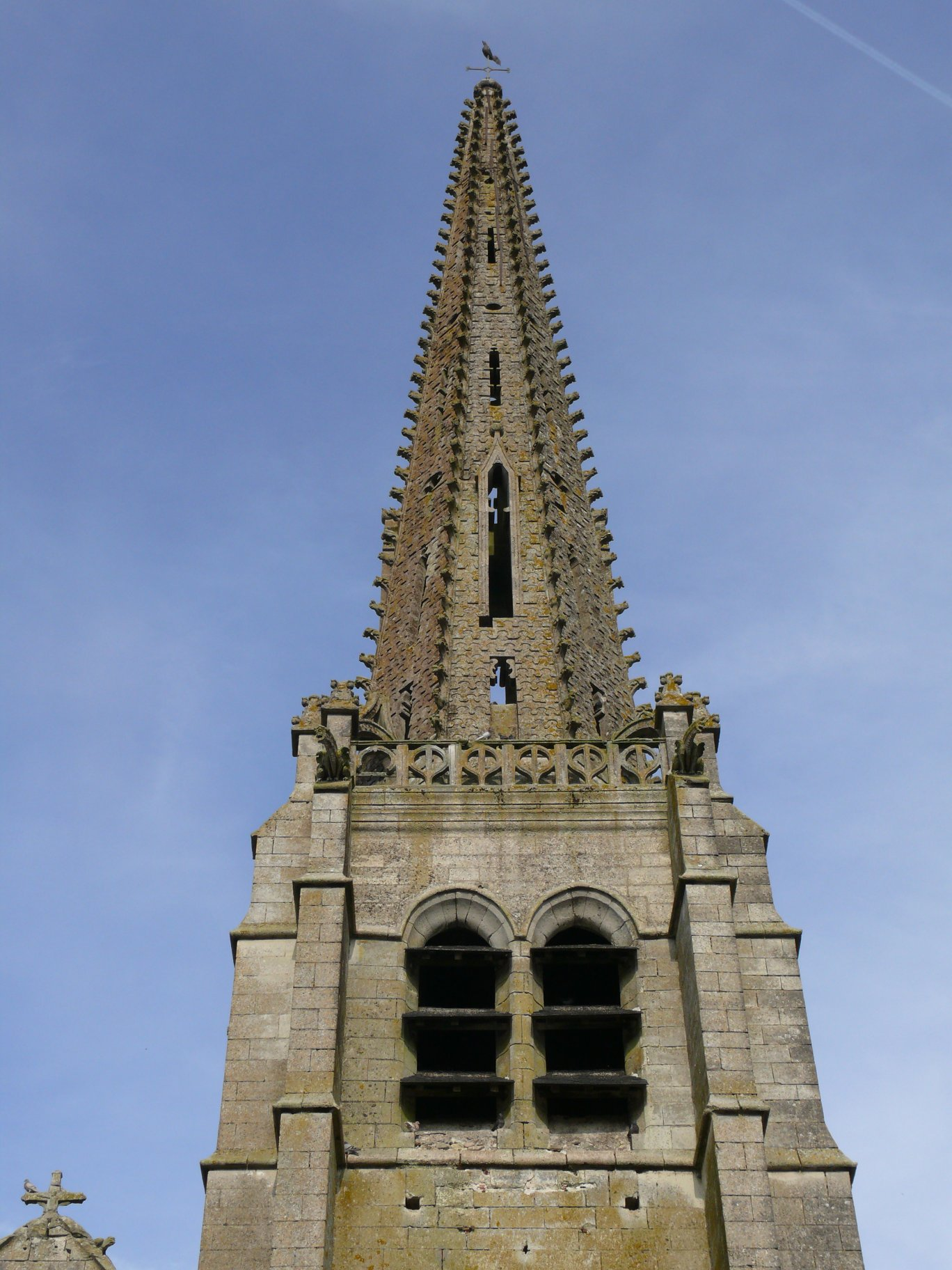
Vue depuis l'ouest.

La tour du clocher, d'un effet puissant et austère, mesure 30 m de hauteur. Elle est épaulée, à chacun de ses angles, par deux contreforts orthogonaux. Au sud-est, ils cantonnent une cage d'escalier de plan carré, qui est éclairée par de nombreuses petites ouvertures rectangulaires. Les étages sont au nombre de trois, y compris le rez-de-chaussée. Il y a des larmiers à l'intersection entre les étages, ainsi qu'au milieu de chaque étage. Au-dessus de chaque larmier, les contreforts se retraitent légèrement. La baie occidentale de la base du clocher a déjà été signalée. Une baie analogue, au sud, est actuellement bouchée. L'étage au-dessus a toujours été dépourvu de fenêtres. L'étage de beffroi, qui commence un peu en dessous du niveau du sommet du pignon de la nef, présente les deux baies abat-son géminées par face, qui sont habituelles pour les clochers de la région. Ces baies sont en plein cintre, ce qui indique la Renaissance, et entourées d'une doucine. Le dernier larmier s'infléchit au-dessus des baies, comme au rez-de-chaussée. Les murs se terminent par une corniche formée par deux doucines superposées, devant lesquelles est plaquée un bandeau plat. Au niveau de la corniche, qui n'est pas présente aux angles rentrants des contreforts, ceux-ci se retraitent plus sensiblement, et portent une gargouille. Ensuite, ils se continuent encore quelque peu, et servent de culées à de petits arcs-boutants qui font le lien avec la flèche. Les culées délimitent en même temps les balustrades à jour portées par les corniches, avant de s'amortir par un clocheton trapu garni de crochets. Il n'y a donc pas de pyramidons aux angles, comme l'on en voit encore à Ève, Plailly et Versigny, où l'on ne peut pas passer autour de la flèche, mais la cage d'escalier se termine par une petite flèche octogonale. Le motif de la balustrade est des soufflets, au nombre de sept par côté, séparés par des barres verticales, et subdivisés en deux segments par des meneaux. C'est surtout la haute et gracile flèche pyramidale octogone qui attire le regard. Selon Dominique Vermand, son effet est renforcé par le contraste avec les lignes épurées du clocher. Haute de 35 m, elle culmine à 65 m de hauteur, et n'est dépassée dans le département que par la cathédrale Notre-Dame de Senlis. Comme à Baron et Béthisy-Saint-Pierre, la flèche repose directement sur la terrasse au sommet de la tour, et n'est pas placée sur un tambour, comme à Venette. Elle est de plan octogonal et ses angles sont garnis de crochets fortement saillants, tandis que ses faces sont recouvertes d'écailles arrondies. Elles sont allégées par de nombreuses ouvertures rectangulaires ou rondes. En direction des quatre points cardinaux, il y a de hautes et étroites lucarnes, et entre les sommets de deux lucarnes, les autres faces sont percées de quatre-feuilles,.

#### Élévations latérales et chevet

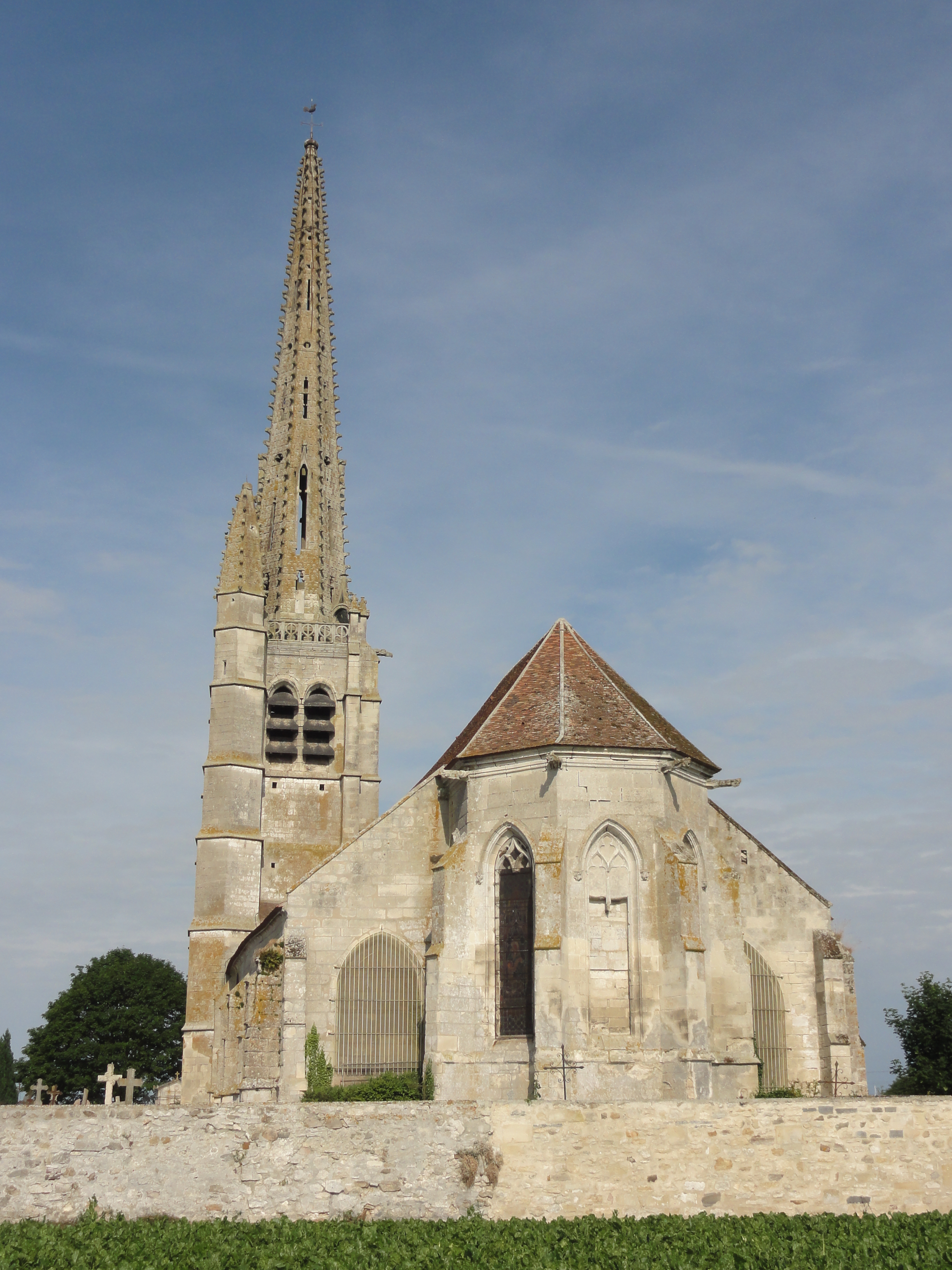
Vue depuis l'est.

Les élévations latérales sont de faible intérêt, car l'ornementation y fait complètement défaut, et les fenêtres sont dépourvues de remplage. Or, les délicats réseaux flamboyants sont souvent le principal ornement des élévations extérieures des églises rurales de cette époque. Une plinthe mouluré fait le tour de l'édifice après la deuxième assise, et les murs se terminent par une corniche simple, dont la seule moulure est un cavet. Les contreforts sont tous du même type. Ils sont scandés par un larmier présent sur les trois faces, et par un larmier seulement présent sur la face frontale à mi-hauteur des fenêtres environ ; puis, ils s'amortissent par un glacis. Les contreforts du bas-côté sud du chœur s'arrêtent deux assises en dessous de la corniche ; les autres l'atteignent. Deux contreforts orthogonaux épaulent les angles orientaux des bas-côtés, et non un seul contrefort oblique, ce qui est la disposition la plus fréquente à la fin de la période flamboyante et au début de la Renaissance. Au nord, le contrefort entre la troisième et la troisième travée est presque plat. À moins qu'il ne s'agisse du dernier élément conservé en élévation de l'église romane, ce n'est que l'arrachement du mur du prieuré. Il n'y a pas du tout de contrefort entre la troisième et la quatrième travée.
Les chevets des bas-côtés ne bénéficient d'aucun effort décoratif. Seule l'abside rompt avec l'austérité qui règne sur les élévations latérales. Les murs sont terminées par une double corniche d'un profil complexe. Une gargouille jaillit à chaque angle, y compris dans les angles rentrants entre l'abside et les bas-côtés. Chaque gargouille est différente. Les fenêtres sont surmontées d'un bandeau, qui retombe sur des chimères ou des têtes grimaçantes. Enfin, les fenêtres sont entourées d'une large gorge et de plusieurs ressauts très resserrés, et munies d'un remplage. Comme déjà signalé, le dessin est de deux types différents, et aucune des quatre fenêtres encore munies de vitrages ne possède un meneau central. Seule la baie d'axe, qui est bouchée, conserve la partie supérieure du meneau central. L'étroitesse des baies est aussi évidente qu'à l'intérieur. La largeur cumulée des deux lancettes ne représente que la moitié de la distance entre deux contreforts. Ceux-ci sont du même type que leurs homologues des bas-côtés, mais ils s'arrêtent quatre assises en dessous de la corniche, et les larmiers sont plus espacés. La plupart des chevets flamboyants de la région ont des contreforts habillés de clochetons plaqués, comme à Mont-l'Évêque, Versigny, ou garnis de niches à statues, comme à Ève. Le chevet de Baron fait toutefois preuve de la même parcimonie du décor que Montagny.

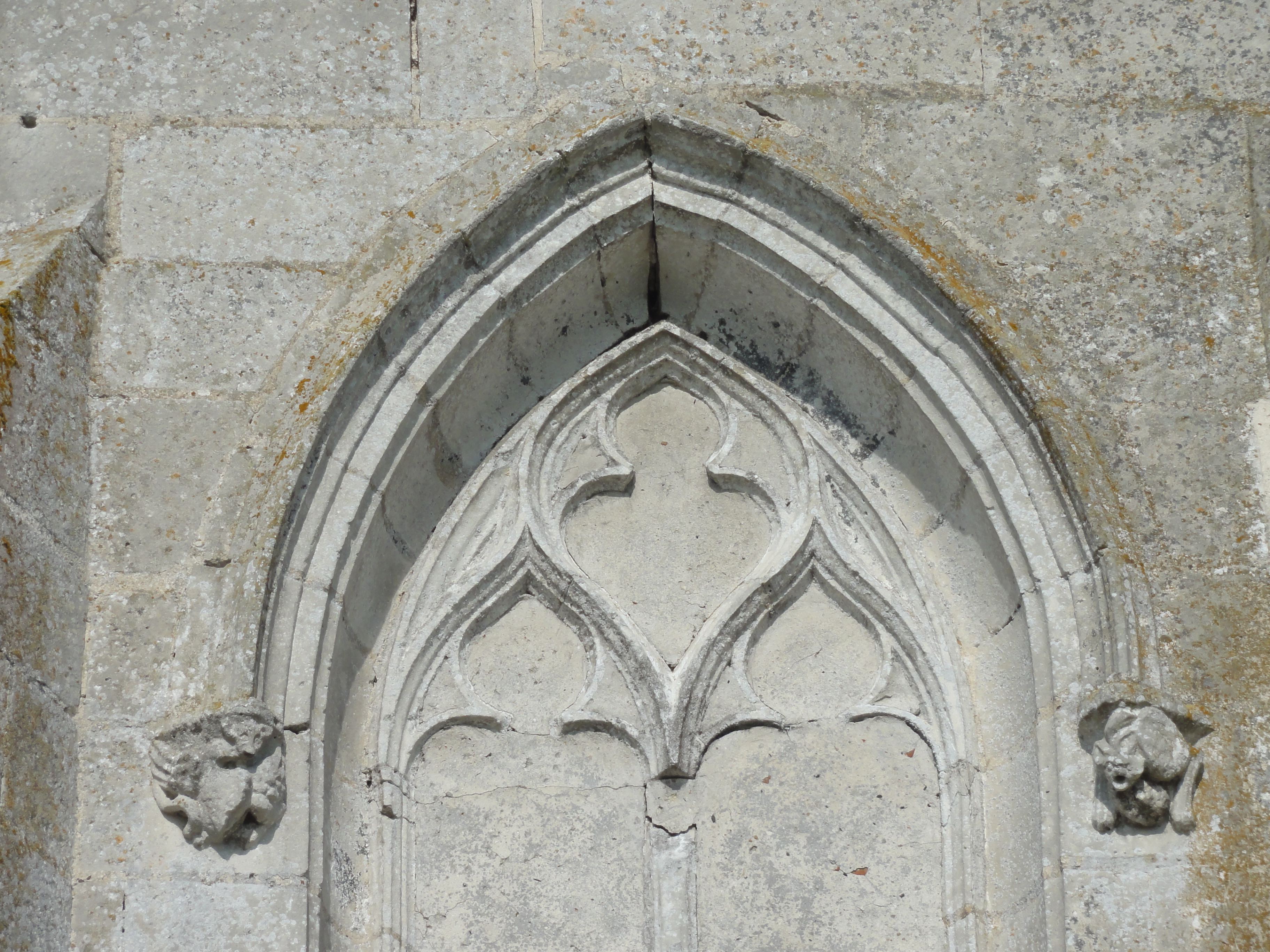
Baie d'axe, détail.
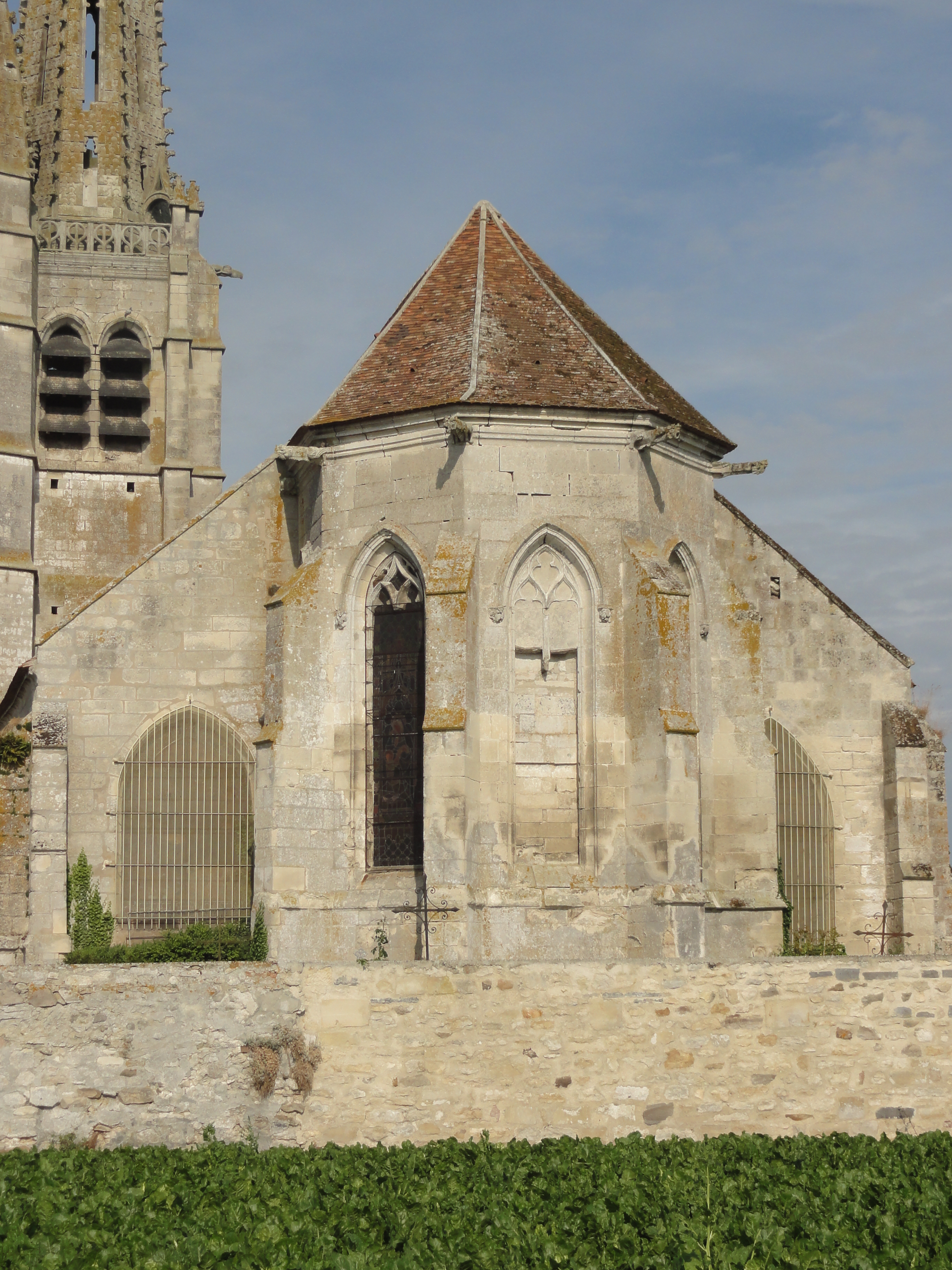
Chevet, vue d'ensemble.
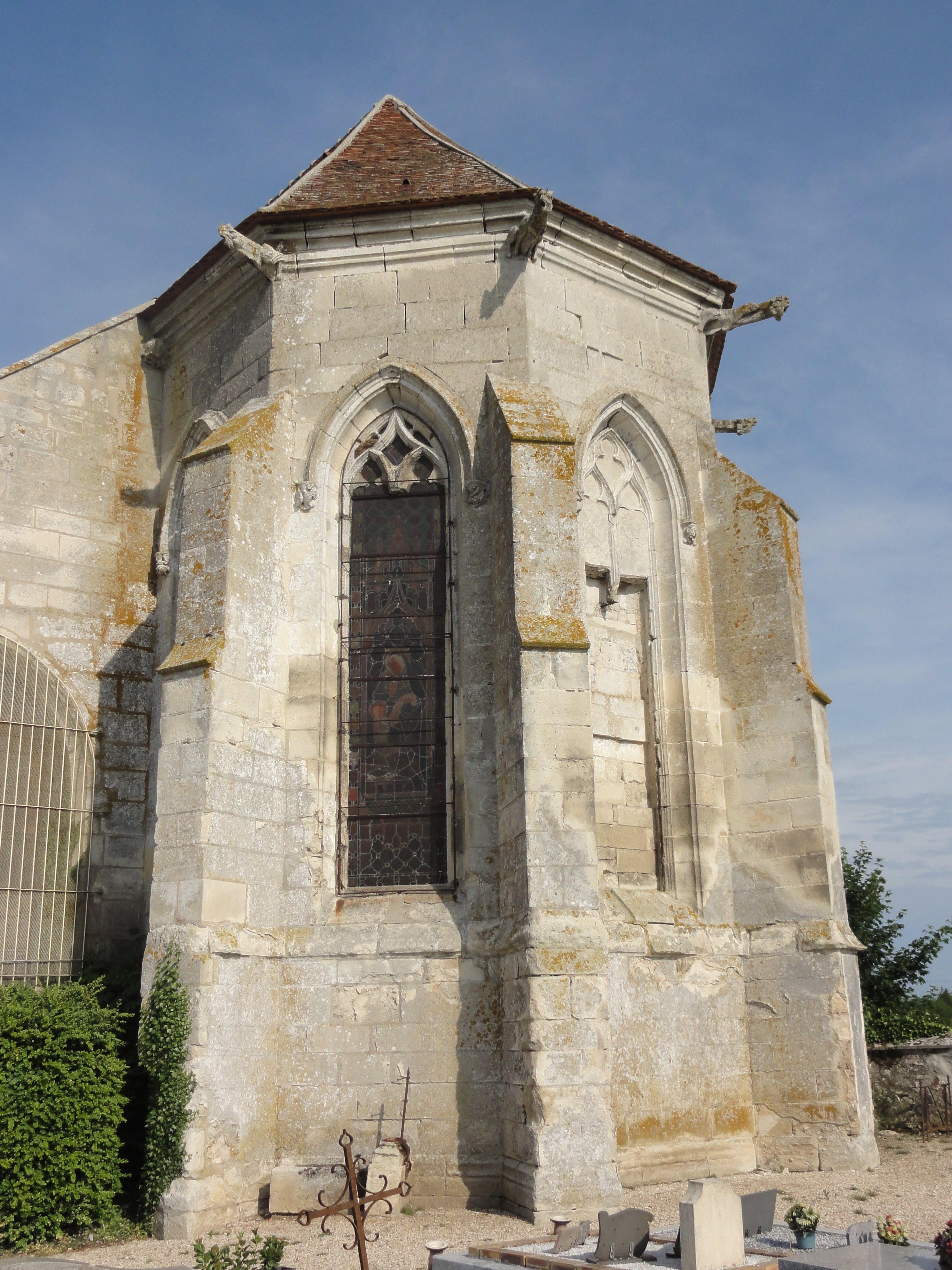
Abside, côté sud-est.
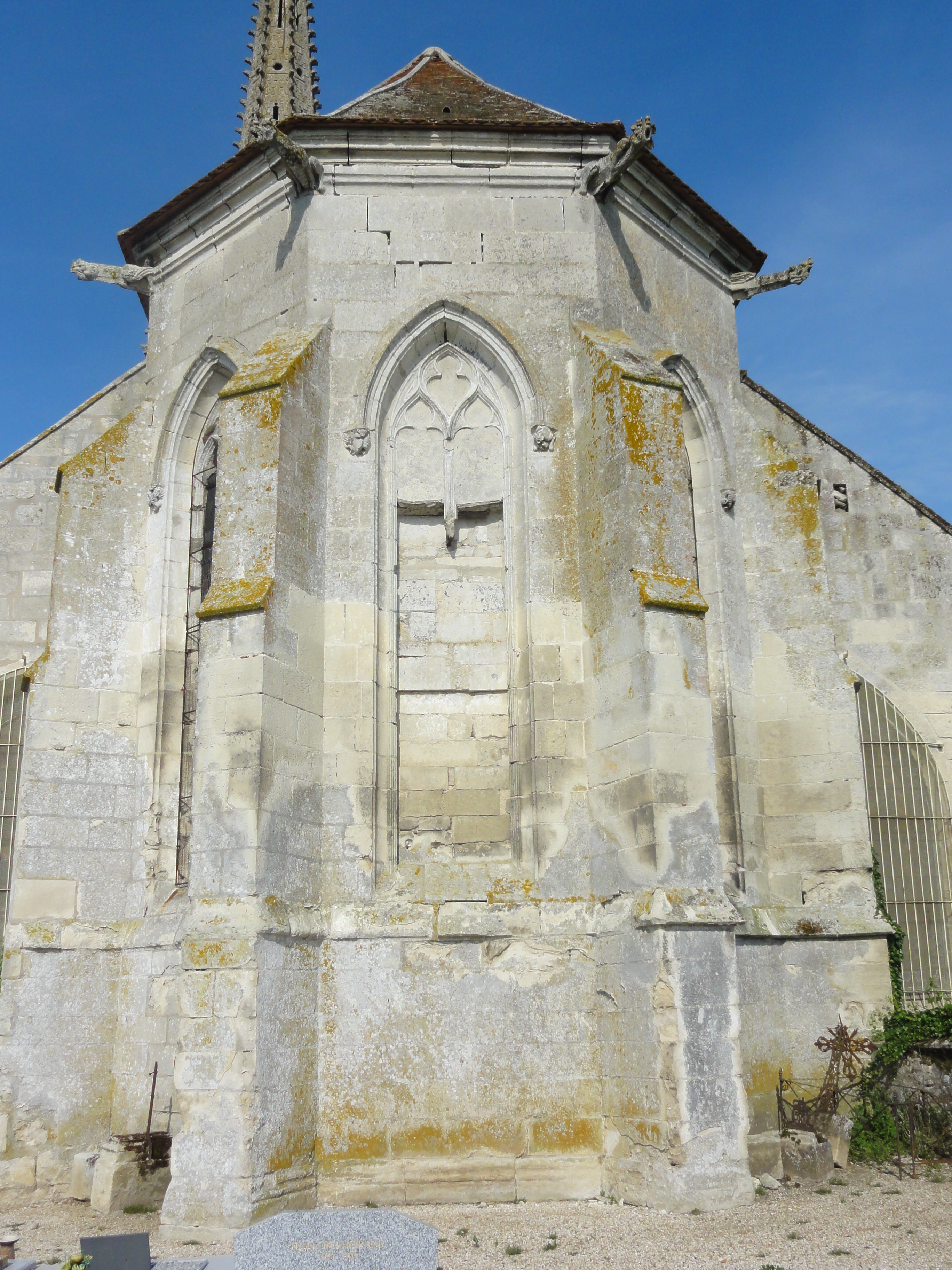
Abside, vue depuis l'est.
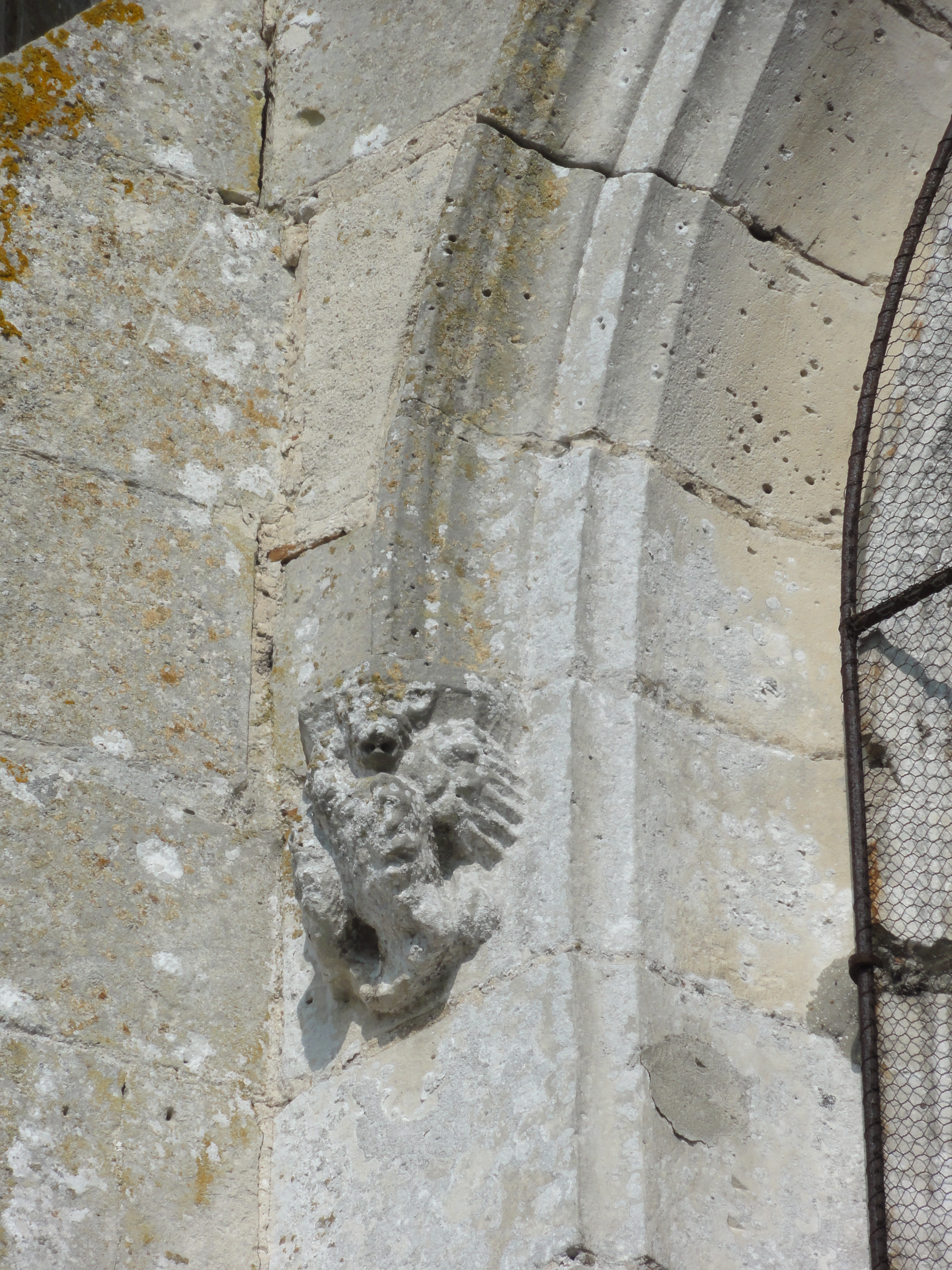
Chimère d'une fenêtre.
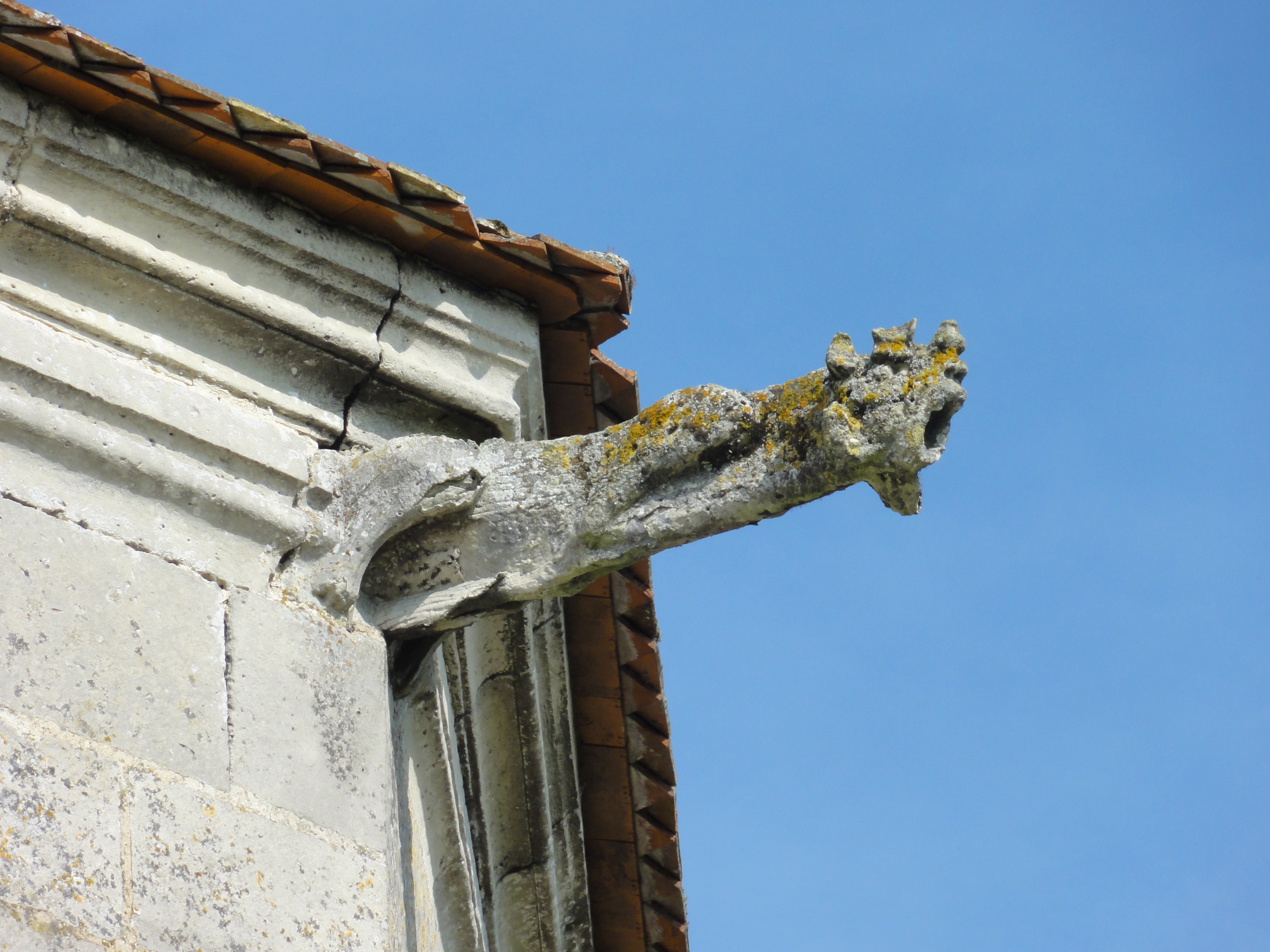
Gargouille.

## Mobilier

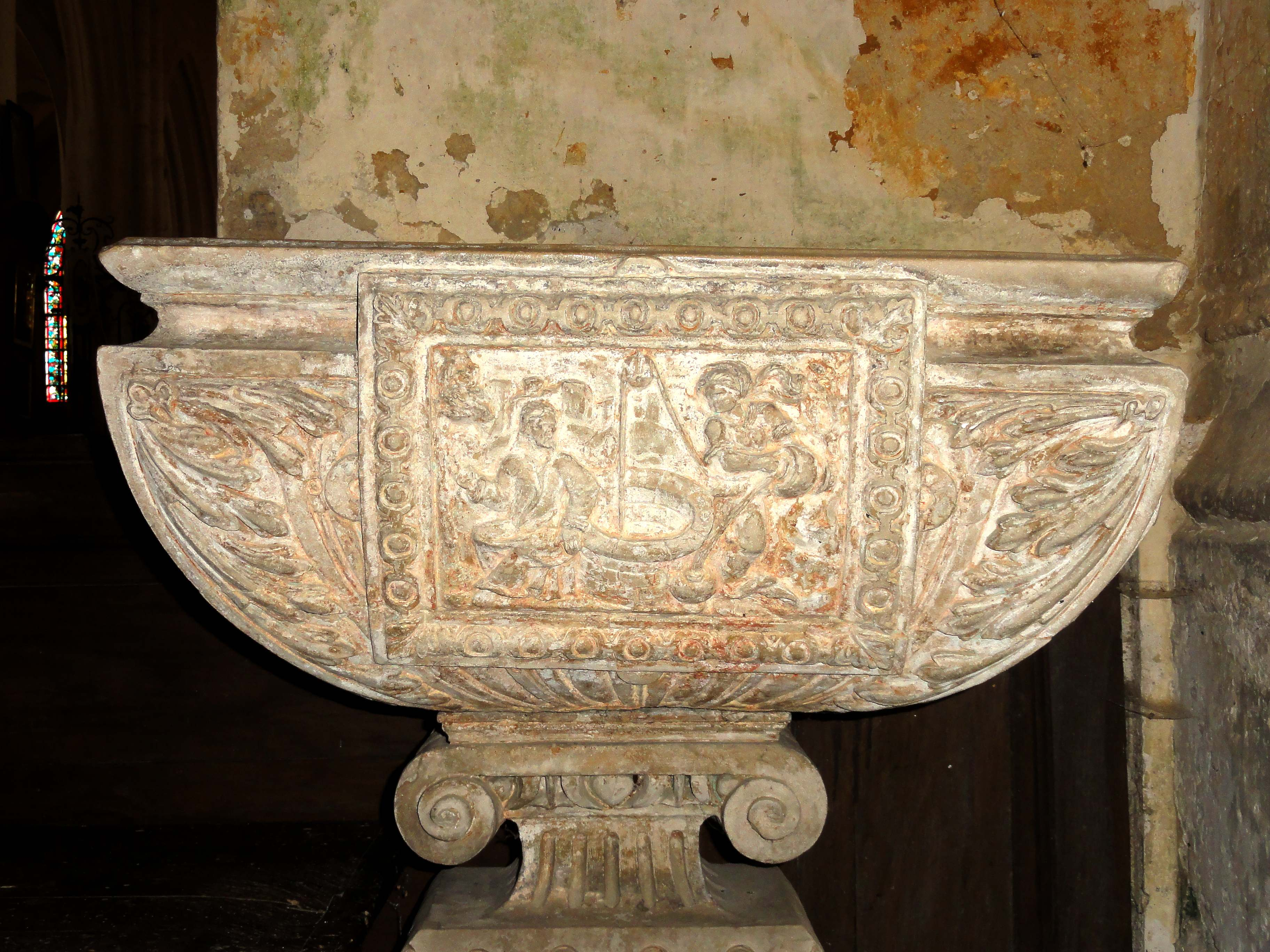
Bénitier - la Samaritaine au puits.

Parmi le mobilier de l'église, treize éléments ou ensembles sont inscrits ou classés monument historique au titre objet, ou classés au titre immeuble par liste de 1862, avec l'édifice.
Tous ne sont pas conservés au sein de l'église : deux sculptures ont été confiées au musée de l'Archerie et du Valois de Crépy-en-Valois en 1973, et deux statues ont été volées en 1997.

### Mobilier liturgique
- Le bénitier de 1572 (date gravée sur l'œuvre) est de style Renaissance. Il est sculpté dans un bloc de pierre calcaire, et mesure 113 cm de hauteur pour 64 cm de largeur. Le pied en forme de balustre comporte un socle avec les inscriptions ACQUA et BENEDICTA, un nœud décoré de godrons et un chapiteau ionique. Le vasque, de plan rectangulaire, est sculpté de feuillages et arbore, sur sa face frontale, un bas-relief représentant Jésus et la Samaritaine au puits. Des ragréages ont été effectués en ciment. L'œuvre est classée au titre immeuble depuis 1862[14].
- Les fonts baptismaux sont également de style Renaissance, et devraient dater de la seconde moitié du XVIe siècle. Ils se présentent sous la forme d'une cuve baptismale à infusion, qui est de plan ovale, et repose sur un pied de plan carré. Il est orné, en bas et en haut, d'enroulements qui évoquent les coussinets d'un chapiteau ionique. La cuve, dont la bordure se situe à 102 cm au-dessus du niveau du sol, et dont la largeur est de 105 cm, est sculptée d'une tête de chérubin entre deux ailes sur chaque face. Le couvercle en bois de chêne ne date pas d'origine. Le classement au titre immeuble remonte également à 1862[15].
- La chaire à prêcher, accrochée au troisième pilier du sud, se compose seulement d'un abat-voix octogonal et d'une cuve de la même forme : il n'y a pas de dosseret, mais on a laissé subsister à sa place les boiseries, qui ont sinon été enlevées au début des années 1980 en raison de leur mauvais état. La cuve est intéressante pour ses six bas-reliefs représentant des saints et des pères de l'église, dont saint Vincent et saint Augustin, qui évoquent les rapports de l'église de Montagny avec l'abbaye augustine Saint-Vincent de Senlis, et saint Nicolas. La chaire n'est pas encore protégée au titre des monuments historiques.
- La clôture du chœur en fer forgé, avec des éléments en fer repoussé et des éléments découpés, mesure 15 m de largeur pour 6 m de hauteur, et date du XVIIIe siècle. Elle se situe à la fin de la quatrième travée. Des portails à double vantail donnent accès au chœur liturgique et aux deux dernières travées des bas-côtés, qui abritent la chapelle Sainte-Félicité et la chapelle de la Vierge. L'ornementation fait notamment appel à des arabesques, des rinceaux et des feuilles d'olivier. Le couronnement au-dessus de l'entrée du chœur constitue l'élément le plus remarquable. Il comporte un décor de feuillages et pistils, rehaussés par des dorures, et un petit Christ en croix au sommet. La grille a été classée au titre immeuble en même temps que l'église[16].
- La grille de communion en fer forgé reprend les motifs de la clôture du chœur, et a vraisemblablement été confectionnée par le même artisan. Elle aussi est classée au titre immeuble[17]. La grille des fonts baptismaux, strictement identique, ne semble pas être classée.

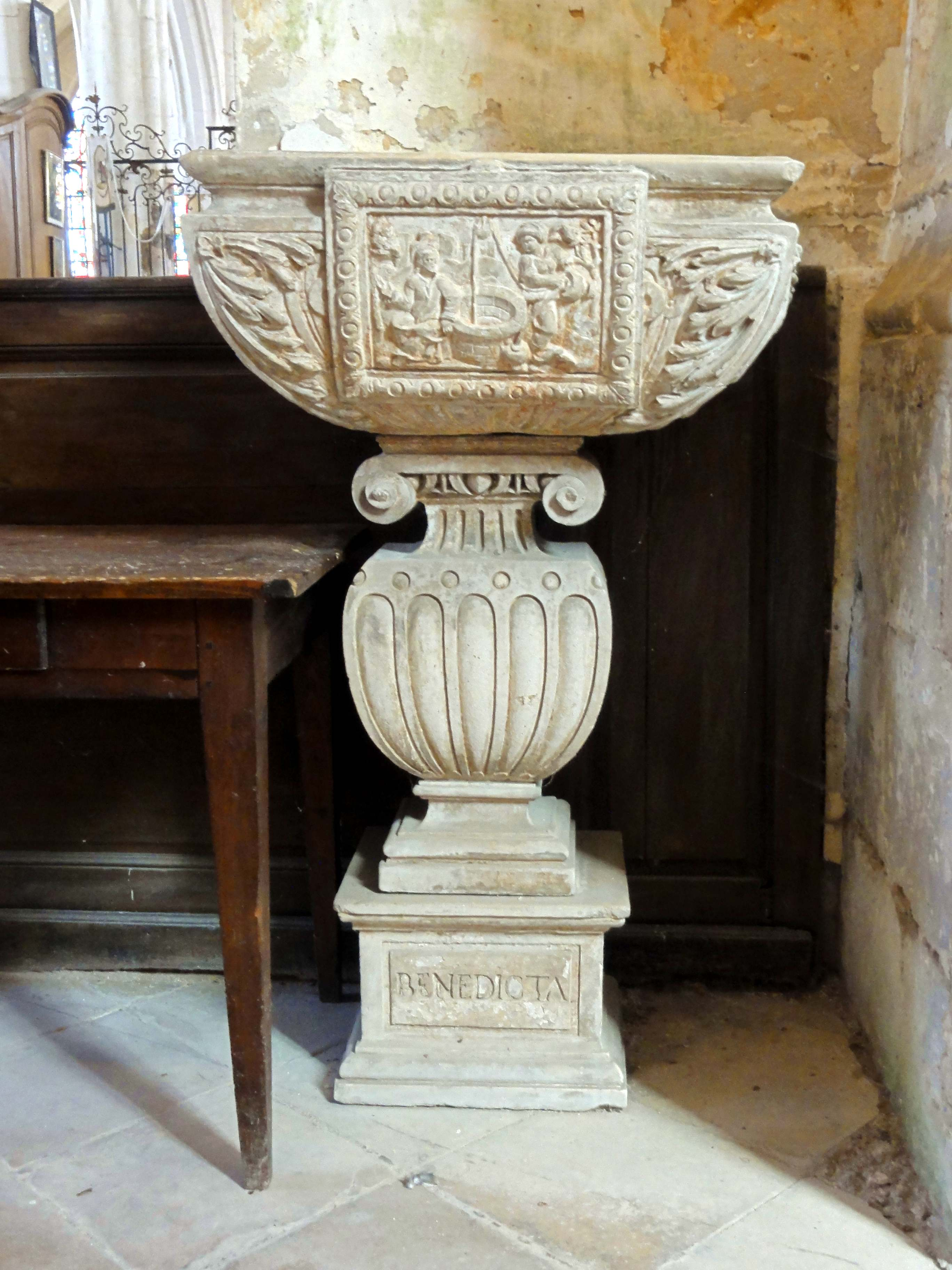
Bénitier.
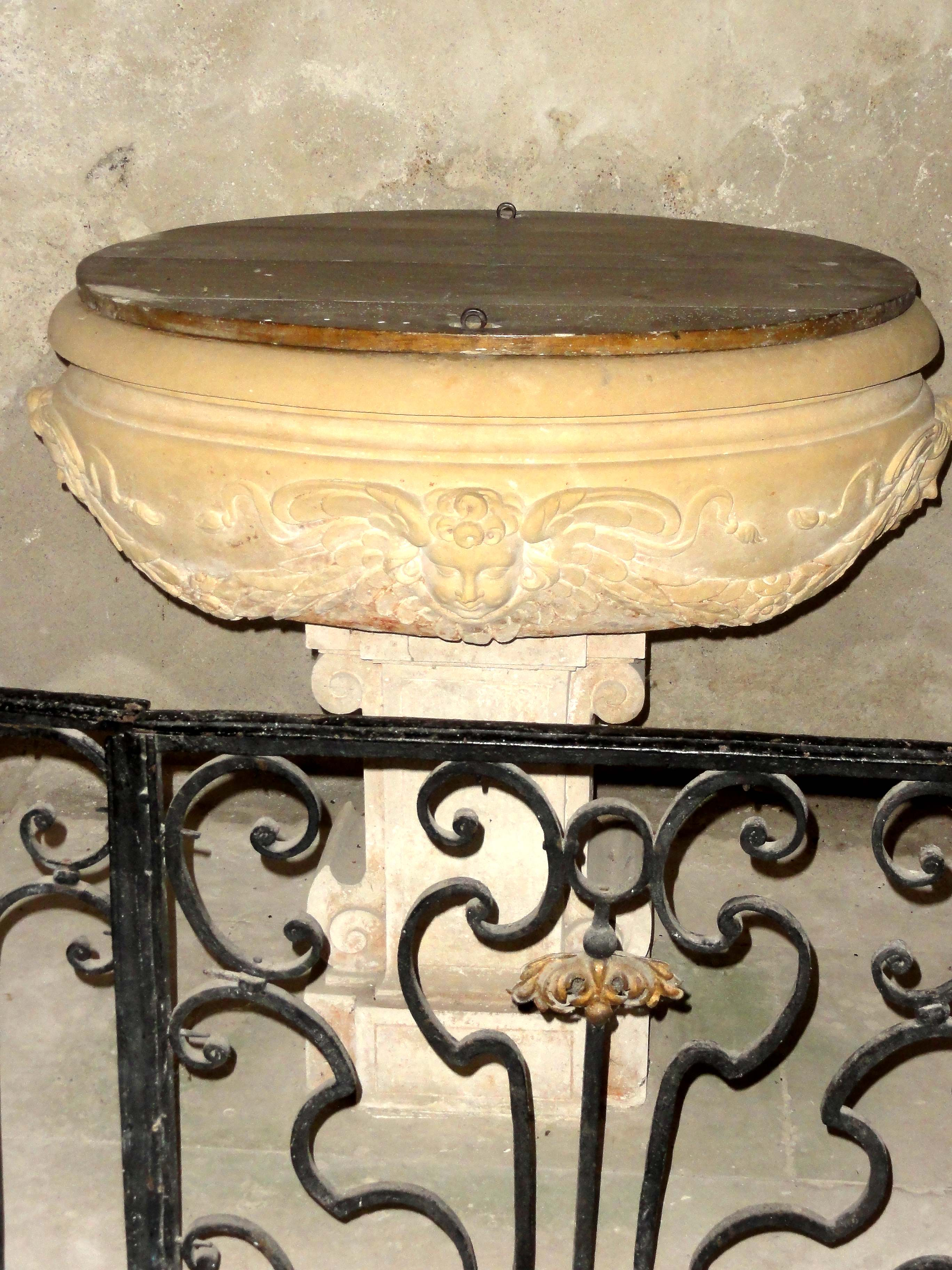
Fonts baptismaux.
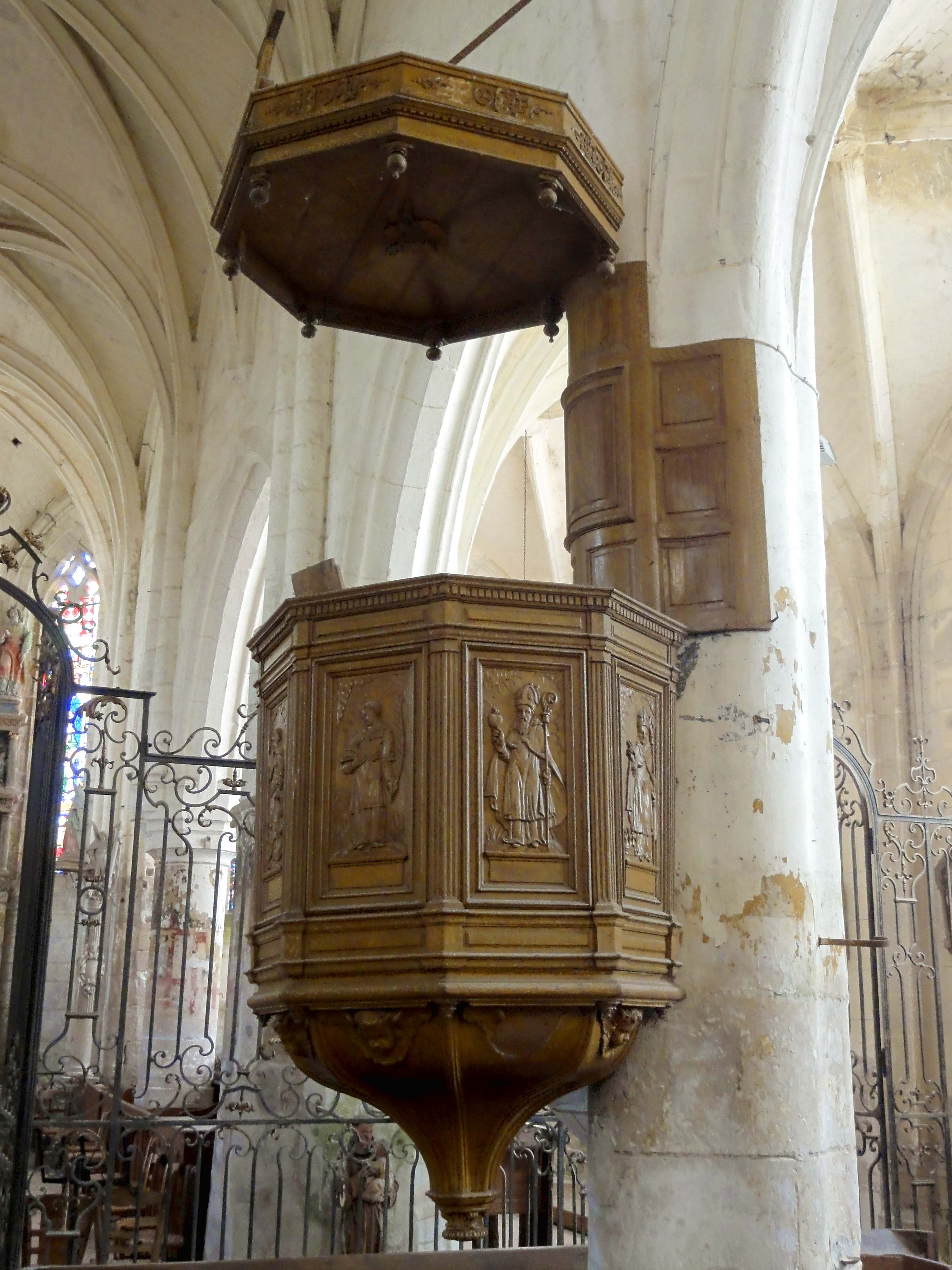
Chaire à prêcher.
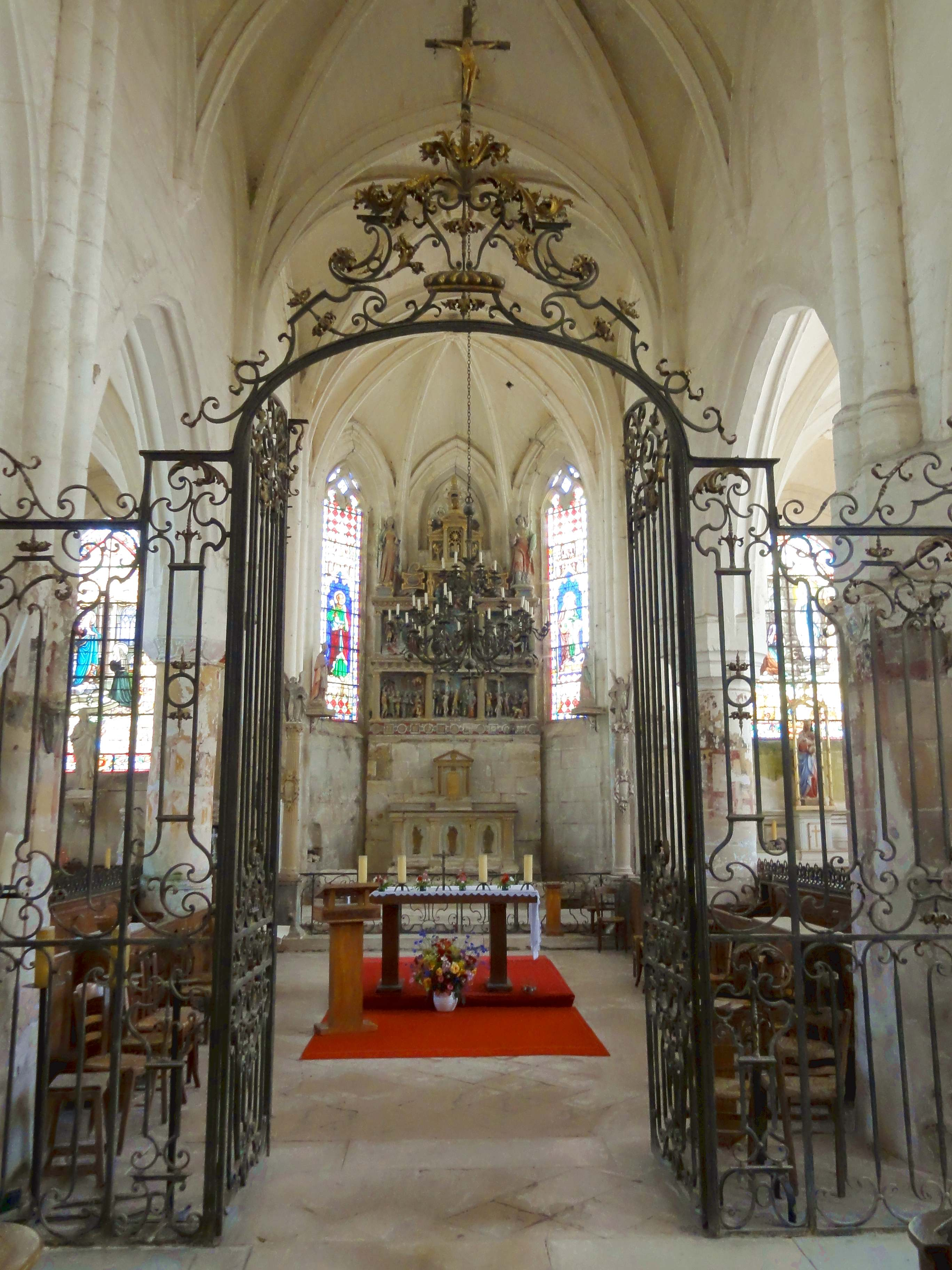
Clôture du chœur.
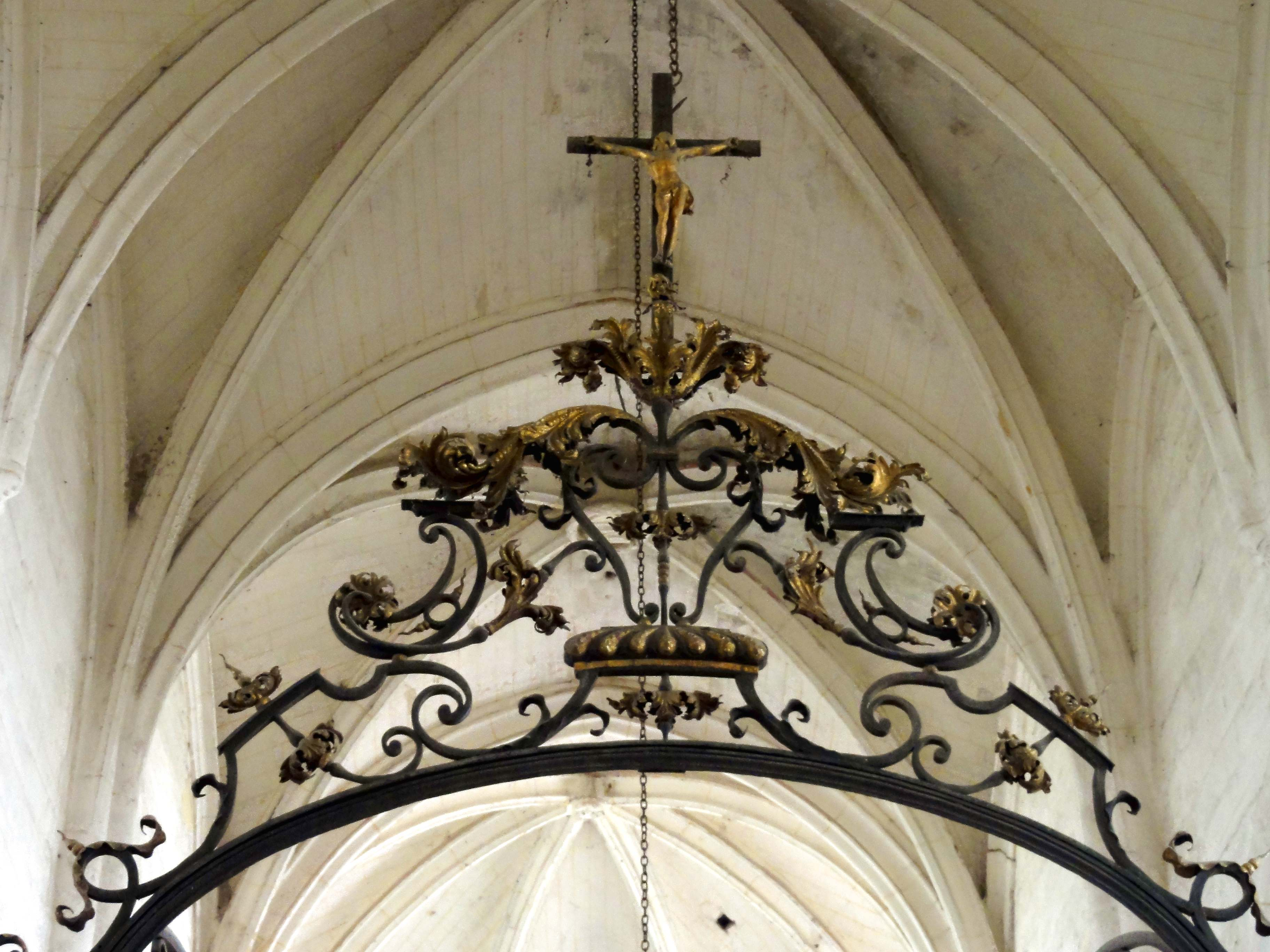
Clôture du chœur.
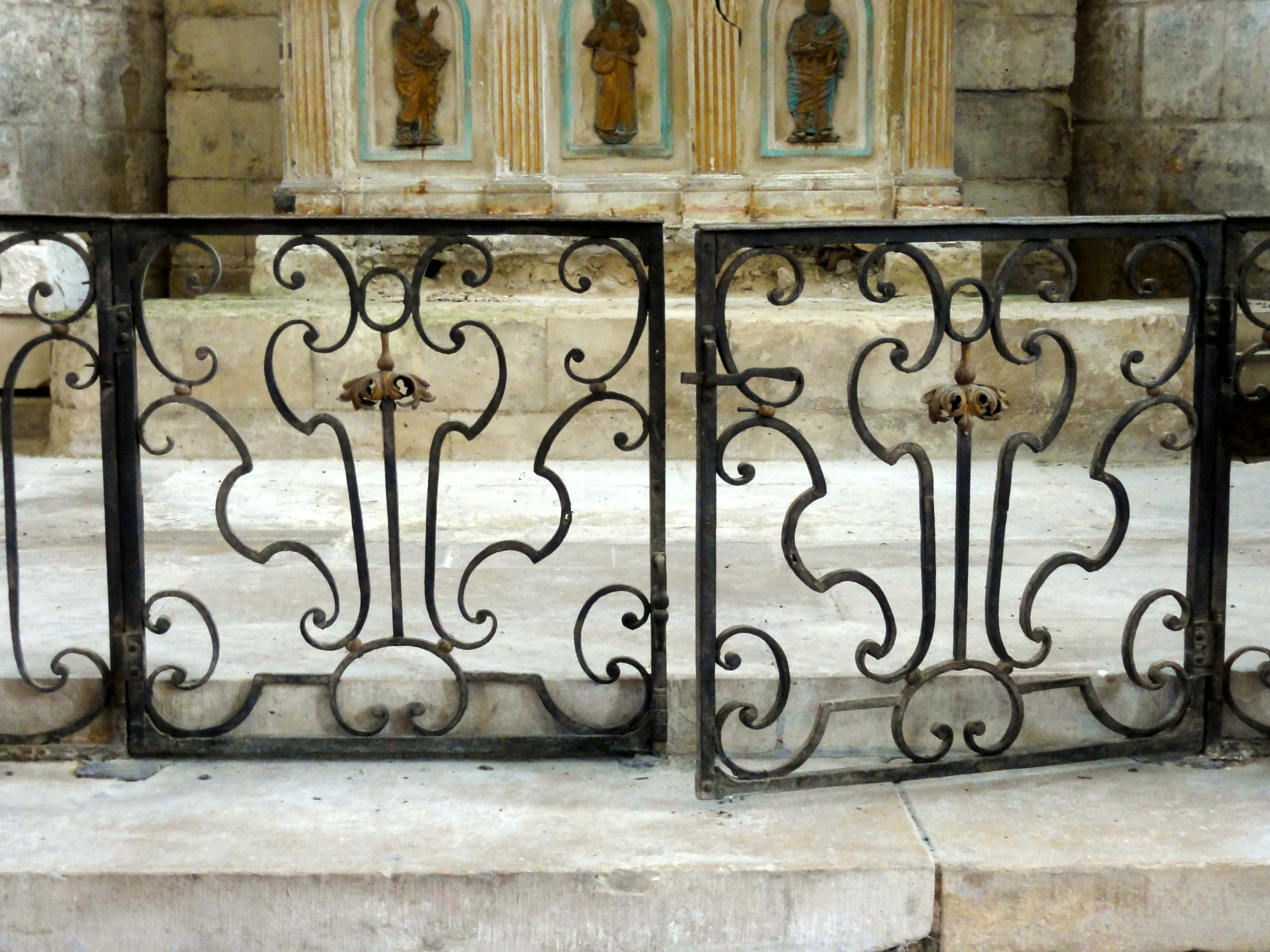
Grille de communion.

### Statues
- La statue en bois polychrome de saint Sébastien montre le martyr, patron des archers, lié à un arbre par des cordes, la main droite à côté de sa tête, le bras gauche retombant près du corps. Il est vêtu seulement d'un périzonium. Le sang jaillit de plaies dans la main droite et dans le ventre. La chevelure forme comme une couronne autour de la tête. L'œuvre, qui mesure 140 cm de hauteur et a été datée du dernier quart du XVe ou du début du XVIe siècle, est inscrite au titre objet depuis 1996, et est exposée au musée de l'Archerie et du Valois de Crépy-en-Valois, depuis 1973[18].
- La  statue en bois polychrome de la Vierge de Pitié, ou Pietà, mesure 85 cm de hauteur, et date de la même époque. Elle était exposée dans le bas-côté nord, au pied du groupe de Calvaire provenant de la poutre de gloire. En 1973, elle a également été confiée au musée de Crépy-en-Valois , où elle n'est actuellement pas exposée. L'œuvre a fait l'objet d'une inscription en même temps que le saint Sébastien[19].
- Le Christ en croix de la poutre de gloire mesure 130 cm de hauteur sans la croix, et date de la même époque que les deux sculptures ci-dessus. Les extrémités de la croix présentent une grappe de raisin, des feuillages et des coussinets traités à la façon d'un chapiteau ionique, ce qui ne cadre pas avec la datation du Christ, et évoque la Renaissance. Près des extrémités, les bras de la croix portent un cartouche dont deux extrémités sont ajourés dans le goût flamboyant. Ces cartouches servent de supports à des écussons arborant les quatre symboles du Tétramorphe : à gauche, le bœuf de saint Luc ; en haut l'aigle de saint Jean ; et à droite, le lion de saint Marc. En bas, l'homme ailé de saint Matthieu manque. La poutre de gloire elle-même ne subsiste plus. Elle a probablement été démontée au XVIIIe siècle, au moment de l'installation de la clôture de chœur, et remplacée par la barre actuelle, qui se caractérise par deux chapiteaux composites. Les deux statues en bois polychrome de la Vierge de douleur et de saint Jean, qui mesurent 120 cm de hauteur, ont été volées en avril 1997. L'ensemble a été classé au titre objet en 1911[20].
- À l'entrée de l'abside, deux colonnes cannelées et rudentées en pierre calcaire, munis de chapiteaux d'ordre composite, servent de supports à des statues de deux anges tenant les instruments de la Passion. Les colonnes mesurent 350 cm de hauteur, et datent de la seconde moitié du XVIe siècle. La polychromie d'origine est cachée sous un badigeon moderne, qui dissimule également les armoiries mentionnées dans l'arrêté de classement. Les statues sont peut-être un peu plus récentes, puisqu'elles ont été datées du dernier quart du XVIe siècle. Leurs dimensions n'ont pas été prises. Les colonnes sont classées au titre immeuble depuis 1862. En plus, les statues sont  classées au titre objet depuis 1912[21].
- La statue en pierre polychrome de sainte Marguerite mesure 160 cm de hauteur. Elle date du XIVe siècle, et subsiste donc de l'église antérieure. Son emplacement est au sommet du retable du maître-autel, à gauche, faisant pendant à la statue de saint Vincent. L'œuvre est classée depuis 1912[22].
- La statue en pierre polychrome de saint Vincent mesure 160 cm de hauteur. Elle date seulement du XVIe siècle, et n'est donc initialement pas en rapport avec la statue de sainte Marguerite mentionnée ci-dessus. Saint Vincent est le patron de l'abbaye Saint-Vincent de Senlis, qui est le collateur de la cure de Montagny. La statue a donc probablement été offerte par l'abbaye senlisienne. Comme déjà évoqué, son emplacement est au sommet du retable du maître-autel, à droite, faisant pendant à la statue de sainte Marguerite. L'œuvre est classée au titre immeuble depuis 1862[23].

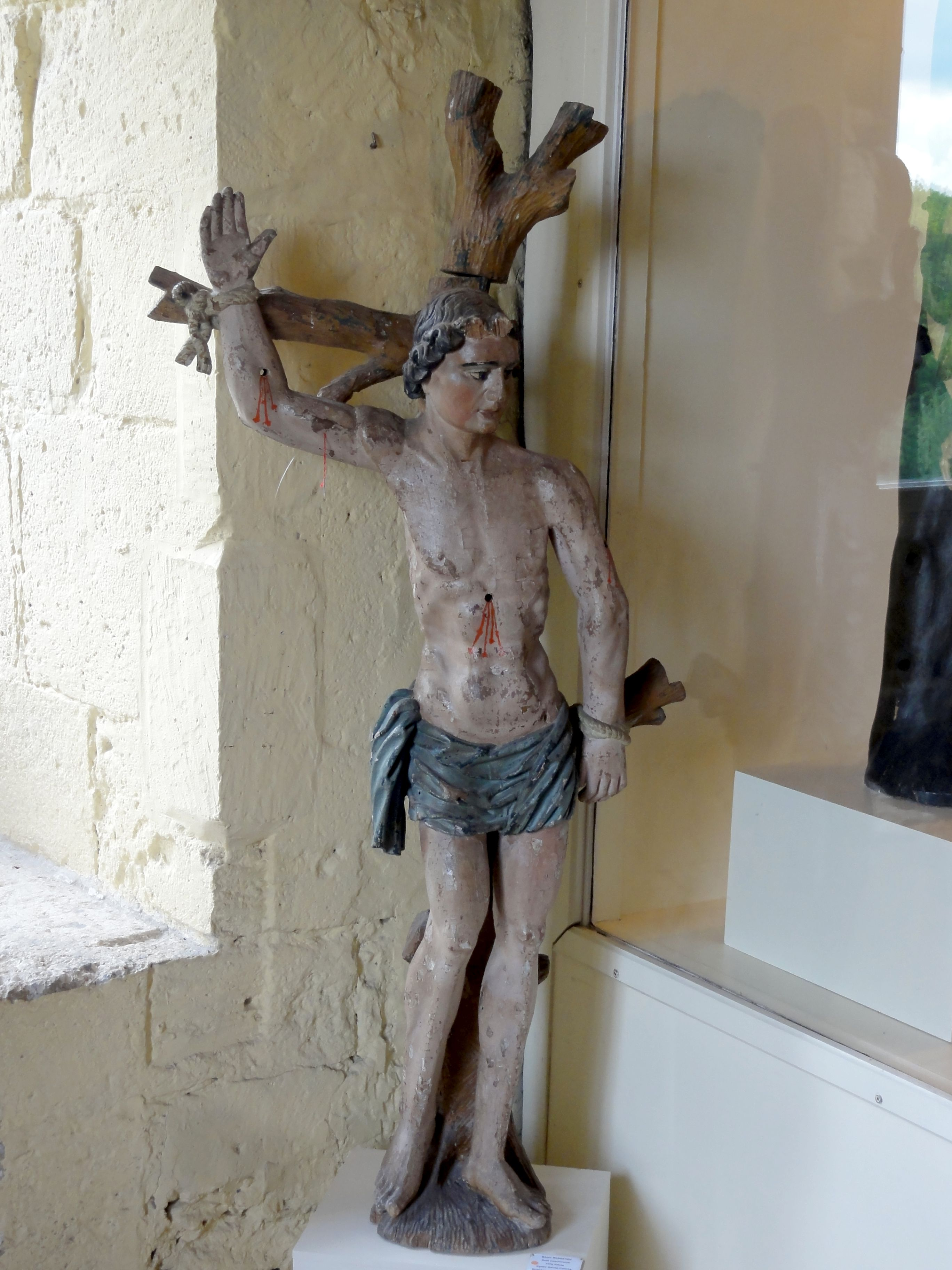
Saint Sébastien.
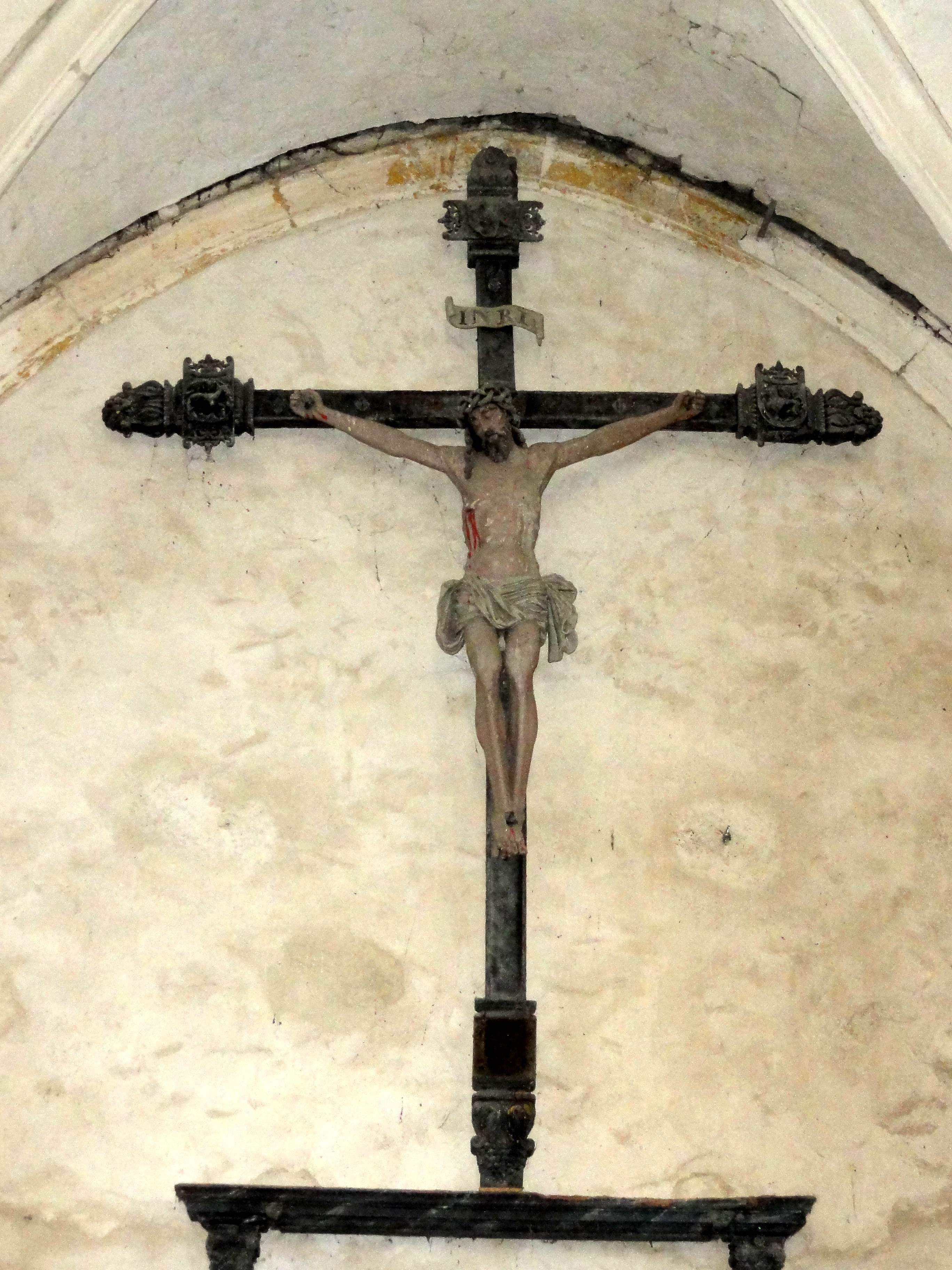
Christ en croix.
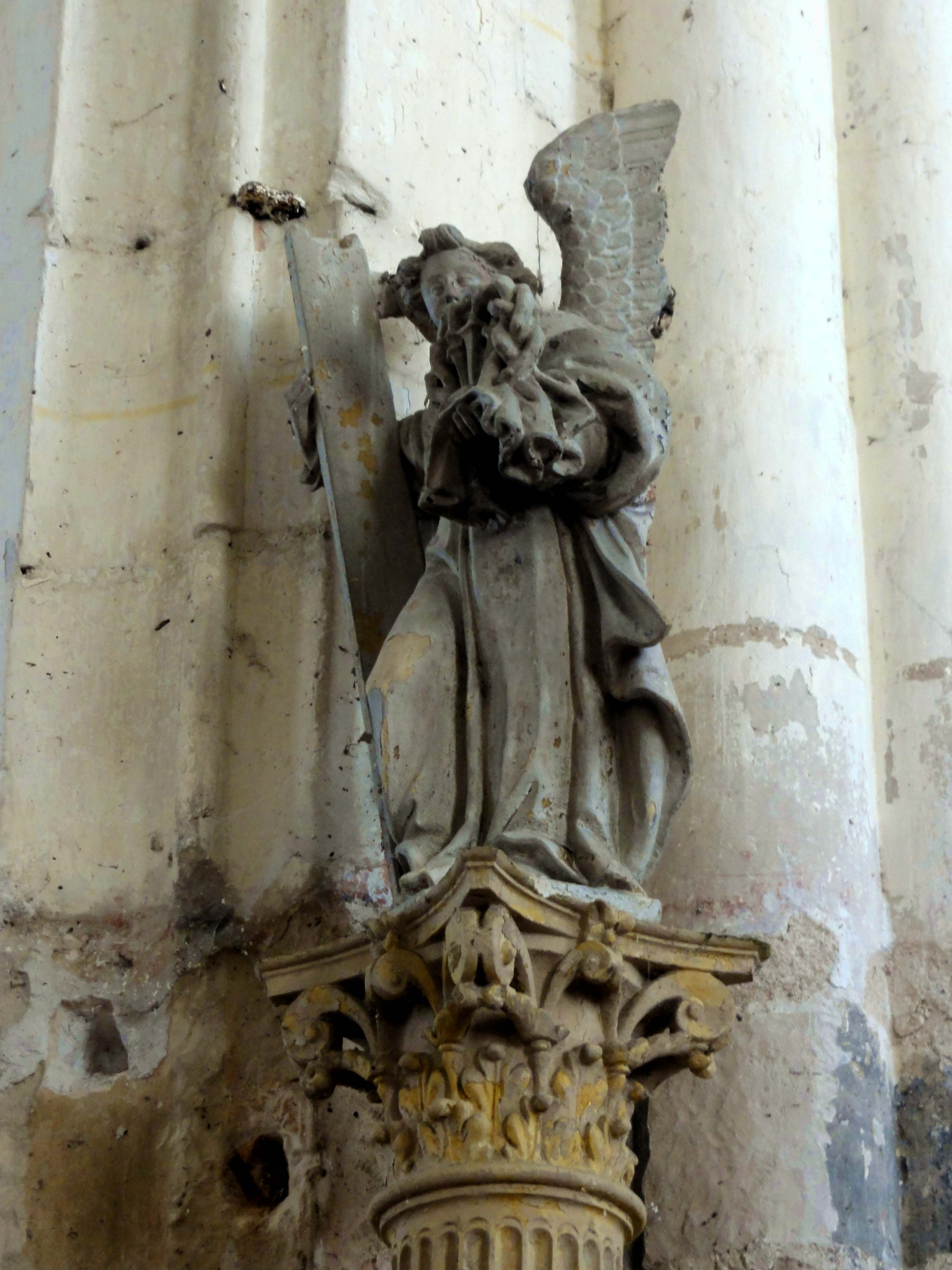
Ange avec les instruments de la Passion.
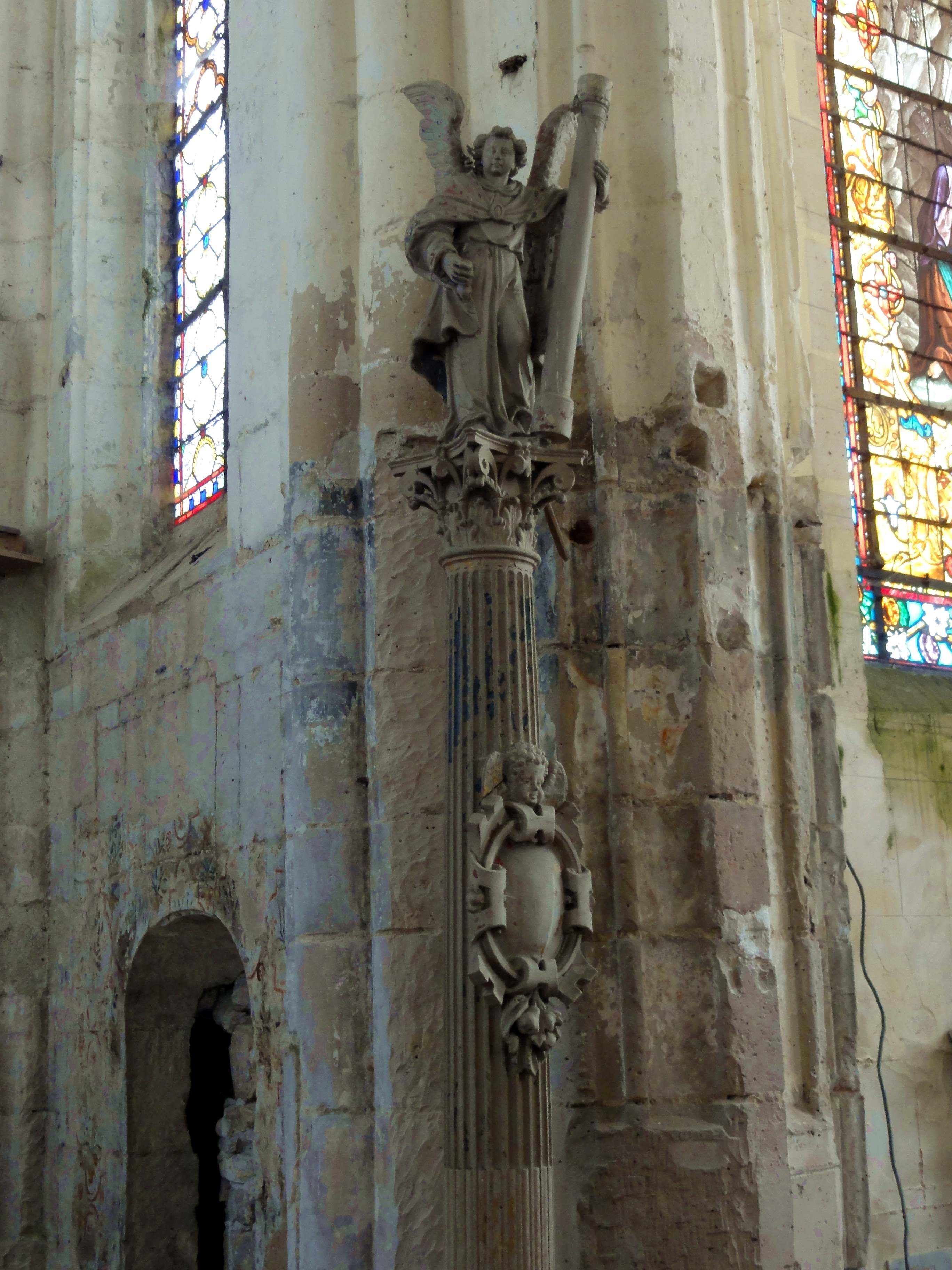
Colonne et ange.
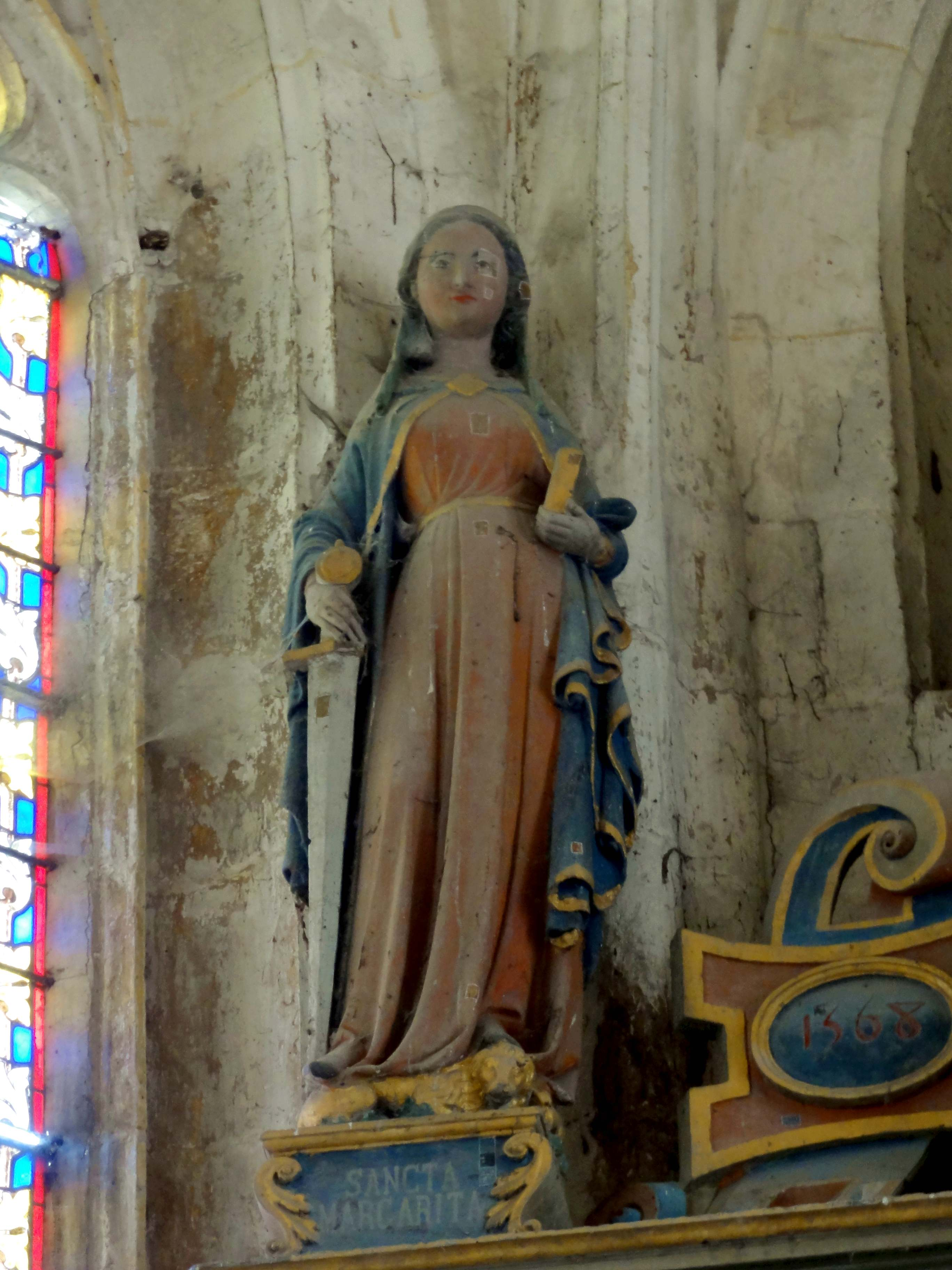
Sainte Marguerite.
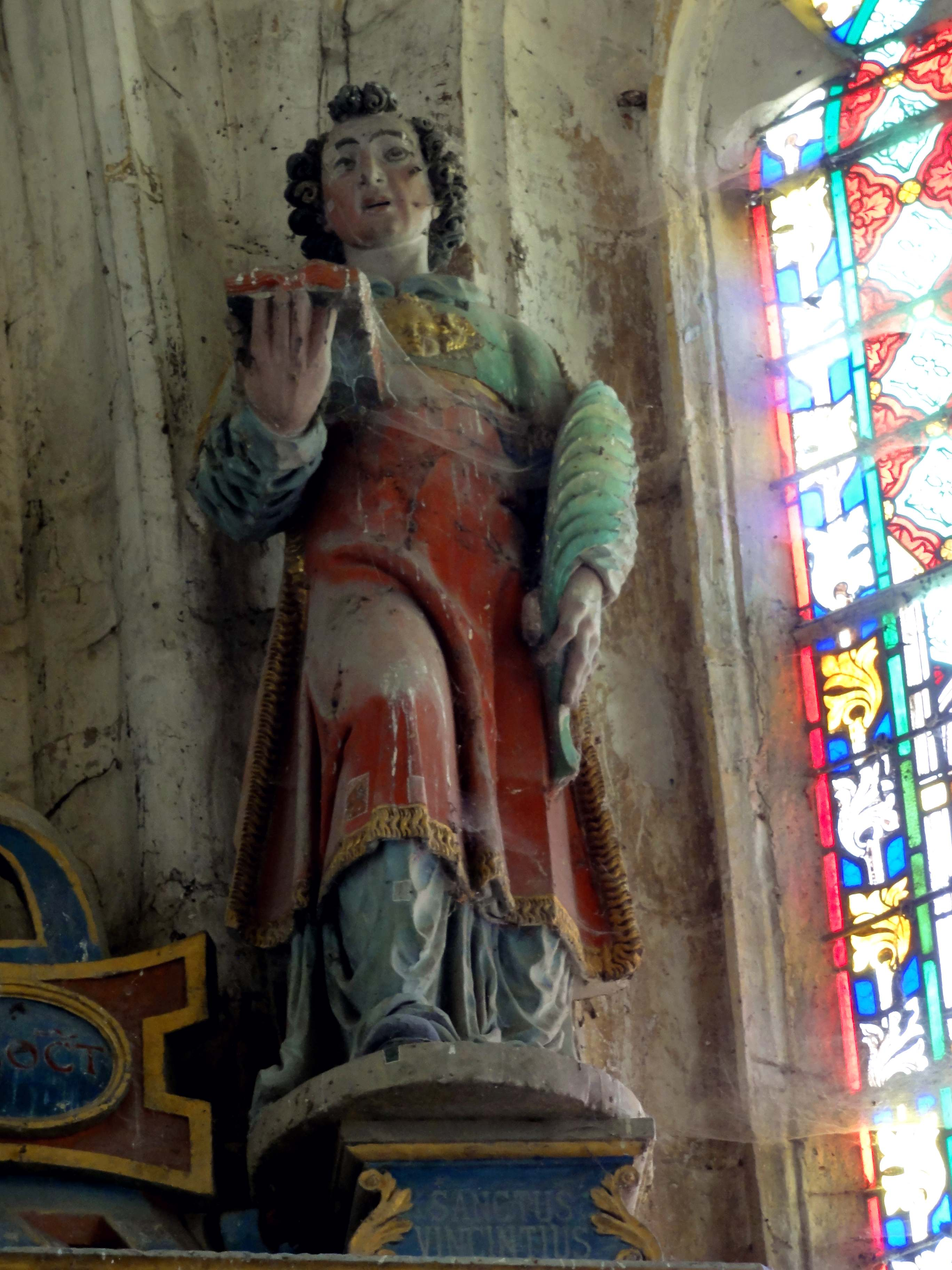
Saint Vincent.

### Retable du martyre de sainte Félicité

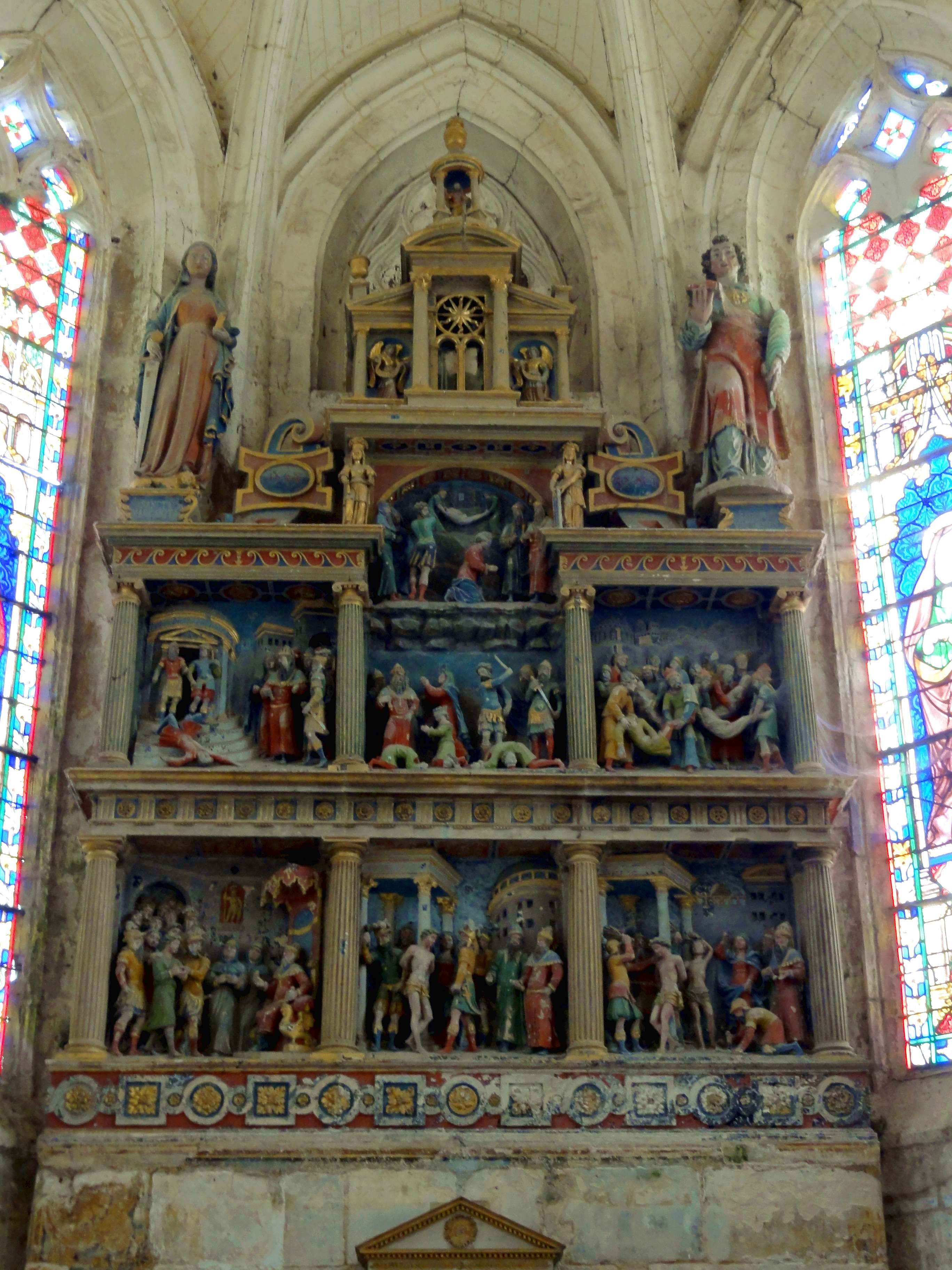
Vue d'ensemble.

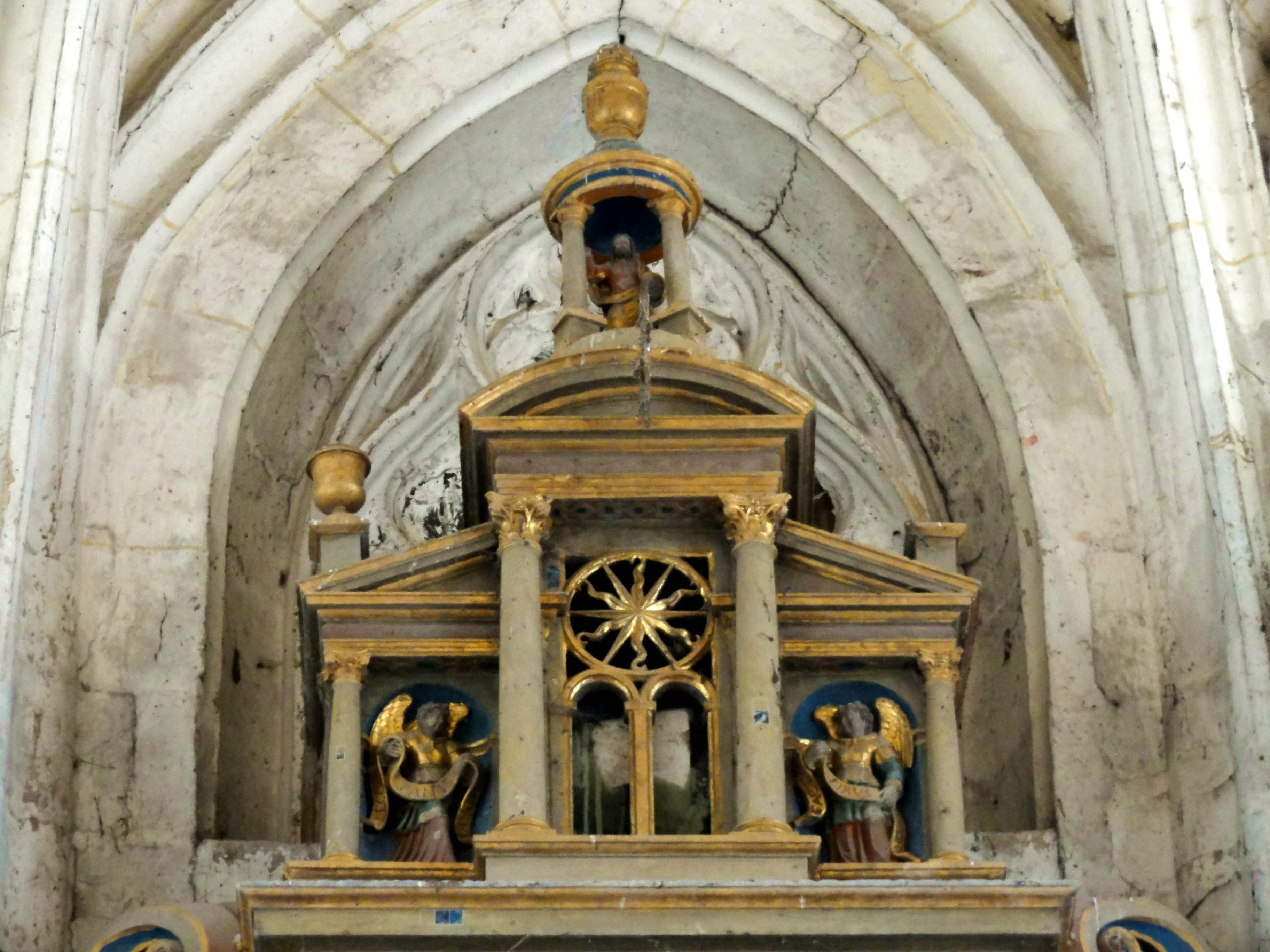
Couronnement.

Le retable du maître-autel illustre le martyre de saint Félicité et de ses sept fils, est daté de 1568 par une inscription, et est classé au titre objet par liste de 1862. Il est en pierre calcaire polychrome, et de style Renaissance. Le soubassement, qui correspond à la hauteur des allèges, n'est pas inclus dans le décor. Il permet au retable de dominer le maître-autel et le tabernacle, qui ne sont pas concernés par le classement aux monuments historiques, et postérieurs au retable. L'ensemble retable et soubassement mesure 8,00 m de hauteur, et 3,00 m de largeur. Sept scènes avec des figures sculptées en haut-relief et des arrière-plans sculptés en bas-relief s'insèrent dans six compartiments d'un encadrement architecturé. Celui-ci s'organise sur deux étages, avec donc trois compartiments par étage. Le compartiment médian du second niveau est plus élevé que les autres, ce qui lui permet d'accueillir deux scènes superposées. Le décor de l'encadrement s'organise comme suit. Le premier registre prend appui sur une métope sculpté de grecques, dont les carrés et cercles inscrivent des rosaces ou patères à ombilic. Les quatre colonnettes qui délimitent les trois compartiments sont cannelées, et d'ordre dorique. Elles supportent donc un entablement dorique, avec des triglyphes à gouttes alternant avec des patères à ombilic. En application de la règle de la superposition des ordres, les colonnettes cannelées du second étage sont d'ordre ionique. La métope de l'entablement qu'elles supporte arbore des postes ou flots grecques. En raison de la hauteur accrue du compartiment médian, cet entablement est subdivisé en trois sections, et s'interrompt avant et après la section médiane, qui se situe à un niveau supérieur. Cette section de l'entablement repose sur un arc en plein cintre et des cariatides. L'intrados est décoré de caissons renfermant des rosaces, de même que les soffites. Il y a un couronnement sous la forme d'un édicule, qui est d'ordre corinthien. Son corps central en légère saillie inscrit deux arcatures en plein cintre surmontées d'un soleil ajouré, et se termine par un fronton en arc de cercle sommé d'un lanternon circulaire à quatre colonnettes. Il abrite une statuette sous une petite coupole coiffé d'une urne. Les deux ailes latérales qui flanquent le corps central comportent des niches en plein cintre abritant des anges tenant des phylactères, et se terminent par des demi-frontons triangulaires. Une urne domine la colonnette de droite.
Chacune des scènes, sauf la troisième du second registre, fait intervenir une foule de spectateurs, des soldats, des gardes, et un dignitaire de l'empire romain, que l'on reconnaît à sa robe rouge, son manteau bleu jeté sur les épaules, et son couvre-chef. La lecture se fait en commençant en bas à gauche. Cette scène est la seule qui se tient à l'intérieur d'un édifice. Le dignitaire est installé sur un trône, à droite. Par la porte ouverte, arrivent deux gardes qui emmènent l'un des fils de Félicité, suivis par de nombreux curieux. Deux fonctionnaires assistent impassiblement à la scène. Les deux scènes suivantes se tiennent au même endroit, devant un temple visible à gauche, et un édifice de plan circulaire à droite, et font en grande partie appel aux mêmes personnages. Sur le panneau central, l'un des fils, déjà privé de la plupart de ses vêtements, a été lié à une colonne du temple, et est malmené par deux soldats. À droite, le dignitaire discute avec un pair. Sur le panneau en bas à droite, deux fils sont attachées à des colonnes du temple, et flagellés par des soldats. Félicité menace avec son poing, mais l'assistance est indifférente à son indignation. Sur le panneau à gauche du deuxième niveau, deux soldats ont jeté un autre fils de l'escalier d'un autre édifice de style classique. Ici, Félicité est tout proche du dignitaire, et à moitié cachée par son corps. Sur le panneau central du deuxième étage, se voit la scène la plus cruelle. Les têtes de deux fils, prosternés au sol, roulent déjà par terre. Un troisième fils, les yeux bandés, est agenouillé en attendant que le soldat qui brandit son épée visible à droit lui tranche la gorge. En attendant, il prie à Dieu. Derrière lui, sa mère supplie le dignitaire, visible à gauche, d'arrêter le carnage. Mais c'est à son tour d'être décapitée. Sur le panneau supérieur, elle est agenouillée devant le dignitaire, les yeux bandés et les mains rejointes pour la prière, dans la même posture qu'auparavant son fils. Cette scène a lieu devant une grotte, et en arrière-plan, deux hommes jettent le corps inanimé nu de l'un des fils dans une cavité. Enfin, la dernière scène, à droite du second registre, a lieu devant la ville, dont l'on aperçoit la silhouette à l'arrière-plan. Devant une importante foule, des hommes portent les cadavres de deux fils, l'un tenant par la tête, l'autre par les jambes.

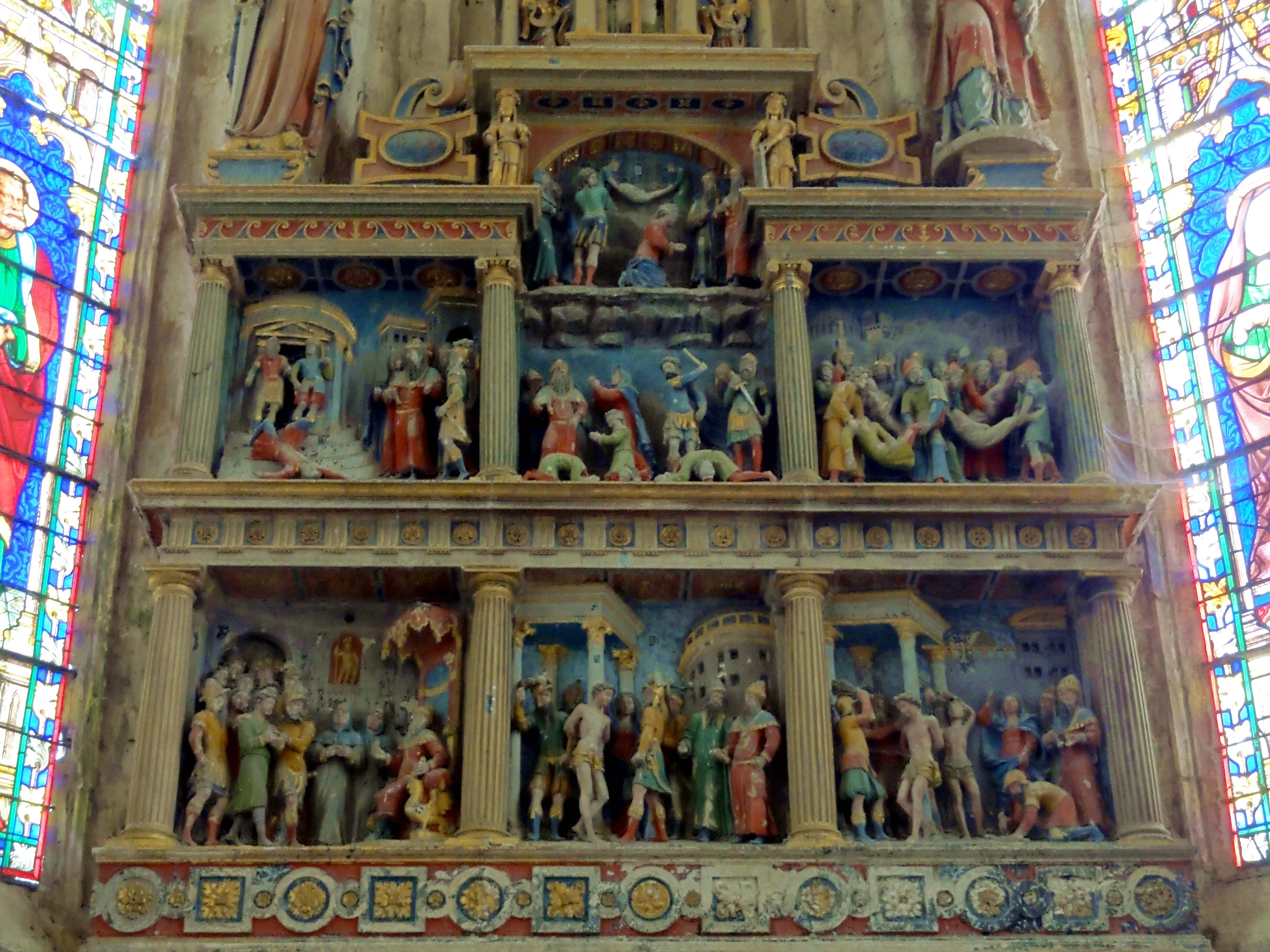
Vue d'ensemble.
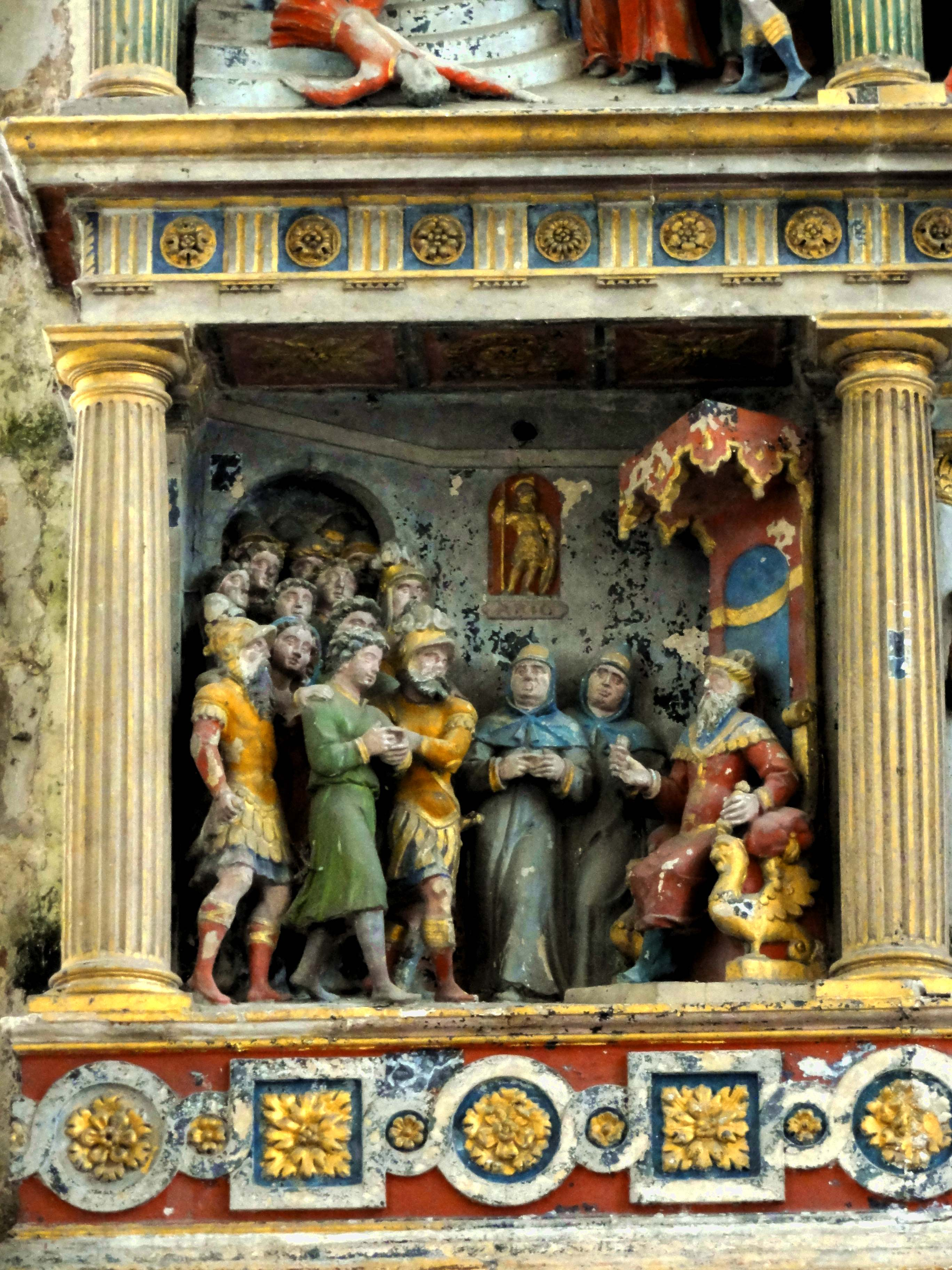
1er registre, gauche : le jugement.
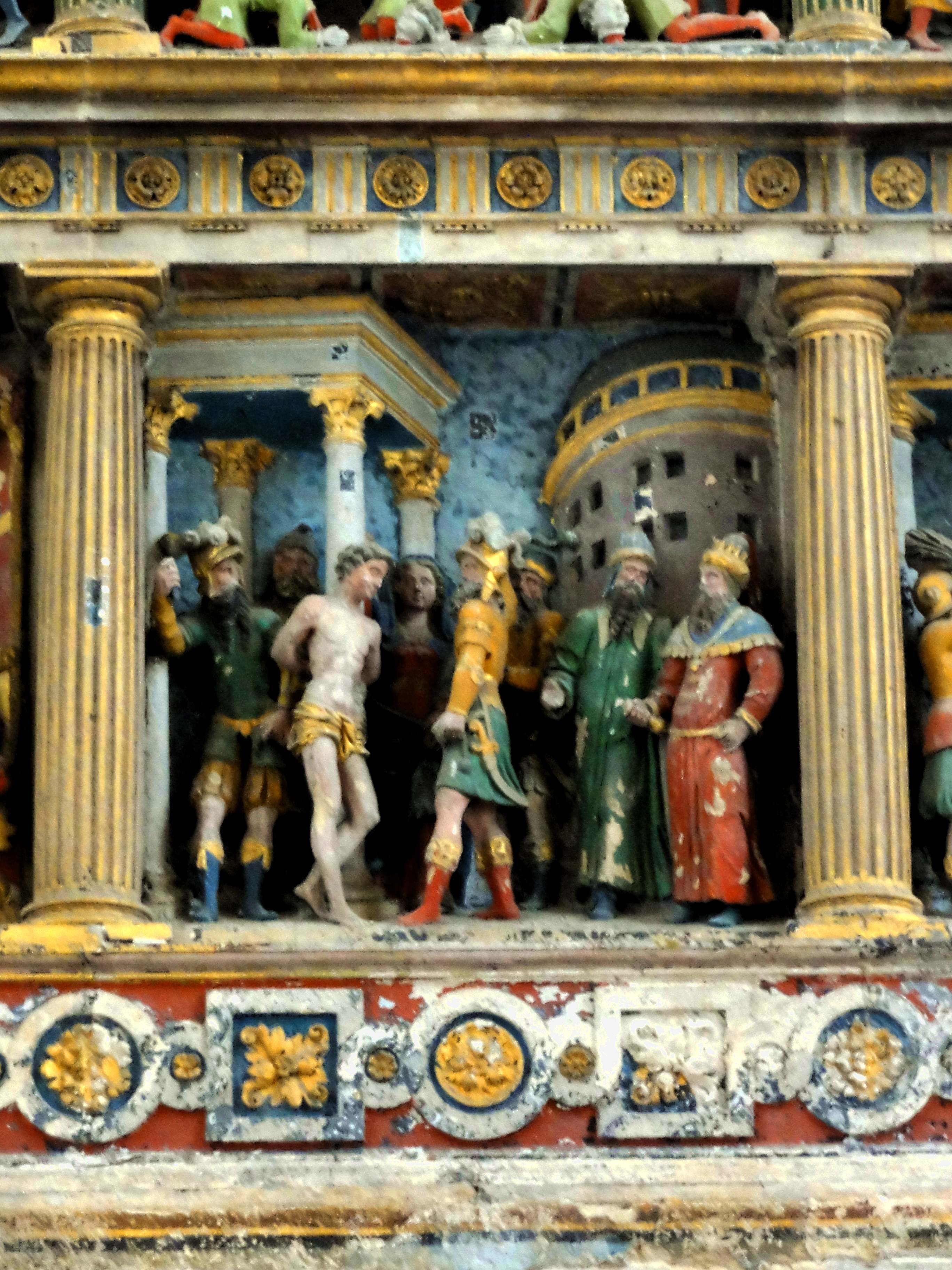
1er registre, milieu : un fils humilié en public.
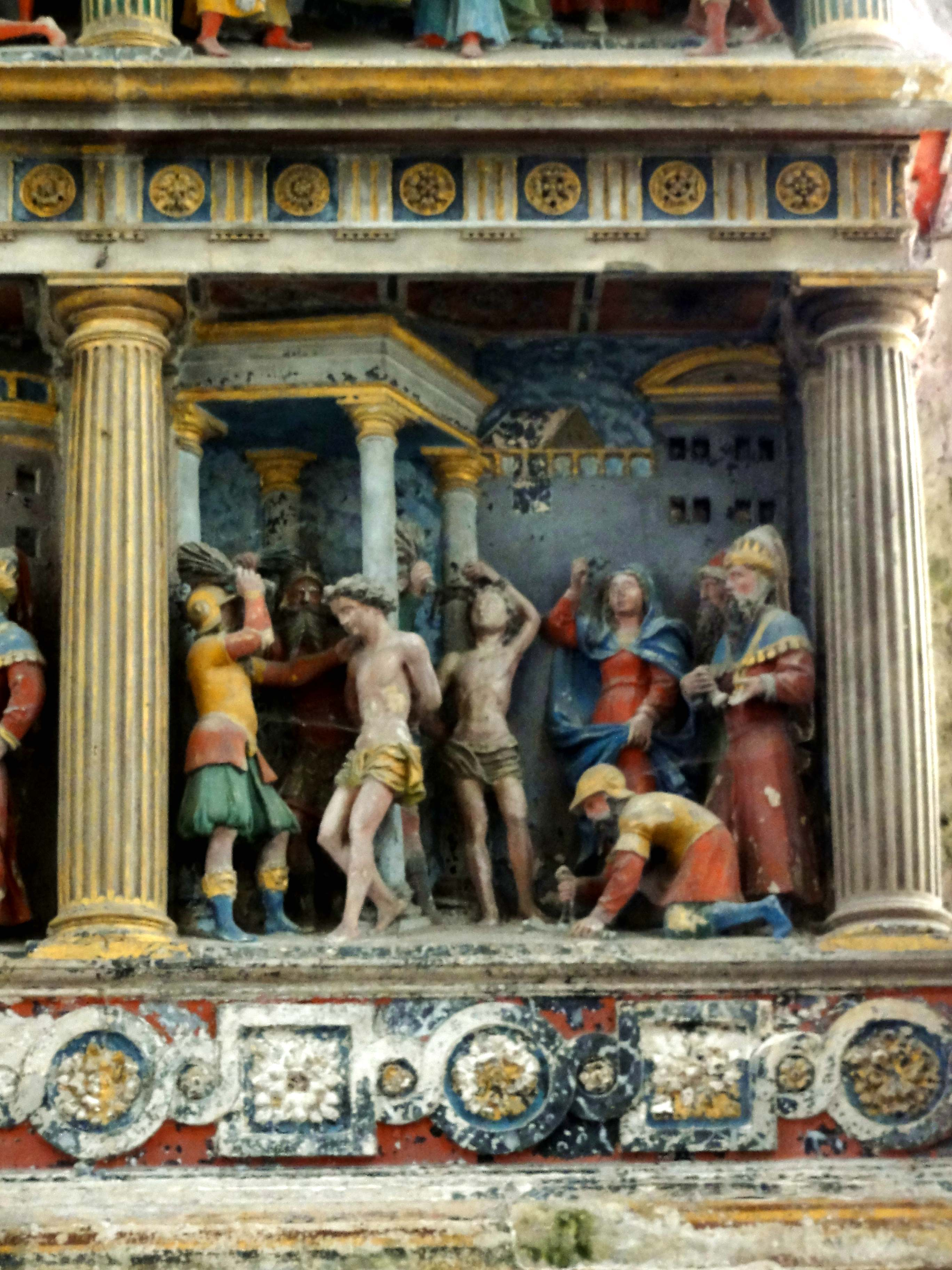
1er registre, droite : flagellation de deux fils.
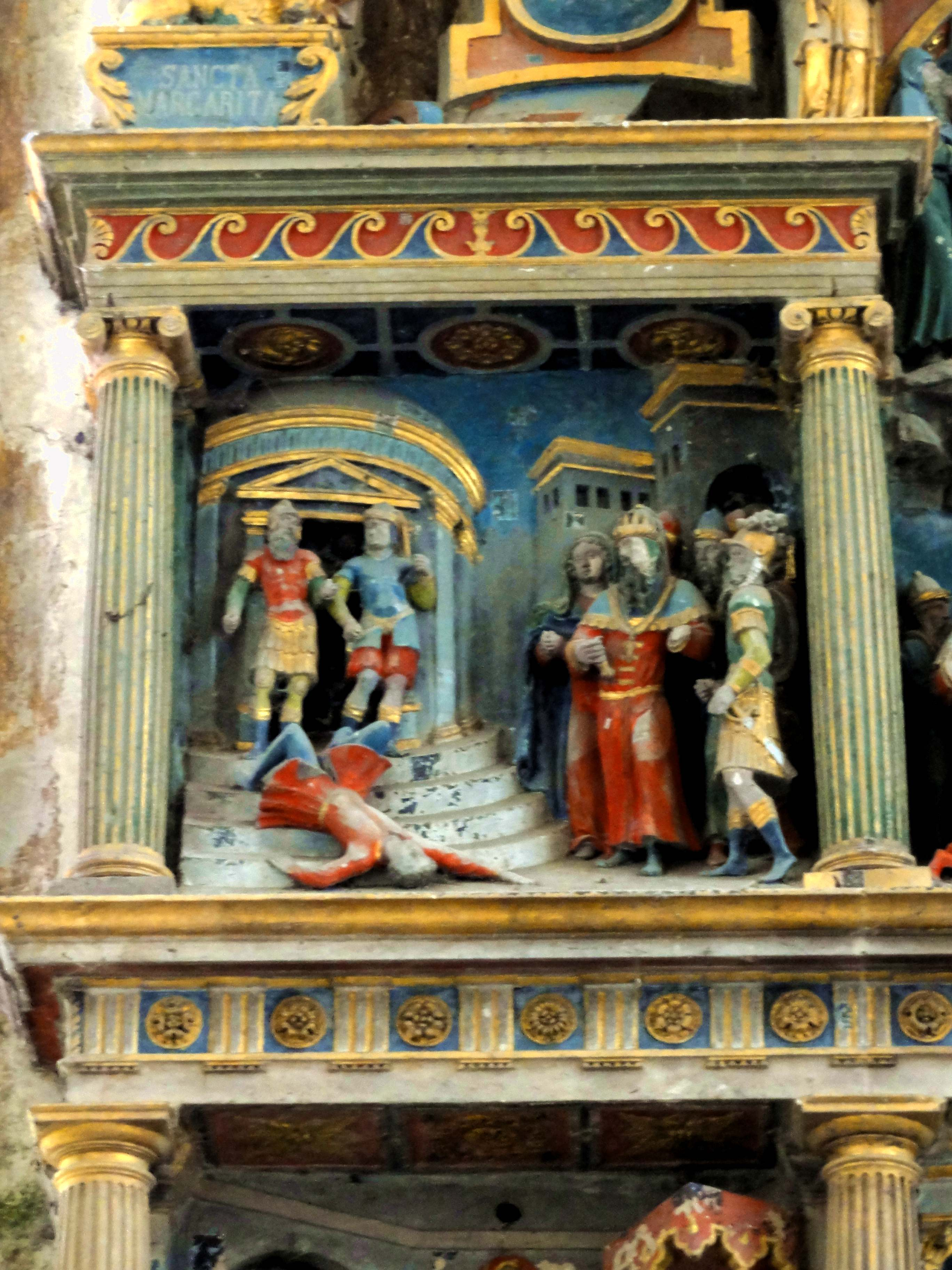
2e registre, gauche : un fils jeté de l'escalier.
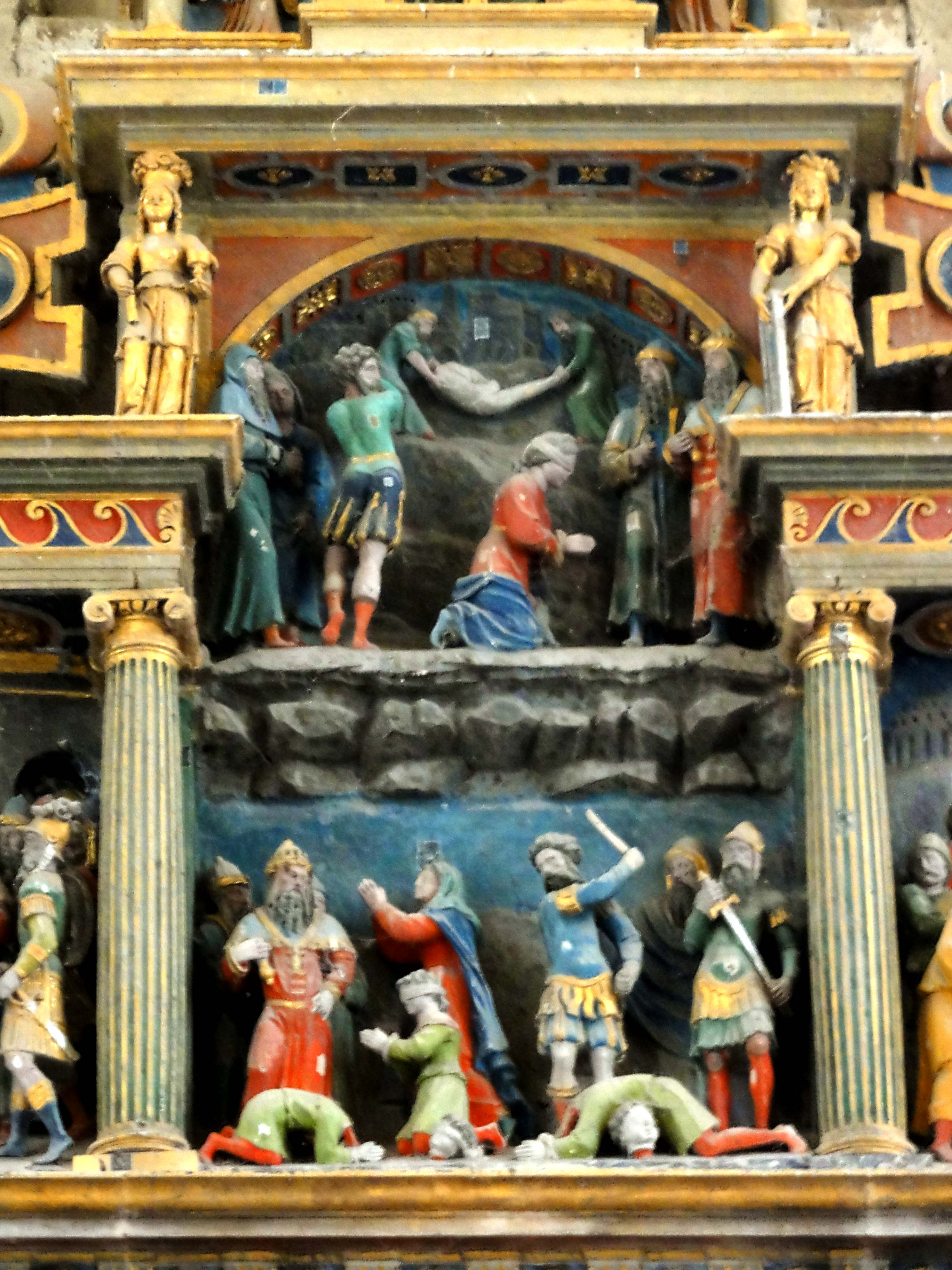
2e registre, milieu : décapitation et enterrement.

### Dalles funéraires

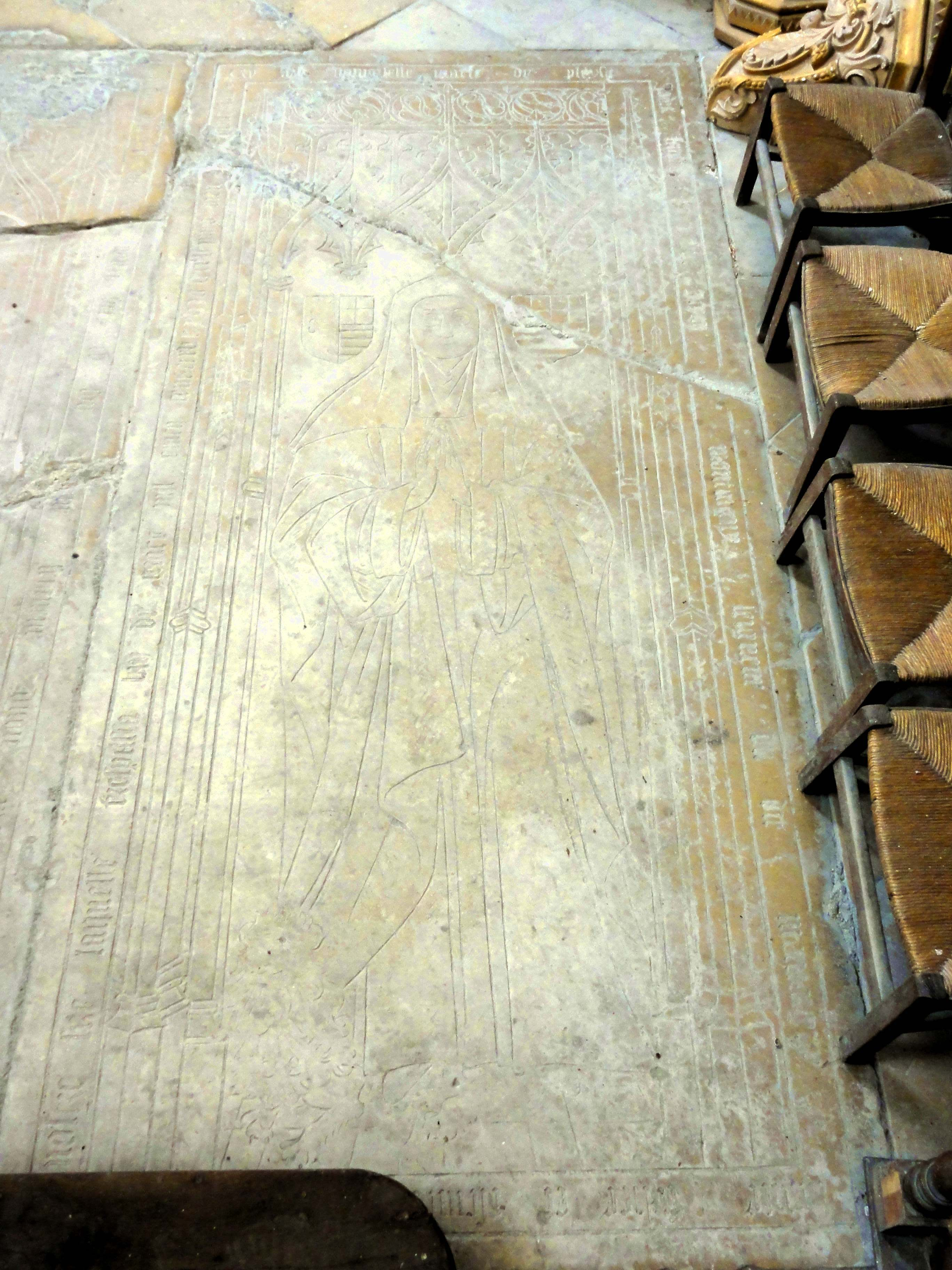
Dalle funéraire de Marie de Plessy, épouse de Jean de Montagny.

Parmi plusieurs dalles funéraires à effigies gravées, les deux les mieux conservées sont classées. D'après Eugène Müller, « Deux autres dalles presque usées laissent lire encore : «…Frère Pierre Thibault religieux et prieur… — Frère Gilbert… religieux de l’abbaye de nostre [dame de la Victoire], curé de Montagny » ». Il y a également plusieurs petites plaques en forme de losange, qui datent des XVIIe et XVIIIe siècles.
- La dalle funéraire à effigie gravée de Jean de Montagny, seigneur du lieu mort le 1er décembre 1502, mesure 255 cm de hauteur pour 115 cm de largeur, et est scellée dans le sol devant la marche de l'autel de la Vierge. Elle représente le défunt en pied, les mains rejointes pour la prière, en armure complète, mais sans casque, les pieds posés sur un lévrier, au milieu d'un décor architecturé flamboyant. L'épitaphe gravée sur le pourtour a été relevée par Eugène Müller : « Cy gist noble homme Jehan de Montaigny escuier d’escuries du Roy nostre sire, en son vivant seigneur du dit Montaigny saincte felice [lequel… trespassa le] premier jour de décembre, l’an de grace mil cinq cens et deux. Priez Dieu pour l’âme de luy »[26],[25]. Il est à noter que les armes utilisées actuellement par la commune sont celles de Jean de Montagny.
- La dalle funéraire à effigie gravée de Marie de Plessy, épouse du précédent, morte le 15 février 1515, a les mêmes dimensions, et se trouve à côté (au nord) de la précédente. La défunte est représentée en pied, les mains rejointes pour la prière, en habit de religieuse, au milieu d'un décor architecturé analogue à la dalle de son mari. L'épitaphe est la suivante : « Cy gist damoiselle Marie de Pleysis, jadis famme de feu Jehan de Montagny… laquelle trespassa l’an de grace mil cinq cens et quinze, le quinzieme jour de febvrier ». Eugène Müller dit que les figures sont exécutées d’une façon vulgaire, tout en soulignant que les lettres sont bien gravées. Les deux dalles sont classées au titre immeuble depuis 1862[27],[25].